# Zabranjena ljubav (3. sezona)
Treća sezona serije Zabranjena ljubav emitovana je od 4. septembra 2006. godine do 29. juna 2007. godine i broji 215 epizoda.

## Opis
U trećoj sezoni dolazi do ozbiljnih preokreta u životima nekih glavnih likova — Biserka upoznaje svoju novu ljubav, Petra odlazi, Danijel je pronađen, Nikolina sestra Marijana dolazi u Zagreb kao i Jakovljevi brat i snaja dok najveći preokret doživljava porodica Fijan kada ostanu bez Zlatka.

## Uloge

### Glavne
- Vesna Tominac Matačić kao Karolina Novak
- Velimir Čokljat kao Stjepan Novak (epizode 1-42, 46-50)
- Maja Petrin kao Dunja Barišić (epizode 43-45, 51-215)
- Anita Beriša kao Petra Novak (epizode 1-35, 41-42)
- Vladimir Tintor kao Franjo Barišić (epizode 36-40, 43-215)
- Mario Valentić kao Borna Novak
- Vanja Matujec kao Biserka Lončar
- Marija Kobić kao Iva Lončar
- Dejan Marcikić kao Igor Carević
- Jelena Perčin kao Ana Fijan
- Mirsad Tuka kao Zlatko Fijan (epizode 1-150)
- Anđela Ramljak kao Marijana Benčić (epizode 151-215)
- Antonija Šola kao Tina Bauer
- Mario Mlinarić kao Jakov Barišić (epizode 1-75)
- Zoran Gogić kao Jure Šarić (epizode 76-215)
- Marko Čabov kao Nikola Benčić
- Jozo Šuker kao Antun Benčić
- Petra Kurtela kao Lana Kos (epizode 1-15, 30)
- Robert Plemić kao Luka Laušić (epizode 16-29, 31-215)
- Frano Lasić kao Marinko Ružić (epizode 186-215)
- Nada Roko kao Nada Barić

### Epizodne
- Anita Beriša kao Petra Novak (epizode 54-59, 61-62, 64-68, 70, 73-76, 80-83, 85, 87, 89-93, 96-105, 107-115, 117-119, 121-122, 124-126, 130-132, 136, 139-143, 145, 147-151, 153-158, 160, 162, 164-166, 168-171, 175-177, 180-184, 186, 189, 197, 201-206, 212-214)
- Katja Zupčić kao Lidija Bauer (epizode 20-23, 25-31, 33-35, 153-157, 159-164)
- Filip Riđički kao Matija Lončar (epizode 3-4)
- Dražen Mikulić kao Josip Lončar (epizode 3-5)
- Mario Mlinarić kao Jakov Barišić (epizode 155-157, 160-162, 164-167, 170-171, 174-191, 195-196, 198-207, 210-213, 215)
- Robert Plemić kao Luka Laušić (epizoda 30)
- Vladimir Tintor kao Franjo Barišić (epizode 41-42)
- Maja Petrin kao Dunja Barišić (epizode 42, 46-50)
- Zoran Gogić kao Jure Šarić (epizode 46-47, 49, 52, 54-57, 61-63, 66-68, 74-75)
- Anđela Ramljak kao Marijana Benčić (epizode 79-94, 98-101, 103-111, 113-114, 117-124, 126-129, 132-136, 138-141, 143-150)
- Frano Lasić kao Marinko Ružić (epizode 85-87, 92-98, 100-102, 105, 108-115, 117-118, 122-126, 128-137, 139-141, 143-144, 150-158, 163, 166, 168-176, 179-184)
- Danira Gović kao Angelina Kovač (epizode 110-119, 121, 123-125, 128-132, 138-143, 147-151, 153-157, 161-167, 169-172, 176-201, 203, 205, 207-208, 210, 213-215)

## Epizode
| Бр. еп. (укупно) | Бр. еп. (у сезони) | Наслов          | Редитељ            | Сценариста | Премијера          |
| --- | ------------------ | --------------- | ------------------ | --- | ------------------ |
| 396 | 1                  | „Epizoda 3.1”   | Berislav Makarović | Nikolina Čuljak, Ivana Milković, Ivan Kovač, Milijan Ivezić, Tomislav Hrpka, Inge Privora, Alan Čubrilo i Ivana Mišetić                                     | 4. septembar 2006  |
| Karolina i Petra bivaju prebačene u bolnicu odakle Petra odlazi. Biserka dobija poziv od splitske policije i biva obaveštena o Danijelu. |                    |                 |                    | |                    |
| 397 | 2                  | „Epizoda 3.2”   | Berislav Makarović | Nikolina Čuljak, Ivana Milković, Ivan Kovač, Milijan Ivezić, Tomislav Hrpka, Inge Privora, Alan Čubrilo i Ivana Mišetić                                     | 5. septembar 2006  |
| Biserka obaveštava rodbinu i prijatelje o Danijelovoj sudbini. Stanje postaje još teže za Stjepana kad otkrije da je Petra nestala, a pogotovu što je izbugila dete. Karolina otkriva Stjepanu čije je dete bilo u stvari. |                    |                 |                    | |                    |
| 398 | 3                  | „Epizoda 3.3”   | Berislav Makarović | Nikolina Čuljak, Ivana Milković, Ivan Kovač, Milijan Ivezić, Tomislav Hrpka, Inge Privora, Alan Čubrilo i Ivana Mišetić                                     | 6. septembar 2006  |
| Porodica Lončar priprema sahranu Danijelu. Iz Avganistana se po drugi put vraća Josip, a iz Londona Matija sa devojkom Karmen. Sahrana počinje dobro, ali dolazi do ispada Ane jer je ranije pojela jelo namenjeno njenoj majci Gabrijeli.Pojava Matije Lončara i Josipa Lončara. |                    |                 |                    | |                    |
| 399 | 4                  | „Epizoda 3.4”   | Berislav Makarović | Nikolina Čuljak, Ivana Milković, Ivan Kovač, Milijan Ivezić, Tomislav Hrpka, Inge Privora, Alan Čubrilo i Ivana Mišetić                                     | 7. septembar 2006  |
| Ana se oporavila od ispada na groblju, ali misli da ludi i da je to nasledila od majke zbog čega raskida sa Nikolom. Na porodičnom okupu u stanu Lončarevih, Matija najavljuje velike promene u svom životu i odlazi sa Karmen. Na redovnom pregledu kod lekara, Gabrijela otkriva zbog čega je imala napade.Poslednja pojava Matije Lončar'. Pojava Josipa Lončara. |                    |                 |                    | |                    |
| 400 | 5                  | „Epizoda 3.5”   | Berislav Makarović | Nikolina Čuljak, Ivana Milković, Ivan Kovač, Milijan Ivezić, Tomislav Hrpka, Inge Privora, Alan Čubrilo i Ivana Mišetić                                     | 8. septembar 2006  |
| Gabrijela shvata da joj je možda Zlatko petljao i muljao oko bolesti, pa odlučuje da to istraži, ali je on hvata kad je uzela palačinke da odnese na proučavanje. Josip sređuje Biserki privremeni posao kod Stjepana da neguje Karolinu dok se ne oporavi i vraća se u Avganistan.Poslednja pojava Josipa Lončara. |                    |                 |                    | |                    |
| 401 | 6                  | „Epizoda 3.6”   | Milo Grisogono     | Nikolina Čuljak, Ivana Milković, Ivan Kovač, Milijan Ivezić, Tomislav Hrpka, Inge Privora, Alan Čubrilo i Ivana Mišetić                                     | 11. septembar 2006 |
| Gabrijela preti Zlatku zbog droge koju joj je poturao u hranu. Iva odlučuje da se zaposli kod Nade u kafiću, ali nema ko da čuva Doru, pa je ona odvodi kod Nade na sprat. Nikola naređuje Antunu da nađe posao. |                    |                 |                    | |                    |
| 402 | 7                  | „Epizoda 3.7”   | Milo Grisogono     | Nikolina Čuljak, Ivana Milković, Ivan Kovač, Milijan Ivezić, Tomislav Hrpka, Inge Privora, Alan Čubrilo i Ivana Mišetić                                     | 12. septembar 2006 |
| Nakon što je video kako Ivi gost daje bakšiš, Igor odlazi po Doru koju pronalazi kako sama u sobi plače i odvodi je kod sebe i Filipe odakle je Iva posle uzima i upada unutra u trenutku dok Filipa „radi”. Gabrijela moli Bornu za pomoć oko stvari sa drogom. Karolina primećuje da se nešto čudno dešava sa Stjepanom pa šalje Bornu da ga prati i radeći to, Borna ga ponalazi na Danijelovom grobu. |                    |                 |                    | |                    |
| 403 | 8                  | „Epizoda 3.8”   | Milo Grisogono     | Nikolina Čuljak, Ivana Milković, Ivan Kovač, Milijan Ivezić, Tomislav Hrpka, Inge Privora, Alan Čubrilo i Ivana Mišetić                                     | 13. septembar 2006 |
| Biserka daje Stjepanu pismo od Petre koje je pronašla u njenoj sobi, a kad ga je Stjepan pročitao, shvatio je kakvu suprugu ima. Antun uspeva da pronađe posao u auto-mehaničarskoj radionici. Ana zove Jakova i njegove „podstanare” na roštilj. |                    |                 |                    | |                    |
| 404 | 9                  | „Epizoda 3.9”   | Milo Grisogono     | Nikolina Čuljak, Ivana Milković, Ivan Kovač, Milijan Ivezić, Tomislav Hrpka, Inge Privora, Alan Čubrilo i Ivana Mišetić                                     | 14. septembar 2006 |
| Ana organizuje kupanje kod nje kući na bazenu, ali kao nezvani gost tamo dolazi Borna pa ona nema kud nego da ga pusti da ostane. Gabrijela misli da se Zlatko na bazenu udvara Tini i da bruka Anu. Stjepan se preseli u hotel. |                    |                 |                    | |                    |
| 405 | 10                 | „Epizoda 3.10”  | Milo Grisogono     | Nikolina Čuljak, Ivana Milković, Ivan Kovač, Milijan Ivezić, Tomislav Hrpka, Inge Privora, Alan Čubrilo i Ivana Mišetić                                     | 15. septembar 2006 |
| Zlatko smišlja na koji način da povrati upravljanje nad novcem. Antun i Tina doživljavaju malu nesreću sa Borninim kolima pa mu Tina nudi svoj novac za potrebne delove za opravku i govori mu da vrati kad bude mogao. Jakov otkriva čime se Filipa bavi. |                    |                 |                    | |                    |
| 406 | 11                 | „Epizoda 3.11”  | Mirna Miličić      | Nikolina Čuljak, Ivana Milković, Ivan Kovač, Milijan Ivezić, Tomislav Hrpka, Inge Privora, Alan Čubrilo i Ivana Mišetić                                     | 18. septembar 2006 |
| Borna se na aerodromu raspituje ko je platio Gabrijeli kartu za Zagreb. To mu uspeva tek kad se pojavi prijateljica iz prošlosti. Borna biva potresen kad vidi ko je platio kartu. Gabrijela govori Ani da nikad nije bila bolesna i da će za to nabaviti potrebne dokaze. |                    |                 |                    | |                    |
| 407 | 12                 | „Epizoda 3.12”  | Mirna Miličić      | Nikolina Čuljak, Ivana Milković, Ivan Kovač, Milijan Ivezić, Tomislav Hrpka, Inge Privora, Alan Čubrilo i Ivana Mišetić                                     | 19. septembar 2006 |
| Borna obaveštava Gabrijelu ko je platio njen dolazak u Zagreb. Gabrijela kasnije otkriva Ani zbog čega joj je bilo loše i ko je platio njen dolazak u Zagreb a posle toga izbacuje Zlatka iz kuće i najavljuje mu razvod. |                    |                 |                    | |                    |
| 408 | 13                 | „Epizoda 3.13”  | Mirna Miličić      | Nikolina Čuljak, Ivana Milković, Ivan Kovač, Milijan Ivezić, Tomislav Hrpka, Inge Privora, Alan Čubrilo i Ivana Mišetić                                     | 20. septembar 2006 |
| Biserka otkriva Karolini da zna šta je sve petljala i da jedino Stjepanu može da zahvali što je još neguje. Borna vodi Anu na izlazak, ali iskrsava stvar sa njegovima kolima pa on dolazi kod Jakova i tamo nasrće na Antuna. |                    |                 |                    | |                    |
| 409 | 14                 | „Epizoda 3.14”  | Mirna Miličić      | Nikolina Čuljak, Ivana Milković, Ivan Kovač, Milijan Ivezić, Tomislav Hrpka, Inge Privora, Alan Čubrilo i Ivana Mišetić                                     | 21. septembar 2006 |
| Antun priznaje Nikoli šta je uradio sa kolima, međutim, stvar biva još veća kad Tina otkrije da je Antun proneverio njen novac – kupio je nov branik za 300 kuna a ostatak je iskoristio da vrati stare dugove. Filipa se sastaje sa jednim svojim pozivaocem uživo i daje mu savete kako da se pomiri sa suprugom. |                    |                 |                    | |                    |
| 410 | 15                 | „Epizoda 3.15”  | Mirna Miličić      | Nikolina Čuljak, Ivana Milković, Ivan Kovač, Milijan Ivezić, Tomislav Hrpka, Inge Privora, Alan Čubrilo i Ivana Mišetić                                     | 22. septembar 2006 |
| Nakon događaja sa Konanovom suprugom, Filipa odlučno govori Igoru da prestaje da se bavi hot lajnom i da daje otkaz. Kasnije, ona se miri sa Jakovom. Ana zatiče Bornu u nezgodnom stanju.Poslednja pojava Lane Kos. |                    |                 |                    | |                    |
| 411 | 16                 | „Epizoda 3.16”  | Dinko Paleka       | Nikolina Čuljak, Ivana Milković, Ivan Kovač, Milijan Ivezić, Tomislav Hrpka, Inge Privora, Alan Čubrilo, Ivana Pocrnić i Ivana Mišetić                      | 25. septembar 2006 |
| Biserka i Karolina piju čaj, ali Karolina slučajno biva polivena vrućim čajem zbog čega joj se jedna noga pomerila što Biserka vidi kao mogući oporavak i na sve načine pokušava da natera Karolinu da vežba kretanje nogama, ali ona uporno navaljje da je nepokretna. Biserki to biva sumnjivo. Gabrijela zatiče Marija, radnika na bazenu, u nezgodnom položaju.Prva pojava Luke Laušića. |                    |                 |                    | |                    |
| 412 | 17                 | „Epizoda 3.17”  | Dinko Paleka       | Nikolina Čuljak, Ivana Milković, Ivan Kovač, Milijan Ivezić, Tomislav Hrpka, Inge Privora, Alan Čubrilo, Ivana Pocrnić i Ivana Mišetić                      | 26. septembar 2006 |
| Biserka i dalje pokušava da natera Karolinu da vežba kretanje nogama, ali slabo uspeva u tome. Stjepan dolazi pijan kući i potpuno iscrpljen pada u krevet i odmah zaspi. Ana se miri sa Nikolom. Igor organizuje izbor zaposlene za hot lajn, ali se on završava krahom kada Filipi u stan upadne policija. |                    |                 |                    | |                    |
| 413 | 18                 | „Epizoda 3.18”  | Dinko Paleka       | Nikolina Čuljak, Ivana Milković, Ivan Kovač, Milijan Ivezić, Tomislav Hrpka, Inge Privora, Alan Čubrilo, Ivana Pocrnić i Ivana Mišetić                      | 27. septembar 2006 |
| Biserka ostaje pri svojoj tvrdnji da Karolina može da se kreće pa nagovara Stjepana da pozove stručno lice – lekara – da potvrdi njene tvrdnje. Igor biva uhapšen zbog vođenja hot lajna, ali biva pušten uz kaznu koju treba da plati. |                    |                 |                    | |                    |
| 414 | 19                 | „Epizoda 3.19”  | Dinko Paleka       | Nikolina Čuljak, Ivana Milković, Ivan Kovač, Milijan Ivezić, Tomislav Hrpka, Inge Privora, Alan Čubrilo, Ivana Pocrnić i Ivana Mišetić                      | 28. septembar 2006 |
| Lekar dolazi da pregleda Karolinu zbog Biserkinih tvrdnji, ali do pregleda ne dolazi jer Karolina optužuje Biserku da joj krade lekove i da halucinira zbog čega Biserka biva prinuđena da istrese sve iz svoje torbe usled čega odatle ispadaju i tabletice za koje ona tvrdi da ne zna odakle tu. Gabrijela započinje preljubu sa Mariom, radnikom na bazenu. |                    |                 |                    | |                    |
| 415 | 20                 | „Epizoda 3.20”  | Dinko Paleka       | Nikolina Čuljak, Ivana Milković, Ivan Kovač, Milijan Ivezić, Tomislav Hrpka, Inge Privora, Alan Čubrilo, Ivana Pocrnić i Ivana Mišetić                      | 29. septembar 2006 |
| Tina priznaje Ani da je pozajmila novac sa kartice preduzeća kako bi kupila jednu haljinu i vraća celu svotu novca koju je pozajmila. Zlatko se sastaje sa Mariom, a Mario je nakon njegovog odlaska načuo nešto vrlo zanimljivo. Lidija dolazi u iznenadnu posteu Tini. Dr Šolić zatiče Biserku kako uzima lekove sa bolničkih kolica.Pojava Lidije Bauer. |                    |                 |                    | |                    |
| 416 | 21                 | „Epizoda 3.21”  | Ljubo Lasić        | Nikolina Čuljak, Ivana Milković, Ivan Kovač, Milijan Ivezić, Tomislav Hrpka, Inge Privora, Alan Čubrilo, Ivana Pocrnić i Ivana Mišetić                      | 2. oktobar 2006    |
| Lidija otkriva razlog svoje posete zbog čega Tina besni na Jakova. Mario priznaje Gabrijeli šta je uradio i obećava da će se iskupiti. Biserka biva udaljena sa posla, ali to poništava svojom odlukom da da otkaz.Tomislav se oprašta od Stele i odlazi u Sloveniju.Pojava Lidije Bauer. |                    |                 |                    | |                    |
| 417 | 22                 | „Epizoda 3.22”  | Ljubo Lasić        | Nikolina Čuljak, Ivana Milković, Ivan Kovač, Milijan Ivezić, Tomislav Hrpka, Inge Privora, Alan Čubrilo, Ivana Pocrnić i Ivana Mišetić                      | 3. oktobar 2006    |
| Iva moli Nadu da razgovara sa Biserkom jer je zabrinuta za nju. Kasnije, Iva otkriva da Biserka odlazi na lečenje bolesti zavisnosti. Antun čini jedan potez koji iz korena menja njegov odnos sa Tinom. Mario i Zlatko su se zamalo potukli u hotelu.Pojava Lidije Bauer. |                    |                 |                    | |                    |
| 418 | 23                 | „Epizoda 3.23”  | Ljubo Lasić        | Nikolina Čuljak, Ivana Milković, Ivan Kovač, Milijan Ivezić, Tomislav Hrpka, Inge Privora, Alan Čubrilo, Ivana Pocrnić i Ivana Mišetić                      | 4. oktobar 2006    |
| Mario donosi Gabrijeli kasetu na kojoj su snimljeni, a Gabrijela kasnije odnosi Zlatku hartije za razvod braka i otkriva mu da odlazi sa Mariom u Argentinu. Luka dobija posao u Nadinom kafiću kao raznosač pica. Tina moli Antuna da njihova veza ostane tajna.Pojava Lidije Bauer. |                    |                 |                    | |                    |
| 419 | 24                 | „Epizoda 3.24”  | Ljubo Lasić        | Nikolina Čuljak, Ivana Milković, Ivan Kovač, Milijan Ivezić, Tomislav Hrpka, Inge Privora, Alan Čubrilo, Ivana Pocrnić i Ivana Mišetić                      | 5. oktobar 2006    |
| Tomislavova ćerka Lucija je bolje jer je na vreme dovedena u bolnicu. Stela biva uvaljena u probleme do guše kada Lucija nestane posle odlaska iz škole nešto ranije. Stvar se rešava kad je policija uhvati na granici u vozu za Budimpeštu. Filipa se kod Jakova izlanula za nešto u vezi sa Tinom i Antunom što nije trebalo da bude. |                    |                 |                    | |                    |
| 420 | 25                 | „Epizoda 3.25”  | Ljubo Lasić        | Nikolina Čuljak, Ivana Milković, Ivan Kovač, Milijan Ivezić, Tomislav Hrpka, Inge Privora, Alan Čubrilo, Ivana Pocrnić i Ivana Mišetić                      | 6. oktobar 2006    |
| Lukino ponašanje počinje da muči Nadu koja misli da je to krajnje sumnjivo. Sa druge strane, Borna i Nikola dovode mlade koji će da beru grožđe u vinogradu, a jedna od njih, Tara Mars, zapada Borni za oko. Lidija otkriva Tini kakav je u stvari njen posao u Italiji. Luka otkriva zbog čega je došao u Nadin kafić.Pojava Lidije Bauer. |                    |                 |                    | |                    |
| 421 | 26                 | „Epizoda 3.26”  | Nikola Ivanda      | Nikolina Čuljak, Ivana Milković, Ivan Kovač, Milijan Ivezić, Tomislav Hrpka, Inge Privora, Alan Čubrilo, Ivana Pocrnić i Ivana Mišetić                      | 9. oktobar 2006    |
| Luka otkriva svoje poreklo i ko mu je otac zbog čega Nada biva jako potresena. Borna poziva Taru u vinograd na vino. Stjepan se nalazi sa Lidijom u jednom kafiću na kafi gde joj otkriva svoje muke.Pojava Lidije Bauer. |                    |                 |                    | |                    |
| 422 | 27                 | „Epizoda 3.27”  | Nikola Ivanda      | Nikolina Čuljak, Ivana Milković, Ivan Kovač, Milijan Ivezić, Tomislav Hrpka, Inge Privora, Alan Čubrilo, Ivana Pocrnić i Ivana Mišetić                      | 10. oktobar 2006   |
| Luka dokazuje Nadi da je njen sin, ali njena sreća kratko traje jer on najavljuje da odlazi i da se više neće videti. Karolina otvara izbor za negovateljicu.Pojava Lidije Bauer. |                    |                 |                    | |                    |
| 423 | 28                 | „Epizoda 3.28”  | Nikola Ivanda      | Nikolina Čuljak, Ivana Milković, Ivan Kovač, Milijan Ivezić, Tomislav Hrpka, Inge Privora, Alan Čubrilo, Ivana Pocrnić i Ivana Mišetić                      | 11. oktobar 2006   |
| Luka odlazi zbog čega Nada biva ponovo slomljena pa Iva odlučuje da pronađe Luku i da ga natera da se vrati. Filipa organizuje proslavu u Nadinom kafiću na kojoj najavljuje da se udaje za Jakova i da prelazi da živi kod njega. Karolina prima izvesnog Denisa na mesto negovatelja. Tokom jedne večere sa Stjepanom u restoranu, Lidiji se učinilo da je videla Karolinu na vratima restorana kako ih špijunira.Pojava Lidije Bauer. |                    |                 |                    | |                    |
| 424 | 29                 | „Epizoda 3.29”  | Nikola Ivanda      | Nikolina Čuljak, Ivana Milković, Ivan Kovač, Milijan Ivezić, Tomislav Hrpka, Inge Privora, Alan Čubrilo, Ivana Pocrnić i Ivana Mišetić                      | 12. oktobar 2006   |
| Stjepan i Lidija razgovaraju o onome što je ona „videla” zbog čega joj Stjepan otkriva da nije jedina koja misli da Karolina nije nepokretna. Stanje kod Jakova u stanu izgleda malo puca po šavovima od kada se Filipa uselila kod njega a Antun prešao u njen stan kod Igora. Kasnije, Antun obija Bornina kola i iz njih krade jedan uređaj, a potom se sakriva u Igorova kola od policije i moli ga da ga ne oda.Pojava Lidije Bauer. |                    |                 |                    | |                    |
| 425 | 30                 | „Epizoda 3.30”  | Nikola Ivanda      | Nikolina Čuljak, Ivana Milković, Ivan Kovač, Milijan Ivezić, Tomislav Hrpka, Inge Privora, Alan Čubrilo, Ivana Pocrnić i Ivana Mišetić                      | 13. oktobar 2006   |
| Igor pomaže Antunu da ga policija ne otkrije. Novakovi prave izlet u vinogradu na koji su pozvani Filipa, Jakov, Lidija, Tara, Nikola i Ana. Lidija razgovara sa Biserkom oko Karolininog stanja jer je ubeđena da ona može da hoda. Borna je uz Taru probao vutru.Pojava Lidije Bauer. |                    |                 |                    | |                    |
| 426 | 31                 | „Epizoda 3.31”  | Mirna Miličić      | Nikolina Čuljak, Ivana Milković, Ivan Kovač, Milijan Ivezić, Tomislav Hrpka, Inge Privora, Alan Čubrilo, Ivana Pocrnić, Aleksandar Krištek, i Ivana Mišetić | 16. oktobar 2006   |
| Stanje oko Karolinine „nepokretnosti” kulminira kad Karolina optuži Lidiju da je pokušala da je ubije dižući ručnu kočnicu kola i puštajući ih na nju. Stjepan se ponovo opio u vinariji nakon čega ga Biserka odvodi kući, a on u rođenom kupatilu zatiče jedan neverovatan prizor.Pojava Lidije Bauer. |                    |                 |                    | |                    |
| 427 | 32                 | „Epizoda 3.32”  | Mirna Miličić      | Nikolina Čuljak, Ivana Milković, Ivan Kovač, Milijan Ivezić, Tomislav Hrpka, Inge Privora, Alan Čubrilo, Ivana Pocrnić, Aleksandar Krištek, i Ivana Mišetić | 17. oktobar 2006   |
| Stjepan postaje preneražen i besan nakon prizora koji ga je zatekao u rođenom kupatilu zbog čega odlazi iz kuće. Antun i Igor započinju svoj prvi zajednički posao, ali sudbina kao da ne želi da ga njih dvojica završe dok Zlatko moli Anu da se vrati kući, ali biva odbijen, a Stela iznosi svoje sumnje o Luki Nadi. |                    |                 |                    | |                    |
| 428 | 33                 | „Epizoda 3.33”  | Mirna Miličić      | Nikolina Čuljak, Ivana Milković, Ivan Kovač, Milijan Ivezić, Tomislav Hrpka, Inge Privora, Alan Čubrilo, Ivana Pocrnić, Aleksandar Krištek, i Ivana Mišetić | 18. oktobar 2006   |
| Igor i Antun završavaju svoj prvi „posao”, međutim, u stan im Antun dovodi psa kog je slučajno povredio zbog čega Igor besni jer mu smeta pas. Stjepan razgovara sa Biserkom i shvata da mora da bude iskren prema Borni. Između Ive i Luke počinje da se rađa nešto više od prijateljstva.Pojava Lidije Bauer. |                    |                 |                    | |                    |
| 429 | 34                 | „Epizoda 3.34”  | Mirna Miličić      | Nikolina Čuljak, Ivana Milković, Ivan Kovač, Milijan Ivezić, Tomislav Hrpka, Inge Privora, Alan Čubrilo, Ivana Pocrnić, Aleksandar Krištek, i Ivana Mišetić | 19. oktobar 2006   |
| Jakov i Filipa se vere i smišljaju venčanje dok Ivu muči to što je posle poljupca Luka iznenada otišao. Stjepan donosi bitnu odluku u svom životu koja će jednima goditi a drugima ne. Zlatko koristi prostor svog nekadašnjeg izbornog štaba kako bi pokušao da se pomiri sa Anom, a Luka otkriva Nadi, Steli i Ivi čime se u stvari bavi.Pojava Lidije Bauer. |                    |                 |                    | |                    |
| 430 | 35                 | „Epizoda 3.35”  | Mirna Miličić      | Nikolina Čuljak, Ivana Milković, Ivan Kovač, Milijan Ivezić, Tomislav Hrpka, Inge Privora, Alan Čubrilo, Ivana Pocrnić, Aleksandar Krištek, i Ivana Mišetić | 20. oktobar 2006   |
| Nada biva iznenađena Lukinim zanimanjem, ali ne zamera mu što joj to nije ranije rekao. Društvo sa Jakovom i Filipom smišlja njihovo venčanje. Stjepan govori Borni kako je otkrio da Karolina može da hoda što još više zamrzava odnose između Borne i nje pa odlazi u vazdušnu luku gde sreće Lidiju i kreće u novi život sa njom kako bi pokušao da pronađe sreću sa istom.Pojava Lidije Bauer. |                    |                 |                    | |                    |
| 431 | 36                 | „Epizoda 3.36”  | Dinko Paleka       | Nikolina Čuljak, Ivana Milković, Ivan Kovač, Milijan Ivezić, Tomislav Hrpka, Inge Privora, Alan Čubrilo, Iva Ilakovac, Aleksandar Krištek, i Ivana Mišetić  | 23. oktobar 2006   |
| Karolina i Borna se navikavaju na život bez Stjepana, svako na svoj način. Nakon sananja kuda je Stjepan otišao i sa kim, Zlatko odlazi kod Karoline da joj to malo nabije na nos. Igor zove vlasnicu psa koji je kod njega i Antuna da se dogovori sa njom oko nagrade, međutim, dobija neočekivani odgovor.Prva pojava Franja Barišića. |                    |                 |                    | |                    |
| 432 | 37                 | „Epizoda 3.37”  | Dinko Paleka       | Nikolina Čuljak, Ivana Milković, Ivan Kovač, Milijan Ivezić, Tomislav Hrpka, Inge Privora, Alan Čubrilo, Iva Ilakovac, Aleksandar Krištek, i Ivana Mišetić  | 24. oktobar 2006   |
| Zlatko na sve načine pokušava da se pomiri sa Anom, ali mu ne ide od ruke. Igor i Antun odlaze kod vlasnice psa po nagradu, međutim, tamo umesto nagrade dobijaju ono što nisu očekivali. |                    |                 |                    | |                    |
| 433 | 38                 | „Epizoda 3.38”  | Dinko Paleka       | Nikolina Čuljak, Ivana Milković, Ivan Kovač, Milijan Ivezić, Tomislav Hrpka, Inge Privora, Alan Čubrilo, Iva Ilakovac, Aleksandar Krištek, i Ivana Mišetić  | 25. oktobar 2006   |
| Kod Jakova je već počelo slavlje oko predstojeće svadbe. Na slavlje dolazi i Jakovljev brat Franjo sa kojim se on dugo nije video. Tara „začinjava” kolače kako bi sa Anom izvela jedan ogled na Borni. Pas kog su Antun i Igor čuvali počinje malo-malo da im se vraća u stan što Igora mnogo živcira. |                    |                 |                    | |                    |
| 434 | 39                 | „Epizoda 3.39”  | Dinko Paleka       | Nikolina Čuljak, Ivana Milković, Ivan Kovač, Milijan Ivezić, Tomislav Hrpka, Inge Privora, Alan Čubrilo, Iva Ilakovac, Aleksandar Krištek, i Ivana Mišetić  | 26. oktobar 2006   |
| Franjo odnosi parče kolača koji je Tara donela na ispitivanje i otkriva da je unutra ubačen THC. Ana priznaje Nikoli istinu u vezi kolača. Stela je pripremila Luciji rođendanski poklon. Vanda poklanja Šibu Antunu što pravi sranje Igoru. Luka priznaje Ivi zbog čega je postao sveštenik. |                    |                 |                    | |                    |
| 435 | 40                 | „Epizoda 3.40”  | Dinko Paleka       | Nikolina Čuljak, Ivana Milković, Ivan Kovač, Milijan Ivezić, Tomislav Hrpka, Inge Privora, Alan Čubrilo, Iva Ilakovac, Aleksandar Krištek, i Ivana Mišetić  | 27. oktobar 2006   |
| Vanda ostalja Šibu kod Igora i Antuna uprkos Igorovom negodovanju. U novinama izlazi članak o Stjepanovoj i Lidijinoj vezi za koji ispada da je Zlatko „zaslužan”. Stela i Lucija se vraćaju sa hipodroma kod Nade na proslavu Lucijinog rođendana, ali Stelino uživanje prekida poziv u vezi Tomislava. |                    |                 |                    | |                    |
| 436 | 41                 | „Epizoda 3.41”  | Berislav Makarović | Nikolina Čuljak, Ivana Milković, Ivan Kovač, Milijan Ivezić, Tomislav Hrpka, Inge Privora, Alan Čubrilo, Iva Ilakovac, Ivana Peroš, i Ivana Mišetić         | 30. oktobar 2006   |
| Planovi za Jakovljevu i Filipionu svadbu su u jeku, a Karolina useljava Denisa na Stjepanovo mesto. Stela ne zna kako da kaže Luciji vest o Tomislavu, ali na kraju je konačno smogla snage. |                    |                 |                    | |                    |
| 437 | 42                 | „Epizoda 3.42”  | Berislav Makarović | Nikolina Čuljak, Ivana Milković, Ivan Kovač, Milijan Ivezić, Tomislav Hrpka, Inge Privora, Alan Čubrilo, Iva Ilakovac, Ivana Peroš, i Ivana Mišetić         | 31. oktobar 2006   |
| Jakov sa svojim društvom slavi momačko veče, a Filipa sa svojim drugaricama devojačko. Karolina izlazi sa Denisom na večeru u restoran, ne znajući da u istom sedi Zlatko sa Tinom.Poslednja stalna pojava Petre Novak. Prva pojava Dunje Barišić. |                    |                 |                    | |                    |
| 438 | 43                 | „Epizoda 3.43”  | Berislav Makarović | Nikolina Čuljak, Ivana Milković, Ivan Kovač, Milijan Ivezić, Tomislav Hrpka, Inge Privora, Alan Čubrilo, Iva Ilakovac, Ivana Peroš, i Ivana Mišetić         | 1. novembar 2006   |
| Nakon omanjeg događaja kod Zlatka, Tina odlazi. Jakov, Franjo i Nikola se oporavljaju od tuče, Igor upoznaje devojku sa psom koju kreće da muva, a Jakovu dolaze roditelji u vezi svadbe. Kasnije, Jakov, Franjo i Dino odlaze kod Borne da proslave svadbu. Filipa odlazi takođe tamo jer mora da vidi Jakova, ali je dočekuje neprijatan prizor. |                    |                 |                    | |                    |
| 439 | 44                 | „Epizoda 3.44”  | Berislav Makarović | Nikolina Čuljak, Ivana Milković, Ivan Kovač, Milijan Ivezić, Tomislav Hrpka, Inge Privora, Alan Čubrilo, Iva Ilakovac, Ivana Peroš, i Ivana Mišetić         | 2. novembar 2006   |
| Jakov uspeva da objasni Filipi šta se desilo pa se pripreme za svadbu nastavljaju. Lanini baka i deka dolazi na udaju svoje ćerke. Lucija ne može da se pomiri sa smrću oca. Svadba kreće u dvorištu Karolinine kuće, međutim, Filipa nije sigurna u svoj odgovor. |                    |                 |                    | |                    |
| 440 | 45                 | „Epizoda 3.45”  | Berislav Makarović | Nikolina Čuljak, Ivana Milković, Ivan Kovač, Milijan Ivezić, Tomislav Hrpka, Inge Privora, Alan Čubrilo, Iva Ilakovac, Ivana Peroš, i Ivana Mišetić         | 3. novembar 2006   |
| Venčanje biva prekinuto, međutim, to i ne bi bilo toliko loše da Tara nije „objasnila” zašto Filipa ne treba da se uda za Jakova. Filipa sprema svoje stvari i vraća sa za Istru sa roditeljima, a Dalibor se odriče Jakova. Iz Amerike se vratila Lucijina majka Dženifer. |                    |                 |                    | |                    |
| 441 | 46                 | „Epizoda 3.46”  | Milivoj Puhlovski  | Nikolina Čuljak, Ivana Milković, Ivan Kovač, Milijan Ivezić, Tomislav Hrpka, Inge Privora, Alan Čubrilo, Ivan Delaš, Ivana Peroš, i Ivana Mišetić           | 6. novembar 2006   |
| Nakon manjeg udesa, Biserka upoznaje Jureta Šarića, međutim, njemu je pozlilo pa je prebačen u bolnicu odakle odlazi na sopstvenu odgovornost i dolazi u stan Lončarevih gde Iva govori majci da je on u pravu i da je on stvarno prošla kroz crveno. Dženifer želi da se Lucija vrati sa njom u Ameriku, ali Lucija želi da ostane sa Stelom u Zagrebu.Prva pojava Jureta Šarića. |                    |                 |                    | |                    |
| 442 | 47                 | „Epizoda 3.47”  | Milivoj Puhlovski  | Nikolina Čuljak, Ivana Milković, Ivan Kovač, Milijan Ivezić, Tomislav Hrpka, Inge Privora, Alan Čubrilo, Ivan Delaš, Ivana Peroš, i Ivana Mišetić           | 7. novembar 2006   |
| Lucija provodi vreme sa majkom, ali i dalje ne želi da ide iz Zagreba. Zlatko hoće da kupi zgradu blizu Nadinog kafića, a ona organizuje ljude odatle u demonstracije kad je čula za prodaju, međutim, ne zna ko je kupac. Jure i Biserka u stanu i dalje vode razgovor o udesu, a Iva je odlučna u tome da ga je Biserka izazvala. Kasnije, Stela i Iva su prisustvovali prizoru u kom su učestvovali Lucijina majka Dženifer i njen novi dečko. Jakovljev otac ne može da se pomiri sa sinovim polnim opredeljenjem. |                    |                 |                    | |                    |
| 443 | 48                 | „Epizoda 3.48”  | Milivoj Puhlovski  | Nikolina Čuljak, Ivana Milković, Ivan Kovač, Milijan Ivezić, Tomislav Hrpka, Inge Privora, Alan Čubrilo, Ivan Delaš, Ivana Peroš, i Ivana Mišetić           | 8. novembar 2006   |
| Dunja otkriva Franju šta joj je njen otac govorio kad ju je upoznao. Zlatko unajmljuje čoveka da odnese Nadi ponudu za njen deo dvorišta koja najpra iznosi 10000, a potom 30000 evra. Međutim, Nada to odbija. Antun odrađuje još jedan posao kako bi zaradio novac za kiriju, međutim, od obećanih 1500 evra dobija svotu koja nije ni polovina od toga, ali uz nju dobija i nešto što neće moći da odbije. Jakov i Franjo odlaze na partiju skvoša, ali Franjo tamo zarađuje povredu jer nije bio brži od loptice koju je trebalo da udari. Stela ne dozvoljava Dženifer da odvede Luciju u Los Anđeles zbog čega Dženifer najavljuje dolazak policije. |                    |                 |                    | |                    |
| 444 | 49                 | „Epizoda 3.49”  | Milivoj Puhlovski  | Nikolina Čuljak, Ivana Milković, Ivan Kovač, Milijan Ivezić, Tomislav Hrpka, Inge Privora, Alan Čubrilo, Ivan Delaš, Ivana Peroš, i Ivana Mišetić           | 9. novembar 2006   |
| Dženifer otkriva Luciji da su joj ponudili ulogu u filmu A produkcije, ali da ju je odbila zbog nje. Jure ponovo dolazi kod Biserke gde mu ona na kraju priznaje da je prošla kroz crveno zbog čega od odlučuje da je oslobodi dela plaćanja. Igor i Antun kradu kola čoveku za koga nisu ni svesni ko je s stvari. Nadu napadaju u kafiću. |                    |                 |                    | |                    |
| 445 | 50                 | „Epizoda 3.50”  | Milivoj Puhlovski  | Nikolina Čuljak, Ivana Milković, Ivan Kovač, Milijan Ivezić, Tomislav Hrpka, Inge Privora, Alan Čubrilo, Ivan Delaš, Ivana Peroš, i Ivana Mišetić           | 10. novembar 2006  |
| Nadu odvode u bolnicu gde se ona oporavlja o odlučuje da tuži napadača za koga još ne zna ko je. Ivi Igor govori ko je tajanstveni kupac, ali je moli da ne govori ko joj je to rekao. Dženifer je rezervisala karte za Los Anđeles. Zlatko odlazi kod Igora i Antuna na vrata.Poslednja pojava Stjepana Novaka. |                    |                 |                    | |                    |
| 446 | 51                 | „Epizoda 3.51”  | Dinko Paleka       | Nikolina Čuljak, Ivana Milković, Ivan Kovač, Milijan Ivezić, Tomislav Hrpka, Inge Privora, Alan Čubrilo, Ivan Delaš i Ivana Mišetić                         | 13. novembar 2006  |
| Nada priznaje Steli ko je tajanstveni kupac pa on uređuje osvetu za istog. Zlatko priprećuje Igoru i Antunu da mu vrate kola koja su ukrali. Stela ubeđuje Dženifer da ostane sa Lucijom u Zagrebu, ali ona je neodlučna. Ana ne uspeva da odoli i zakazuje tajni sastanak sa Bornom u svom preduzeću. Lucija pristaje na odlazak u Ameriku, ali jedino ako i Stela pođe sa njima. |                    |                 |                    | |                    |
| 447 | 52                 | „Epizoda 3.52”  | Dinko Paleka       | Nikolina Čuljak, Ivana Milković, Ivan Kovač, Milijan Ivezić, Tomislav Hrpka, Inge Privora, Alan Čubrilo, Ivan Delaš i Ivana Mišetić                         | 14. novembar 2006  |
| Zlatko nudi određenu svotu za zgradu vlasnici, ali ona dobija boju ponudu od Karoline. Jure je uz pomoć Ive priredio Biserki jedno iznenađenje nakon čega se između njih rađa prijateljstvo. Lucija odlazi sa Lukom na hipodrom i ostavlja Stelu i Dženifer da porazgovaraju o putu u Ameriku, a između njih počinje da se javlja prijateljstvo. Luka je, takođe, posavetovao Stelu da je bolje da ode u Ameriku. |                    |                 |                    | |                    |
| 448 | 53                 | „Epizoda 3.53”  | Dinko Paleka       | Nikolina Čuljak, Ivana Milković, Ivan Kovač, Milijan Ivezić, Tomislav Hrpka, Inge Privora, Alan Čubrilo, Ivan Delaš i Ivana Mišetić                         | 15. novembar 2006  |
| Za Karolininog masera Denisa se ispostavlja da je rasturač droge koji je robijao nakon što su Andrea Kirin i Kiki pohapšeni. On uz pomoć svoje saučesnice prebacuje novac sa Karolininog računa na svoj prekomosrki račun i nestaje bez traga. Stela najavljuje svoj odlazak u Los Anđeles sa Dženifer i Lucijom. Karolina se probudila u Sljemskoj šumi odakle poziva Bornu da dođe po nju, ali kad su se vratili kući, imali su šta i da vide – ni jednog komada nameštaja nije bilo. |                    |                 |                    | |                    |
| 449 | 54                 | „Epizoda 3.54”  | Dinko Paleka       | Nikolina Čuljak, Ivana Milković, Ivan Kovač, Milijan Ivezić, Tomislav Hrpka, Inge Privora, Alan Čubrilo, Ivan Delaš i Ivana Mišetić                         | 16. novembar 2006  |
| Karolina prijavljuje krađu policiji nakon čega odlazi u štedionicu da proveri račun, međutim, odatle je izbacuju jer misle da se lažno predstavljala. Stela pravi oproštajnu žurku u Nadinom kafiću pa pred kraj odlazi sa Dženifer i Lucijom u Los Anđeles gde će nastaviti svoju rubriku u novinama. Biserka je bila sa Juretom na izletu gde su se slikali. Slike je Jure poslao Ivi, a ona ih je odštampala. Kad ih je dala majci da ih vidi, Biserka na njima primećuje nešto jako potresno.Pojava Petre Novak. |                    |                 |                    | |                    |
| 450 | 55                 | „Epizoda 3.55”  | Dinko Paleka       | Nikolina Čuljak, Ivana Milković, Ivan Kovač, Milijan Ivezić, Tomislav Hrpka, Inge Privora, Alan Čubrilo, Ivan Delaš i Ivana Mišetić                         | 17. novembar 2006  |
| Karolina na govara Bornu da stave vinariju pod hipoteku, međutim, on je neumoljiv, ali ona na kraju u tome uspeva. Zlatko saznaje ko je kupio zgradu pre njega pa dolazi kod Igora i Antuna, kojima su isekli struju, i nudi im posao u zamenu za dobru zaradu. Biserka sa Juretom kreću u potragu za izvesnom devojkom i pronalazi Petru.Pojava Petre Novak. |                    |                 |                    | |                    |
| 451 | 56                 | „Epizoda 3.56”  | Stanislav Tomić    | Nikolina Čuljak, Ivana Milković, Ivan Kovač, Milijan Ivezić, Tomislav Hrpka, Inge Privora, Alan Čubrilo i Ivana Mišetić                                     | 20. novembar 2006  |
| Potraga za lažnim maserom i dalje traje, a Karolini u posetu odlazi neko iz prošlosti. Karolini tada počinje da sviće ko bi mogao da bude njena dvojnica iz štedionice. Biserka se sastaje ponovo sa Petrom i donosi joj nešto hrane i odeće i moli je da dođe kod nje u stan, ali Petra ne želi. Biserka joj tada saopštava šta je bilo sa Danijelom.Pojava Petre Novak. |                    |                 |                    | |                    |
| 452 | 57                 | „Epizoda 3.57”  | Stanislav Tomić    | Nikolina Čuljak, Ivana Milković, Ivan Kovač, Milijan Ivezić, Tomislav Hrpka, Inge Privora, Alan Čubrilo i Ivana Mišetić                                     | 21. novembar 2006  |
| Biserka dovodi Petru kod sebe u stan i otkriva da je ona bolesna. Nada ima teškoća sa Andreom koja je mortus pijana i rasteruje joj goste, a Iva ostavlja Doru kod Igor da bi mogla da joj pomogne u kafiću. Antun odlazi kod Jakova na večeru gde sve ide fino sve dok Borna ne pozove Anu da se vide. Posle Petrinog dolaska kod Biserke, Jure odlučuje da se prilagodi Bibinom načinu života. Uveče, u kafić dolaze sestre Filipović i od Nade traže Luku, optužujući ga da ima je ubio majku.Pojava Petre Novak. |                    |                 |                    | |                    |
| 453 | 58                 | „Epizoda 3.58”  | Stanislav Tomić    | Nikolina Čuljak, Ivana Milković, Ivan Kovač, Milijan Ivezić, Tomislav Hrpka, Inge Privora, Alan Čubrilo i Ivana Mišetić                                     | 22. novembar 2006  |
| Petra i dalje boravi kod Bibe i Ive. Iva odlazi do Igor po Doru gde je zamalo probudila sumnju kod Antuna u vezi Ane, ali je uspela da se izvuče. Jedna od sestara Filipović govori da će optužiti Luku za ubistvo njihove majke, a Nada ih izbacuje iz kafića. Andrea dobrovoljno radi kod Nade kako bi se odužila za ono što je napravila u pijanom stanju. Posle joše jedne provedene noći sa Bornom, Ana odlazi u vinograd i govori mu da je više ne zove.Pojava Petre Novak. |                    |                 |                    | |                    |
| 454 | 59                 | „Epizoda 3.59”  | Stanislav Tomić    | Nikolina Čuljak, Ivana Milković, Ivan Kovač, Milijan Ivezić, Tomislav Hrpka, Inge Privora, Alan Čubrilo i Ivana Mišetić                                     | 23. novembar 2006  |
| Susret u Nadinom kafiću pokreće niz događaja, a jedan od tih događaja je Antunovo otkrivanje Nikoli da ga Ana var sa Bornom, ali Nikola mu ne veruje. Luka prima poziv od policije za obaveštajni razgovor u vezi smrti gospođe Filipović. Zlatko počinje da se zabavlja sa manekenkom koja treba da se slika za Anin proizvod, ali ubrzo shvata da ga ona koristi kao pokrovitelja. Antun se besan vraća kući i odlučuje da prihvati Zlatkovu „poslvnu” ponudu.Pojava Petre Novak. |                    |                 |                    | |                    |
| 455 | 60                 | „Epizoda 3.60”  | Stanislav Tomić    | Nikolina Čuljak, Ivana Milković, Ivan Kovač, Milijan Ivezić, Tomislav Hrpka, Inge Privora, Alan Čubrilo i Ivana Mišetić                                     | 24. novembar 2006  |
| Iva saznaje u kom hotelu su odsele sestre Filipović i odlazi da ih poseti, međutim, tamo ostaje samo sa mlađom sestrom jer je starija morala da ode, a tokom razgovora ona otkriva ko je u stvari ostavio lekove gospođi Filipović. Borna šalje Nikolu na poslovni put zbog čega Ana besna dolazi u vinariju gde ponovo pada na Bornine čari. Tina dolazi kod Zlatka, ali shvata da se on pomirio sa manekenkom. Antun i Igor dolaze na „posao” u vinariju. |                    |                 |                    | |                    |
| 456 | 61                 | „Epizoda 3.61”  | Milivoj Puhlovski  | Josie Ward, Nikolina Čuljak, Ivana Milković, Ivan Kovač, Milijan Ivezić, Tomislav Hrpka, Inge Privora, Alan Čubrilo, Iva Ilakovac i Ivana Mišetić           | 27. novembar 2006  |
| Zlatko isplaćuje Igoru i Antunu obećanu zaradu, a Luka se sprema za put. Biserka obaveštava Bornu da nešto nije u redu sa vinom, a on kasnije sumnja da je Nikla umešan u stvar sa vinom, pogotovo kad utvrde da Nikolinih ključeva od vinarije nema u fioci. Antun na siguran način stavlja Ani do znanja da zna da ona vara Nikolu sa Bornom.Pojava Petre Novak. |                    |                 |                    | |                    |
| 457 | 62                 | „Epizoda 3.62”  | Milivoj Puhlovski  | Josie Ward, Nikolina Čuljak, Ivana Milković, Ivan Kovač, Milijan Ivezić, Tomislav Hrpka, Inge Privora, Alan Čubrilo, Iva Ilakovac i Ivana Mišetić           | 28. novembar 2006  |
| Borna besan daje otkaz Nikoli jer smatra da on ima veze sa ubacivanjem kiseline u vinu. Karolina odlazi kod Zlatka gde otkriva da on stoji iza toga, a on joj objašnjava koji je jedini način da se to sa vinom sredi. Antun dolazi po Tinu kod Ane u preduzeće gde Franjo primećuje njegovu opekotinu i misli da je nastala zbog dodira sa kiselinom, a on se pravda da je od dodira sa akumulatorom. Nakon pljuska, Jure dovodi Biserku u svoj stan.Pojava Petre Novak. |                    |                 |                    | |                    |
| 458 | 63                 | „Epizoda 3.63”  | Milivoj Puhlovski  | Josie Ward, Nikolina Čuljak, Ivana Milković, Ivan Kovač, Milijan Ivezić, Tomislav Hrpka, Inge Privora, Alan Čubrilo, Iva Ilakovac i Ivana Mišetić           | 29. novembar 2006  |
| Igor započinje svoj prvi radni dan kod Dunje na radovima oko frizerskog salona, a Jure objašnjava Biserki ko je on u stvari. Antun izvodi Tinu, ali zapadaju u špic zbog nereda na stadionu, a Tinino bezobrazno ponašanje prema policijskom službeniku ishodi njihovim privođenjem jer je Antun ukrao kola u kojima su se vozili. Tina nakon toga zove Zlatka u pomoć. |                    |                 |                    | |                    |
| 459 | 64                 | „Epizoda 3.64”  | Milivoj Puhlovski  | Josie Ward, Nikolina Čuljak, Ivana Milković, Ivan Kovač, Milijan Ivezić, Tomislav Hrpka, Inge Privora, Alan Čubrilo, Iva Ilakovac i Ivana Mišetić           | 30. novembar 2006  |
| Iva dovodi Luku kako bi porazgovarao sa Petrom i nakon toga Petra odlučuje da se vrati u vilu Novakovih. Tina objašnjava Ani da Zlatko i nije toliko loš kako svi misle. Igor doživljava nesreću na poslu prilikom čega je slomio Dunjino novo ogledalo i sebi istegao leđa pa mora da bude kući gde ga Antun zatrpava svojom brigom sa Tinom. Posle razgovora sa Tinom, Ana odlučuje da ode i porazgovara sa Zlatkom.Pojava Petre Novak. |                    |                 |                    | |                    |
| 460 | 65                 | „Epizoda 3.65”  | Milivoj Puhlovski  | Josie Ward, Nikolina Čuljak, Ivana Milković, Ivan Kovač, Milijan Ivezić, Tomislav Hrpka, Inge Privora, Alan Čubrilo, Iva Ilakovac i Ivana Mišetić           | 1. decembar 2006   |
| Karolina se odselila u jedan stan u zgradi koju je kupila. Borna moli Petru da se vrati kući, ali on to ne želi. Andrea i dalje „napada” majstora Svena koji radi u Dunjinom salonu. Igor i dalje izbegava posao. Posle razgovora sa Bornom tokom čega je on ponovo pokušao da nagovori na odnos, Ana odlazi do svoje kuće gde zatiče Zlatka i Tinu na gomili.Pojava Petre Novak. |                    |                 |                    | |                    |
| 461 | 66                 | „Epizoda 3.66”  | Dinko Paleka       | Josie Ward, Nikolina Čuljak, Ivana Milković, Ivan Kovač, Milijan Ivezić, Tomislav Hrpka, Inge Privora, Alan Čubrilo, Iva Ilakovac i Ivana Mišetić           | 4. decembar 2006   |
| Ana zahteva od Borne da vrati Nikolu na posao, ali on to ne želi, međutim, Borna se uskoro predomišlja kad mu stranka iz inostranstva koju Nikola poznaje dođe u vinariju i ponudi da otkupi svo vino. Igor se vratio na klađenje, ali ovog puta sa novim sastavom. Dunja razgovara sa Svenom i stavlja mu do znanja da je udata žena i da ne želi muvanje, ali on joj objašnjava da nije mislio na nju kad je rekao da mu se sviđa neko sa kim radi. Nada dolazi do Biserke i mahinalno ulazi u sobu da vidi Doru, ali biva iznenađena videvši tu Petru. Jure moli Biserku da porazgovara sa Nadom o ketering usluzi jer pravi prijem u svom preduzeću.Pojava Petre Novak. |                    |                 |                    | |                    |
| 462 | 67                 | „Epizoda 3.67”  | Dinko Paleka       | Josie Ward, Nikolina Čuljak, Ivana Milković, Ivan Kovač, Milijan Ivezić, Tomislav Hrpka, Inge Privora, Alan Čubrilo, Iva Ilakovac i Ivana Mišetić           | 5. decembar 2006   |
| Biserka dolazi na prijem kod Jureta na kom Nada poslužuje ketering i tamo doživljava niz čudnih događaja. Nada joj je kasnije objasnila da je Veronika zaljubljena u Jureta i da se pripazi. Iva posle još jedne prepirke sa Igorom vraća Doru kod Nade u kafić, ali tamo dora pada iz kreveca što tera Ivu da dobro razmisli o čuvanju Dore.Pojava Petre Novak. |                    |                 |                    | |                    |
| 463 | 68                 | „Epizoda 3.68”  | Dinko Paleka       | Josie Ward, Nikolina Čuljak, Ivana Milković, Ivan Kovač, Milijan Ivezić, Tomislav Hrpka, Inge Privora, Alan Čubrilo, Iva Ilakovac i Ivana Mišetić           | 6. decembar 2006   |
| Karolina počinje da prodaje stanove u zgradi koju je kupila kako bi mogla da podmiri hipoteku u štedionici, a Zlatko preko Andree otkriva za prodaju. Borna dolazi da moli Nikolu da se vrati na posao na šta mu Nikola daje veoma ozbiljan ultimatum. Jure dolazi kod Biserke i objašnjava joj za Veroniku i šta je u stvari uzrok njegovog razvoda. Kasnije, Veronika dolazi kod Biserke i otkriva joj da je Jure šalje u Nemačku u pravno odeljenje i pozdravljase sa Biserkom. Nikola se obraća Antunu u vezi Ane na šta mu Antun odgovara da je zakasniol. Iva odvodi Doru kod Igora, a jedan uflekani dukser dovodi do nečeg neočekivanog za oboje.Pojava Petre Novak. |                    |                 |                    | |                    |
| 464 | 69                 | „Epizoda 3.69”  | Dinko Paleka       | Josie Ward, Nikolina Čuljak, Ivana Milković, Ivan Kovač, Milijan Ivezić, Tomislav Hrpka, Inge Privora, Alan Čubrilo, Iva Ilakovac i Ivana Mišetić           | 7. decembar 2006   |
| Karolina poziva Zlatka na večeru u svoj stan, ali uz iznenađenje. Igor i Iva doživljavaju još jedan krah posle noći provedene kod njega. Na večeru u Jakovljevom stanu dolazi jedan nepozvani gost i večera prerasta u sukob zbog koga Jakov odlazi iz stana besan. Kasnije, Jakov i Sven provode veče kod Dunje u salonu u vođenju ljubavi. Dunja objašnjava Andrei zbog čega više ne treba da se trudi oko Svena. Jutro nakon noći sa Zlatkom. Karolina otkriva da je upala sama u svoju klopku. |                    |                 |                    | |                    |
| 465 | 70                 | „Epizoda 3.70”  | Dinko Paleka       | Josie Ward, Nikolina Čuljak, Ivana Milković, Ivan Kovač, Milijan Ivezić, Tomislav Hrpka, Inge Privora, Alan Čubrilo, Iva Ilakovac i Ivana Mišetić           | 8. decembar 2006   |
| Karolina dolazi u „Zen kozmetiku” da traži Tinu i ostavlja joj nešto što joj je potpuno promenilo sliku o Zlatku. Franjo se vraća kući bolestan i zaitče nešto što ga je potreslo do temelja. Igor dolazi kod Ive po Doru, ali u sobi zatiče Petru. Tina raskida sa Zlatkom i odlazi kod Antuna po utehu, ali Antun se pogrešno postavlja prema njoj što je ishodilo njenim odlaskom odatle. Franjov razgovor sa Dunjom o preseljenju iz stana zbog Jakova i Svena je načuo Jakov.Pojava Petre Novak. |                    |                 |                    | |                    |
| 466 | 71                 | „Epizoda 3.71”  | Mirna Miličić      | Josie Ward, Nikolina Čuljak, Ivana Milković, Ivan Kovač, Milijan Ivezić, Tomislav Hrpka, Inge Privora, Alan Čubrilo, Iva Ilakovac i Ivana Mišetić           | 11. decembar 2006  |
| Jakov i Franjo ulaze u sukob zbog Jakovljeve homoseksualnosti. Nikola se vratio da radi sa Bornom. Zlatko i Antun donose Tini cveće (Zlatko preko kurira), ali Zlatkovo cveće završava u korpi za otpatke. Andrea odlazi kod Karoline u stan i donosi joj piće, ali već posle izvesne popijene količine, Karolina ustaje iz kreveta da uzme cigarete iz Andreine torbe i tamo zatiče nešto što tu nije trebalo da bude. |                    |                 |                    | |                    |
| 467 | 72                 | „Epizoda 3.72”  | Mirna Miličić      | Josie Ward, Nikolina Čuljak, Ivana Milković, Ivan Kovač, Milijan Ivezić, Tomislav Hrpka, Inge Privora, Alan Čubrilo, Iva Ilakovac i Ivana Mišetić           | 12. decembar 2006  |
| Tina i Antun dolaze kod Nade u kafića na piće, ali tamo zatiču Zlatka. Tina je htela da ode, ali je Antun ipak ubedio da ostanu, a posle Zlatkovog poziva na Tinim mobilni ona odlazi u kupatilu, a Anton napada Zlatka govoreći mu da pazi na svoju ćerku koja spava sa svojicom muškaraca. Dunja se sprema za otvaranje salona, a kad je taj dan stigao, na otvaranju između ostalog dolaze i Nada, Iva i tina. Andrea nudi Karolini pomoć u pronalaženju Denisa, ali uz izvesnu nadoknadu. Zlatko sređuje malu „opomenu” za Antuna, ali Igor nesrećnim spletom okolnosti izvlači deblji kraj. |                    |                 |                    | |                    |
| 468 | 73                 | „Epizoda 3.73”  | Mirna Miličić      | Josie Ward, Nikolina Čuljak, Ivana Milković, Ivan Kovač, Milijan Ivezić, Tomislav Hrpka, Inge Privora, Alan Čubrilo, Iva Ilakovac i Ivana Mišetić           | 13. decembar 2006  |
| Luka pronalazi jaslice za Doru, međutim, Iva odbija da šalje doru tamo jer se Igor polako navikava na nju, ali menja odluku kad ode do Igora i otkrije da ga je neko pretukao. Franjo je na otvaranju frizerskog salona napravio ispad kad se napio, ali se izvinio Dunji kasnije. Jakov biva povređen kad mu je sven rekao da odlazi u Berlin. Ana priznaje Nikoli da ga je prevarila sa Bornom što zateže njihovu vezu. Antun odlazi kod Zlatka da se obračunaju za Igorove batine, ali izvlači deblji kraj.Pojava Petre Novak. |                    |                 |                    | |                    |
| 469 | 74                 | „Epizoda 3.74”  | Mirna Miličić      | Josie Ward, Nikolina Čuljak, Ivana Milković, Ivan Kovač, Milijan Ivezić, Tomislav Hrpka, Inge Privora, Alan Čubrilo, Iva Ilakovac i Ivana Mišetić           | 14. decembar 2006  |
| Antun se vraća kući i objašnjava Igoru od koga je popio batine i zašto pa Igor nasrće na njega jer je mogao da pogine i da Dora ostane bez oca. Anin i Nikolin odnos se zategao do te mere da se Ana preselila kod Ive. Karolina navaljuje od Andree da ubrza malo potragu za Denisom. Iva upisuje Doru u jaslice. Jure i Biserka odlaze u kupovinu odakle svraćaju u kafić kod Nade gde njega poziva bivša supruga na mobilni i objašnjava mu da deca neće moći da provedu praznike kod njega. Jakov objašnjava Franju i Dunji da se seli sa Svenom u Berlin.Pojava Petre Novak. |                    |                 |                    | |                    |
| 470 | 75                 | „Epizoda 3.75”  | Mirna Miličić      | Josie Ward, Nikolina Čuljak, Ivana Milković, Ivan Kovač, Milijan Ivezić, Tomislav Hrpka, Inge Privora, Alan Čubrilo, Iva Ilakovac i Ivana Mišetić           | 15. decembar 2006  |
| Ana sreće Petru kod Lončarevih i Petra odlučuje da je vreme da se vrati kući pa sprema svoje stvari i odlazi. Sutradan, ona razgovara sa Bornom i objašnjava mu da se Ana doselila kod Lončarevih i da je raskinula sa Nikolom. Kasnije, ona dolazi Danijelu na grob gde sreće Biserku. Jakov se oprašta sa svima pa sa Svenom odlazi u Berlin. Karolina odlazi sa Andreom u Vojvodinu u potragu za Denisom, ali je ostavlja u sred neke pustare.Poslednja stalna pojava Jakova Barišića. Pojava Petre Novak. |                    |                 |                    | |                    |
| 471 | 76                 | „Epizoda 3.76”  | Stanislav Tomić    | Josie Ward, Tomislav Štefanac, Ivana Milković, Ivan Kovač, Milijan Ivezić, Tomislav Hrpka, Inge Privora, Alan Čubrilo, Iva Ilakovac i Ivana Mišetić         | 18. decembar 2006  |
| U stanu Barišić se provode prvi trenuci bez Jakova. Kasnije, Ana odlazi kod Dunje u salon. Karolina stiže u Denisovu vikendicu i tu izbija tuče između njih dvoje. Nikola dolazi u vinariju i zatiče Bornu pijanog. Posle omanjeg huškanja, Nikola počinje da se opija zajedno sa njim. Karolina uspeva da savlada Denisa i vezuje ga za stolicu u nameri da ga muči kako bi joj otkrio gde je novac koji joj je ukrao, ali tada se pojavljuje Andrea i uperuje joj u glavu pištolj koji joj je ispao u toku tuče. |                    |                 |                    | |                    |
| 472 | 77                 | „Epizoda 3.77”  | Stanislav Tomić    | Josie Ward, Tomislav Štefanac, Ivana Milković, Ivan Kovač, Milijan Ivezić, Tomislav Hrpka, Inge Privora, Alan Čubrilo, Iva Ilakovac i Ivana Mišetić         | 19. decembar 2006  |
| Karolina moli Andreu da je pusti, ali ona je ne sluša i stiska jače konopce kojim je vezana. Dunja kiti salon za Božić, a Franjo joj donosi stari džuboks na poklon. Nikola dolazi kod Nade u kafić na poslovni sastanak, ali Ana to tumači kao okretanje novoj devojci. Igor uplaćuje tiket u novoj kladionici, ali ponovo nema sreće. Kasnije, ona razgovara sa Nadom o tome kako da postane dobar otac na šta mu ona govori da se na muci poznaju junaci. Denis izvodi Karolinu u dvorište da je ubiju i zakopaju i daje Andrei pištolj. Ona puca. |                    |                 |                    | |                    |
| 473 | 78                 | „Epizoda 3.78”  | Stanislav Tomić    | Josie Ward, Tomislav Štefanac, Ivana Milković, Ivan Kovač, Milijan Ivezić, Tomislav Hrpka, Inge Privora, Alan Čubrilo, Iva Ilakovac i Ivana Mišetić         | 20. decembar 2006  |
| Ana potpuno menja svoje ponašanje zbog utiska da je Nikola već našao novu iako joj je Iva govorila da između te devojke i Nikole nema ničega. Igor smišlja da ode u jaslice obučen kao Deda Mraz i razdeli deci slatkiše, ali tamo dolazi do događaja kad Igor gurne Luku pa ona padne preko jelke. Nakon Denisovog ubistva, Karolina i Andrea se vraćaju u Zagreb gde je Karolina prijavljuje policiji za ubistvo pa Andrea biva uhapšena. Zlatko traži Anu jer mu se već duže vreme ne javlja na mobilni i otkriva da je kod Biserke. Nakon povratka iz jaslica, Igor naleće na pljačkaša u bekstvu iz kladionice i savladava ga. |                    |                 |                    | |                    |
| 474 | 79                 | „Epizoda 3.79”  | Stanislav Tomić    | Josie Ward, Tomislav Štefanac, Ivana Milković, Ivan Kovač, Milijan Ivezić, Tomislav Hrpka, Inge Privora, Alan Čubrilo, Iva Ilakovac i Ivana Mišetić         | 21. decembar 2006  |
| Nakon izlaska članka o Igorovom junaštvu u novinama, Antun i Iva ne prestaju da se šale sa njim. S' druge strane, Igor se izvinjava Luki za ono što je napravio u jaslicama. Radnica iz kladionice dolazi kod Igora da mu se „oduži” što je uhvatio lopova, a nju kasnije Iva tamo zatiče u donjem vešu kad je došla da da Igoru poklon. Antun dogovara sa Tinom da dođe kod njega za Božić. Jure poklanja Biserki jedan čudan poklon. Kasnije, radnica iz kladionice dolazi kod Igora i govori mu da će dobiti otkaz i da će je još optužiti kao saučesnika u pljački jer fali pola novca. Posle se na vratima kod Igora i Antuna pojavljuje jedna policajka.Prva pojava Marijane Benčić. Pojava Petre Novak. |                    |                 |                    | |                    |
| 475 | 80                 | „Epizoda 3.80”  | Stanislav Tomić    | Josie Ward, Tomislav Štefanac, Ivana Milković, Ivan Kovač, Milijan Ivezić, Tomislav Hrpka, Inge Privora, Alan Čubrilo, Iva Ilakovac i Ivana Mišetić         | 22. decembar 2006  |
| Igor pokušava na sva načine da otera policajku koja se raspituje o njemu i Antunu, ali se sve ubrzo razrešava kad je Antun predstavi kao svoju sestru Marijanu. Praznična atmosfera još nije ni počela, a tekoreći je već na vrhuncu. Nikola odlazi kod Antuna na proslavu. Kod Nade u kafiću počinje pravo veselje jer su kod nje došli Biserka, Iva, Dora, Jure, Luka, Ana i Zlatko kojima se kasnije prijključuju i Petra i Borna. Karolina ubrzo dolazi da plati kafu koju je naručila pa Nada koristi priliku da je pozove da ostane na proslavi, ali ona odbija jer joj je neprijatno govoreći da je gužva. Zlatko je morao da otkaže Tini zbog porodice pa je ona ostala sa Dunjom i Franjom u stanu. Kasnije, Nikola se vraća pa pije sa njom nakon čega dolazi do rasplamsavanja stare vatre.Pojava Petre Novak. |                    |                 |                    | |                    |
| 476 | 81                 | „Epizoda 3.81”  | Milivoj Puhlovski  | Josie Ward, Tomislav Štefanac, Ivana Milković, Ivan Kovač, Milijan Ivezić, Tomislav Hrpka, Inge Privora, Alan Čubrilo, Iva Ilakovac i Ivana Mišetić         | 25. decembar 2006  |
| Proslava Božića počinje, a Zagrebčani jedni drugima čestitaju praznik. Petra odlučuje da donese neke stare stvari kod Luke jer ih on skuplja za beskučnike. Iva i Ana izvlače papirić sa imenom svog princa i na Ivinom papiriću piše „Igor”. Tina i Nikola odlučuju da zaborave ono što se „desilo” prethodne noći, a Nikola odlazi kod Antuna koji je pozvao i Tinu, ali ona nije htela da pođe. Zlatko dolazi kod nje da se izvini što nije mogao sa njom da provede praznik i da joj čestita isti. Taman kad je mislio da će praznik proteći mirno, Igoru se na vratima stana pojavljuje Irena iz kladionice i kvari mu sve.Pojava Petre Novak. |                    |                 |                    | |                    |
| 477 | 82                 | „Epizoda 3.82”  | Milivoj Puhlovski  | Josie Ward, Tomislav Štefanac, Ivana Milković, Ivan Kovač, Milijan Ivezić, Tomislav Hrpka, Inge Privora, Alan Čubrilo, Iva Ilakovac i Ivana Mišetić         | 26. decembar 2006  |
| Igoru biva teško da se otarasi Irene, ali naposletku smišlja kako da reše stvar u obostranu korist. Nakon susreta sa Petrom kod Nade u kafiću, Karolina odlazi u vinariju kako bi se pomirila sa Bornom, ali on odatle odlazi ne želeći ni da je gleda pa ona ispušta sliku na kojoj je sa njim i pokojnim sinom Tomislavom i seče ruku, a tada dolazi Jure i pomaže joj da se vrati kući i sanira ranu. Kad je čula za događaj iz vinarije, Biserka je prasnula na Jureta jer, po njenom mišljenju, Karolina nije neko ko zaslužuje pomoć. Petra dovodi beskućnike Domagoja i Gogu u vilu, ali tamo nastaje nesporazum između Domagoja i Borne, ali Petra ga ubrzo rešava.Pojava Petre Novak. |                    |                 |                    | |                    |
| 478 | 83                 | „Epizoda 3.83”  | Milivoj Puhlovski  | Josie Ward, Tomislav Štefanac, Ivana Milković, Ivan Kovač, Milijan Ivezić, Tomislav Hrpka, Inge Privora, Alan Čubrilo, Iva Ilakovac i Ivana Mišetić         | 27. decembar 2006  |
| Igor daje do znanja Ireni da će i Antun učestvovati u njihovom „poslu” na šta Irena pristaje, ali da pola zarade ide njoj a pola njima dvojici. Karolina otkriva ko je u stvari Jure i dolazi kod Biserke da joj se zahvali i donosi karte za pozorište, ali Biserka govori da idu na večeru sa Ivom. Ana moli Tinu da porazgovara sa Nikolom umesto nje i da ga zamoli da dođe kod nje da porazgovaraju. Taman kad su Igor, Antun i Irena doneli zaradu kući, Marijana se naglo vratila.Pojava Petre Novak. |                    |                 |                    | |                    |
| 479 | 84                 | „Epizoda 3.84”  | Milivoj Puhlovski  | Josie Ward, Tomislav Štefanac, Ivana Milković, Ivan Kovač, Milijan Ivezić, Tomislav Hrpka, Inge Privora, Alan Čubrilo, Iva Ilakovac i Ivana Mišetić         | 28. decembar 2006  |
| Irena koristi pometnju zbog Marijaninog dolaska i odlazi sa novcem koristeći Marijanu kako bi je ispratila. Igor i Antun kreću u potragu za njom. Jure odlazi u posetu kod Karoline. Franjo se buni što je Dunja stavila popust na friziranje jer od te zarade moraju da otplaćuju kredit. Iva pravi kolač kod Nade, ali nespretnošću, dnevna soba postaje isprljana prosutim sastojcima. Igor i Antun uspevaju da otkriju gde Irena živi pa odlaze tamo i čekaju je da se pojavi, ali sa njenim dolaskom otkrivaju da je ona iskoristila novac kako bi otplatila dug. Nikola dovodi Bornu u „Zen” kako bi otkrio šta su mu on i Ana radili iza leđa, međutim, Borna odbija da govori i odlazi napolje, a njih dvoje zanjim u lift gde ostaju zaglavljeni. |                    |                 |                    | |                    |
| 480 | 85                 | „Epizoda 3.85”  | Milivoj Puhlovski  | Josie Ward, Tomislav Štefanac, Ivana Milković, Ivan Kovač, Milijan Ivezić, Tomislav Hrpka, Inge Privora, Alan Čubrilo, Iva Ilakovac i Ivana Mišetić         | 29. decembar 2006  |
| Borna, Ana i Nikola ulaze u žurčnu raspravu u zaglavljenom liftu i ona ishodi tučom Nikole i Borne tokom čega Nikola slučajno nabada Anu u glavu. Igor, Irena i Antun smišljaju novu pljačku, međutim, Marijana im pravi teškoću jer ona ne želi da bude sama za Novu godinu, a njih troje moraju na „posao”. Karolina dočekuje Novu godinu sama u svom stanu. U stanu Barišić čekaju nikolu i brinu se jer im se nejavlja i ne znaju šta je s' njim. Isto stanje vlada i u vili Novakovih gde Petra, Goga i Domagoj ne znaju šta je sa Bornom. Sa Lukom kod Nade dolazi lice iz prošlosti.Prva pojava Marinka Ružića. Pojava Petre Novak. |                    |                 |                    | |                    |
| 481 | 86                 | „Epizoda 3.86”  | Dinko Paleka       | Josie Ward, Tomislav Štefanac, Ivana Milković, Ivan Kovač, Milijan Ivezić, Tomislav Hrpka, Inge Privora, Alan Čubrilo, Iva Ilakovac i Ivana Mišetić         | 1. januar 2007     |
| Nada ne želi da razgovara sa Marinkom zbog toga što je dozvolio da ona trideset godina misli da je mrtav. Lift je uspeo da se odglavi pa Nikola i Ana uspevaju da dođu u stan Barišić na doček Nove godine. U stanu Lončarevih se Dori slavi prvi rođendan, a onda iznenada jedan telefonski poziv donosi još jednu radosnu vest – Matija se ženi. Igor, Irena i Antun i dalje razmišljaju šta da rade sa Marijanom pa Antun odlazi kod Tine i moli je da izađe negde sa njom kako bi je oraspoložila nakon raskida sa dečkom. Igor dolazi sa Šibom u stan Lončarevih, ali ubrzo biva prinuđen da ode jer se Ivi ne dopada Šibino ponašanje. Marinko daje Luki pismo koje je napisao pre trideset godina i nikad nije imao hrabrosti da ga pošalje, a Luka ga odnosi Nadi, ali ona ne želi da ga pročita. |                    |                 |                    | |                    |
| 482 | 87                 | „Epizoda 3.87”  | Dinko Paleka       | Josie Ward, Tomislav Štefanac, Ivana Milković, Ivan Kovač, Milijan Ivezić, Tomislav Hrpka, Inge Privora, Alan Čubrilo, Iva Ilakovac i Ivana Mišetić         | 2. januar 2007     |
| Iva pomaže Nadi da pročita Marinkovo pismo, ali Nada onda odlazi ko Luke i govori mu da hitno mora da razgovara sa Marinkom. Posle njihovog razgovora, Nada besna odlazi, a Marinko najavljuje Luki svoj skori odlazak iz Zagreba. Igor, Irena i Antun odlaze da opljačkaju njenog šefa i iz kuće mu odnose dosta čudnih stvari. Biserka se sprema za odlazak u Australiju na Matijinu svadbu, a Jure se nudi da joj pomogne oko toga. U toku boravka kod Nade u kafiću, Marijana spašava Tinu od jedne pijandure. Po povratku kući, Antuna zove Marijana, a on posle razgovora shvata da mu je mobilni ispao u kući u toku pljačke. |                    |                 |                    | |                    |
| 483 | 88                 | „Epizoda 3.88”  | Dinko Paleka       | Josie Ward, Tomislav Štefanac, Ivana Milković, Ivan Kovač, Milijan Ivezić, Tomislav Hrpka, Inge Privora, Alan Čubrilo, Iva Ilakovac i Ivana Mišetić         | 3. januar 2007     |
| Nakon razgovora sa Ivom, Nada odlučuje da ode i porazgovara sa Marinkom pa moli Luku da ga pozove. Ana se sastaje sa Tinom u Nadinom kafiću i vidi Nikolu kako sedi sa Janom što dovodi do Tininog odlaska jer Ana nije sposobna da se usredotoči na posao. Tina dolazi kod Marijane i njih dve pronalaze porno filmove koje su Antun i Igor ukrali. Antun i Igor odlaze da pronađu mobilni telefon koji je Antunu ispao, a spašava ih Marijanin poziv. Nesreća se dogodila kad se vlasnik vratio i pustio psa na njih, ali su njih dvojica uspeli da pobegnu, samo je Igora pas malo ujeo, a Antun mu je izlečio ranu bakinim receptom. Kasnije, Marijana dolazi kod Barišića i razgovara sa Nikolom prilikom čega shvata sa kim je on prevario Anu.Pojava Petre Novak. |                    |                 |                    | |                    |
| 484 | 89                 | „Epizoda 3.89”  | Dinko Paleka       | Josie Ward, Tomislav Štefanac, Ivana Milković, Ivan Kovač, Milijan Ivezić, Tomislav Hrpka, Inge Privora, Alan Čubrilo, Iva Ilakovac i Ivana Mišetić         | 4. januar 2007     |
| Marijana je besna na Nikolu zbog toga što je spavao sa Tinom. Goga na sve načine pokušava da smuva Bornu, ali joj to ne polazi za rukom. Borna izlazi sa manekenkom Paolom sa kojom se Zlatko ranije zabavljao, a ona mu objašnjava zbog čega je raskinula sa Zlatkom. Borna se posle toga vraća kući kući pijan k'o letva što Goga koristi. Iva dolazi kod Igora sa Dorom, ali između njih izbija sukob posle Marijaninog dobacivanja o Igorovoj rani. Dnja se žali Franju da ne zarađuje dovoljno friziranjem. Tina na poslu pronalazi Anin test na trudnoću i odnosi ga sa sobom. Igor i Antun se vraćaju kući i pronalaze Marijaninu poruku koju shvataju krajnje ozbiljno.Pojava Petre Novak. |                    |                 |                    | |                    |
| 485 | 90                 | „Epizoda 3.90”  | Dinko Paleka       | Josie Ward, Tomislav Štefanac, Ivana Milković, Ivan Kovač, Milijan Ivezić, Tomislav Hrpka, Inge Privora, Alan Čubrilo, Iva Ilakovac i Ivana Mišetić         | 5. januar 2007     |
| Marijana se vraća kući sa Šibom, a Igor i Antun shvataju da su poruku razumeli pogrešno. Karolina dolazi kod Dunje i predlaže joj da ugradi solarijum kako bi povećala svoju zaradu, međutim, Franju se to baš i ne sviđa. Marijana govori Irogu i Antunu da je tražila premeštaj i da će raditi u Zagrebu, a Antun shvata da će ona živeti kod njega i Igora. Tina proučava test na trudnoću i na njemu prepoznaje nešto jako poznato. Goga dolazi u vinariju odakle je Borna vraća kući i priznaje Petri šta je bilo, ali ostaje potresen kad mu Petra otkrije koliko Goga ima godina. U kafiću kod Nade, Marijana govori Tini da će odsad da pazi na Antuna. Nakon kupanja, Franjo u kupatilu u kanti pronalazi test na trudnoću koji je Tina bacila.Pojava Petre Novak. |                    |                 |                    | |                    |
| 486 | 91                 | „Epizoda 3.91”  | Mirna Miličić      | Josie Ward, Tomislav Štefanac, Ivana Milković, Ivan Kovač, Milijan Ivezić, Tomislav Hrpka, Inge Privora, Alan Čubrilo, Iva Ilakovac i Ivana Mišetić         | 8. januar 2007     |
| Svađa između Igora i Antuna oko Marijane se nastavlja. Domagojevo ponašanje je sve bezobraznije i bezobraznije što muči Petru. Zlatko vodi Tinu u prodavnicu odeće, ali tu dolazi do događaja sa majkom jednog deteta koja se Zlatku nimalo ne sviđa jer ne obraća pažnju kad joj dete plače. Franjo na jednom otpadu pronalazi bačen tricikl i odlučuje da napravi iznenađenje za Dunju, ali iznenađenje mu pada u vodu kad mu Dunja otkrije da nije trudna i to baš u trenutku kad je naišla Tina.Pojava Petre Novak. |                    |                 |                    | |                    |
| 487 | 92                 | „Epizoda 3.92”  | Mirna Miličić      | Josie Ward, Tomislav Štefanac, Ivana Milković, Ivan Kovač, Milijan Ivezić, Tomislav Hrpka, Inge Privora, Alan Čubrilo, Iva Ilakovac i Ivana Mišetić         | 9. januar 2007     |
| Kad je Franjo pretpostavio da je Tina trudna, Dunja izvlači stvar govoreći da je bila kod ginekologa, ali da nije trudna. Petra ne zna šta da radi oko Domagojevog ponašanja pa moli Luku za pomoć, a on je upućuje na oca Ivana kod koga dolaze mladi. Igor traži stan i u međuvremenu odlazi u kafić kod Nade gde Ivi poklanja sat. Luka odlučuje da popravi ljuljapške i vrteške u parku kako bi deca mogla da se igraju, a u tome mu pomaže Marinko. Goga dobija vatru pa ostaje kući sa Bornom kako bi se lečila. Kad je donela narudžbinu majci i Juretu, Jure moli Ivu da pogleda sat koji joj je Igor poklonio, a Iva ostaje frapirana Juretovom procenom vrednosti sata pa odlazi besna kod Igora optužujući ga da ga je ukrao. Pojava Petre Novak. |                    |                 |                    | |                    |
| 488 | 93                 | „Epizoda 3.93”  | Mirna Miličić      | Josie Ward, Tomislav Štefanac, Ivana Milković, Ivan Kovač, Milijan Ivezić, Tomislav Hrpka, Inge Privora, Alan Čubrilo, Iva Ilakovac i Ivana Mišetić         | 10. januar 2007    |
| Igor uspeva da ubedi Ivu da je sat kupio preko oglasa, ali ona mu ga ipak vraća i odlazi. Nada razgovara sa Biserkom o Marinkovom i Lukinom zbližavanju, a Biserka joj odgovara da je tako bilo i sa Danijelom i Josipom kad je Danijel bio mali. Marinko i Luka popravljaju sprave po parku, a ubrzo dolazi Nada i donosi im kolače. Kasnije, Iva dolazi sa Dorom, ali tokom boravka gube Dorinu lutku zbog čega se Iva vraća posle da je potraži, ali ona i Luka na podu pronalaze špric. Stanje u vili Novakovih postaje žučnije jer Domagoj dovodi svoje prijatelje pa počinju da piju i puše, ali Petra, Borna i Goga ih izbacuju. Antun i Tina odlaze na piće, a posle se vraćaju pijani što dovodi Tinu do povraćanja nakon čega ona objašnjava Dunji da povraćanje nije od pića već zato što je trudna.Pojava Petre Novak. |                    |                 |                    | |                    |
| 489 | 94                 | „Epizoda 3.94”  | Mirna Miličić      | Josie Ward, Tomislav Štefanac, Ivana Milković, Ivan Kovač, Milijan Ivezić, Tomislav Hrpka, Inge Privora, Alan Čubrilo, Iva Ilakovac i Ivana Mišetić         | 11. januar 2007    |
| Tina i dalje ima jutarnje mučnine i nije joj dobro zbog čega Ana besni jer misli da se prolenjila. Marijanin bivši dečko dolazi iz Zadra i zbog toga dolazi do žučne svađe između njih dvoje pa Igor, koji je došao usred toga, biva prinuđen da ga izbaci uz Marijaninu pomoć. Iva pronalazi još jedan špric u parku zbog čega Luka biva primoran da sačeka i vidi zbog čega je to tako i uveče na delu hvata rasturača kako preprodaje drogu i preti mu, a sledeće noći dva policijska službenika dolaze i hapse dvojicu momaka kojima je droga prodata, ali rasturač uspeva da pobegne. Nakon Marijaninog i Igorovor malog bokserskog vežbanja, Igor odlučuje da se ne seli iz stana. Biserka odlazi kod Dunje na frizuru nakon čega sreće Karolinu pa odlazi u Australiju na Matijinu svadbu. Dok je Luka popravljao vrtešku u parku, rasturač ga je uhvatio u sačekuši i počeo da mu preti. |                    |                 |                    | |                    |
| 490 | 95                 | „Epizoda 3.95”  | Mirna Miličić      | Josie Ward, Tomislav Štefanac, Ivana Milković, Ivan Kovač, Milijan Ivezić, Tomislav Hrpka, Inge Privora, Alan Čubrilo, Iva Ilakovac i Ivana Mišetić         | 12. januar 2007    |
| Zbog Tininog stanja, Dunja razgovara sa Franjom i govori mu da je vreme da porade na detetu. Biserka se pozdravlja sa Juretom na poseban način pa odlazi za Australiju na Matijinu svadbu, ali usput otkriva da će biti u istom vazduhoplovu sa Josipom. Ana otkriva tokom razgovora sa Franjom zbog čega se Tina ponaša čudno. Luka dolazi još jedne noći u park gde upada u sukob sa rasturačem o dvojicom narkomana, ali mu u pomoć pritiče Marinko. Ana govori Zlatku da je Tina u drugom stanju. |                    |                 |                    | |                    |
| 491 | 96                 | „Epizoda 3.96”  | Stanislav Tomić    | Josie Ward, Tomislav Štefanac, Ivana Milković, Ivan Kovač, Milijan Ivezić, Tomislav Hrpka, Inge Privora, Alan Čubrilo, Iva Ilakovac i Ivana Mišetić         | 15. januar 2007    |
| Zlatko razgovara sa Tinom o njenoj trudnoći i počinje da obraća više pažnje na nju zbog njenog stanja. Luka i Marinko dolaze kod Nade gde im bivaju vidane rane. Još jedan ispad se dešava u vili Novakovih zbog čega Petra shvata šta je mogući razlog Domagojevog bezobraznog ponašanja. Antun donovi delove za tricikl Franju, ali onda je obrisao prljave ruke o dukser zbog čega ga je Tina naterala da ga skine baš u trenutku kad je Zlatko ušao na vrata.Pojava Petre Novak. |                    |                 |                    | |                    |
| 492 | 97                 | „Epizoda 3.97”  | Stanislav Tomić    | Josie Ward, Tomislav Štefanac, Ivana Milković, Ivan Kovač, Milijan Ivezić, Tomislav Hrpka, Inge Privora, Alan Čubrilo, Iva Ilakovac i Ivana Mišetić         | 16. januar 2007    |
| Zlatko odlazi besan od Tine. Luka odlučuje da lepi plakate po parku i tako upozori ljude sa decom na rasturača droge koji se tuda mota noću. Tina odlazi kod Zlatka gde dolazi do svađe nakon čega Tina besno odlazi. Marinko provodi dane kod Nade dok mu ruka ne zaraste, a Karolina se podsmeva Zlatku zbog njegove veze sa Tinom. Tokom uobičajenog ispovedanja, u ispovedaonicu dolazi rasturač droge i otvoreno preti Luki.Pojava Petre Novak. |                    |                 |                    | |                    |
| 493 | 98                 | „Epizoda 3.98”  | Stanislav Tomić    | Josie Ward, Tomislav Štefanac, Ivana Milković, Ivan Kovač, Milijan Ivezić, Tomislav Hrpka, Inge Privora, Alan Čubrilo, Iva Ilakovac i Ivana Mišetić         | 17. januar 2007    |
| Luka biva uplašen pretnjom pa odlučuje da skine sve plakate što Nadu čudi pa ona razgovara sa Marinkom, a on joj odgovara da nije on rekao Luki da lepi plakate. Nakon još jedne Bornine i Gogine svađe, ona mu pokazuje slike koje je napravila onog dana kad su vodili ljubav tokom njegovog pijanstva. Nakon razgovora sa Nadom i Ivom o otvorenoj pretnji, Marijana odlazi da porazgovara sa Lukom. Karolina od Ive saznaje za Domagoja i Gogu. Tina odlazi sa Antunom u diskoteku, ali tamo dolazi do neočekivane grube igre koja bi mogla da joj naškodi.Pojava Petre Novak. |                    |                 |                    | |                    |
| 494 | 99                 | „Epizoda 3.99”  | Stanislav Tomić    | Josie Ward, Tomislav Štefanac, Ivana Milković, Ivan Kovač, Milijan Ivezić, Tomislav Hrpka, Inge Privora, Alan Čubrilo, Iva Ilakovac i Ivana Mišetić         | 18. januar 2007    |
| Antun otkriva da je Tina trudna i odlazi kod Zlatka i preti mu ako se nešto bude desilo Tini ili detetu koje ona nosi. Goga optužuje bornu da joj je ukrao mobilni kako bi uništio slike koje je napravila, ali kasnije dolazi Domagoj i ucenjuje ga za 50000 u zamenu za Gogin i njegov odlazak, a Gogi govori da se sprema za polazak i zbog čega. Marijana traži uslugu od novog nadređenog u vezi slučaja napada na Luku. Nakon saznanja da se na igralištu kod crkve noću skupljaju narkomani, Igor donosi odluku da on čuva Doru, a Iva se posle kratkog nećkanja slaže i obaveštava Luku da Dora više neće ići u jaslice. U toku Borninog kupanja, u kupatilo ulazi Goga i odlučuje da uđe u tuš-kabinu. Malo kasnije, Petra ih hvata unutra.Pojava Petre Novak. |                    |                 |                    | |                    |
| 495 | 100                | „Epizoda 3.100” | Stanislav Tomić    | Josie Ward, Tomislav Štefanac, Ivana Milković, Ivan Kovač, Milijan Ivezić, Tomislav Hrpka, Inge Privora, Alan Čubrilo, Iva Ilakovac i Ivana Mišetić         | 19. januar 2007    |
| Petra izbacuje Bornu iz kuće zbog Goge. Nada razgovara sa Marinkom o tome zbog čega nije prijavio napad na Luku, a on joj odgovara da bi onda ispalo da se sveštenik tuče. Karolina od Ive saznaje da je Petra izbacila Bornu iz kuće pa odlazi kod njega u vinariju da porazgovaraju. Marijana i njen novi nadređeni, Bruno, pronalaze rasturača droge na igralištu i pretresaju ga pri čemu Bruno kod njega pronalazi paketić droge, ali se rasturač brani da mu je podmetnuto. Zlatko razgovara sa Tinom o detetu tokom čega dolazi do njenog priznanja da ga još uvek voli. Na kraju, Zlatko prosi Tinu.Pojava Petre Novak. |                    |                 |                    | |                    |
| 496 | 101                | „Epizoda 3.101” | Milivoj Puhlovski  | Josie Ward, Tomislav Štefanac, Ivana Milković, Ivan Kovač, Milijan Ivezić, Tomislav Hrpka, Inge Privora, Alan Čubrilo, Iva Ilakovac i Ivana Mišetić         | 22. januar 2007    |
| Tina odbija Zlatkovu ponudu za brak i poverava se Dunji kako misli da dete nije njegovo. Karolina plaća Gogi i Domagoju za slike na mobilnom, a onda ga uništava sa sve slikama i zove Službu za socijalni rad po njih dvoje. Nada otkriva da Marinku nije ništa, a on joj priznaje to pa ga ona izbacuje iz kuće. Igor pokušava da se smiri vrećom za boks u čemu mu se pridružuje i Marijana, a on se onda zagledao u njene grudi. U razgovoru sa policjom i službenicom za socijalni rad, Petra potvrđuje Goginu priču o tušu sa Bornom.Pojava Petre Novak. |                    |                 |                    | |                    |
| 497 | 102                | „Epizoda 3.102” | Milivoj Puhlovski  | Josie Ward, Tomislav Štefanac, Ivana Milković, Ivan Kovač, Milijan Ivezić, Tomislav Hrpka, Inge Privora, Alan Čubrilo, Iva Ilakovac i Ivana Mišetić         | 23. januar 2007    |
| Policija odvodi Bornu na razgovor. Tina i Dunja razgovaraju o tome ko bi mogao biti otac Tininog deteta, ali Tina nije sigurna ko je. Karolina savetuje Dunju kako da joj vođenje ljubavi bude bolje – da zamišlja nekog drugog dok opšti sa Franjom. Ana dolazi po svoj kist i slikarski pribor kod Zlatka i tada dolazi do buđenja starih sećanja. Domagoj se vraća, a Petra mu govori da je Služba za socijalni rad odvela Gogu pa on iz osvete pravi grafit na jednom zidu.Pojava Petre Novak. |                    |                 |                    | |                    |
| 498 | 103                | „Epizoda 3.103” | Milivoj Puhlovski  | Josie Ward, Tomislav Štefanac, Ivana Milković, Ivan Kovač, Milijan Ivezić, Tomislav Hrpka, Inge Privora, Alan Čubrilo, Iva Ilakovac i Ivana Mišetić         | 24. januar 2007    |
| Petra pokušava da oriba natpise sa zidova, ali joj ne ide. Karolina je razgovarala i sa njom i sa Bornom i uspela da vrati Bornu kući i pomiri ga sa Petrom, a takođe je dala i jedan savet Dunju o tome kako bi još mogla da unapredi odnose sa Franjom. Tina je bila u ambulanti za pobačaj, ali nije imala snage da ga izvede pa je otišla kod Zlatka. Posle Marijanine priče o pljačkašima koji su pokušali da opljačkaju prodavnicu izigravajući ljude iz osiguravajućeg društva, Igoru pada na pamet da pokuša nešt slično pa poziva Antuna u pomoć, ali on ne želi da dovodi sebe u opasnost da bude uhapšen ako ih uhvate. Zlatko kod Nade u kafiću objavljuje da se ženi Tinom zbog čega neki bivaju prijatno iznenađeni, a neki ne. Tokom isprobavanja seksualnog pomagala koje je Dunja kupila, Franjo počinje da se guši i gubi vazduh.Pojava Petre Novak. |                    |                 |                    | |                    |
| 499 | 104                | „Epizoda 3.104” | Milivoj Puhlovski  | Josie Ward, Tomislav Štefanac, Ivana Milković, Ivan Kovač, Milijan Ivezić, Tomislav Hrpka, Inge Privora, Alan Čubrilo, Iva Ilakovac i Ivana Mišetić         | 25. januar 2007    |
| Posle Zlatkove objave o svadbi, Antun besan odlazi iz kafića i vraća se kući. Marijanu i Igora muči njegovo ponašanje pa ga Marijana odvodi u bioskop da ga oraspoloži epskim filmom, ali joj on tamo objašnjava zbog čega je besan. Igor odlazi na svoj „posao” i oblači Marijanino policijsko odelo i kreće da zaustavlja ljude zbog tobože saobraćajnog prekršaja i uzima od njih mito, ali tokom jednog zaustavljanja nailazi pravi policajac, međutim, Igor uspeva da se izvuče i vrati kući. Franjo i Dunja su se vratili iz bolnice gde je utvrđeno da je Franju samo natekao jezik i da će otok brzo da splasne. Ubrzo se pojavljuje i Tina pa njima i Nikoli otkriva da se udaje. Kad se vratila kući iz grada, Marijana je zatekla Igora kako svlači njeno policijsko odelo.Pojava Petre Novak. |                    |                 |                    | |                    |
| 500 | 105                | „Epizoda 3.105” | Milivoj Puhlovski  | Josie Ward, Tomislav Štefanac, Ivana Milković, Ivan Kovač, Milijan Ivezić, Tomislav Hrpka, Inge Privora, Alan Čubrilo, Iva Ilakovac i Ivana Mišetić         | 26. januar 2007    |
| Igor uspeva da se izvuče uz objašnjenje da je samo isprobavao Marijanino odelo. Karolina počinje da razgovaara sa Juretom o poslu u vezi Udruženja za mlade i jurca za njim stalno tokom čega uspeva da se sastane sa njim u sauni u teretani u kojoj Jure vežba. Kako Nada i Marinko nikako ne mogu da se pomire, Marinko ponovo najavljuje svoj odlazak iz zemlje. Posle još jedne Marijanine „posete”, Tina dolazi kod Antuna i objašnjava mu da više nikad neće moći da se vide. Tokom jednog Igorovog boravka kod Nade u kafiću sa Antunom i Marijanom, kod Ive počinje malo da se javlja iskra ljubomore zbog nje. Tokom razgovora o poslu sa Juretom u sauni, Karolini je pozlilo.Pojava Petre Novak. |                    |                 |                    | |                    |
| 501 | 106                | „Epizoda 3.106” | Dinko Paleka       | Josie Ward, Tomislav Štefanac, Ivana Milković, Ivan Kovač, Milijan Ivezić, Tomislav Hrpka, Inge Privora, Alan Čubrilo, Iva Ilakovac i Ivana Mišetić         | 29. januar 2007    |
| Karolina uspeva da se povrati, ali Juretu prorađuje čir na želucu zbog čega on doživljava napad, ali osoblje uspeva da ih oslobodi iz saune. Karolina posle tajno plaća portiru za uslugu. Antun i Tina su se posvađali pa je on otišao kod Nade u kafić gde je krenuo da se opija. Ubrzo je zvao Tinu na mobilni, ali se javio Zlatko pa mu je Antun rekao, ne znajući da je on, da želi da dođe u kafić. Jure se u kafiću sastao sa Karolinom i Lukom kako bi raspravili o poslu sa Udruženjem za mlade. Kasnije se u kafiću Tina i Zlatko pojavljuju kao i Marijana i Igor. Antun je prišao Tininom i Zlatkovom stolu i zapeo da joj vrati CD koji mu je dala. Tina ga je pitala zbog čega pravi ispad, a on joj je odgovorio da je to zbog toga što je voli. |                    |                 |                    | |                    |
| 502 | 107                | „Epizoda 3.107” | Dinko Paleka       | Josie Ward, Tomislav Štefanac, Ivana Milković, Ivan Kovač, Milijan Ivezić, Tomislav Hrpka, Inge Privora, Alan Čubrilo, Iva Ilakovac i Ivana Mišetić         | 30. januar 2007    |
| Antuna uspevaju da vrate kući da ne bi izbila tuča između njega i Zlatka zbog tine, a on nastavlja da se opija zbog nemogućnosti da bude sa Tinom. Dunja ugrađuje solarijum u svoj salon. U njenom salonu su se Tina i Petra ponovo videle posle mnogo vremena. Kasnije, Antun ponovo dolazi kod Nade u kafić gde sreće Nikolu pa njih dvojica počinju zajedno da piju. Uskoro dolaze Igor i Marijana, a Marijana je besna na Nikolu što nije sprečio Antuna da pije, međutim, Antun iskazuje svoju sreću što ima takvog brata i sestru (Nikolu i Marijanu) i takvog druga (Igora). Tokom isprobavanja solarijuma, Franjo se zaglavio unutra, ali je Dunja zbog glasne muzike na koju ju je Nada upozorila to shvatila kasno.Pojava Petre Novak. |                    |                 |                    | |                    |
| 503 | 108                | „Epizoda 3.108” | Dinko Paleka       | Josie Ward, Tomislav Štefanac, Ivana Milković, Ivan Kovač, Milijan Ivezić, Tomislav Hrpka, Inge Privora, Alan Čubrilo, Iva Ilakovac i Ivana Mišetić         | 31. januar 2007    |
| Franja uspevaju da izvuku iz solarijuma, međutim, sa manjim opekotinama zbog kojih mora na bolovanje i da nosi hladne obloge od čega Nikola pravi šale. Zlatko savetuje Tinu da je zbog njenog stanja sad najbolje da ode na trudničko bolovanje na šta Tina posle kratkog nećkanja pristaje i odlazi u „Zen” da o tome obavesti Anu. Pošto je poslušao Marijanin savet o tome kako da izbaci Tinu iz glave, Antun dolazi kod Ane u „Zen” kako bi porazgovarao sa njom, ali otkriva da Tina tu više ne radi i naleće na Zlatka. Posle jedne „nameštene” mise, Marinko uspeva da nagovori Nadu da je odveze motorom kući, ali se to pretvara u krah zbog bare od kiše na putu. Petra pokušava da pomogne Tini oko izbora venčanice, međutim, ne ide joj od ruke. Kasnije, Zlatko odlazi u radionicu u kojoj Antun radi, a tamo zbog njegovog izazivanja Antun dobija otkaz.Pojava Petre Novak. |                    |                 |                    | |                    |
| 504 | 109                | „Epizoda 3.109” | Dinko Paleka       | Josie Ward, Tomislav Štefanac, Ivana Milković, Ivan Kovač, Milijan Ivezić, Tomislav Hrpka, Inge Privora, Alan Čubrilo, Iva Ilakovac i Ivana Mišetić         | 1. februar 2007    |
| Antun obznanjuje da je dobio otkaz, a na Igorovo navaljivanje otkriva i zbog čega. Nada se prehladila posle Marinkove vožnje motorom, ali ni Marinku nije ništa bolje pa se njih dvoje zajedno leče kod nje kući, a Luku šalju u nabavku vitamina i lekova. Borna ponovo pokušava da pridobije Janu zbog budućnosti vinarije pa sprema romantično veče. Igor smišlja kako da pomogne Antunu pa zove Irenu da dođe kod njih, a ona sa sobom dovodi drugaric, ali drugarica odlazi posle Antunovog neprekidnog pričanja o Tini i Zlatku. Ana odlučuje da ode u vinariju i porazgovara sa Nikolom, ali tamo zatič polugolu Janu samu jer je Borna otišao po još jednu flašu vina iz podruma.Pojava Petre Novak. |                    |                 |                    | |                    |
| 505 | 110                | „Epizoda 3.110” | Dinko Paleka       | Josie Ward, Tomislav Štefanac, Ivana Milković, Ivan Kovač, Milijan Ivezić, Tomislav Hrpka, Inge Privora, Alan Čubrilo, Iva Ilakovac i Ivana Mišetić         | 2. februar 2007    |
| Ana odlazi besna iz vinarije, a Borna postaje uzrujan kad od Jane sazna ko je bio tu dok je on bio odsutan pa između njih dvoje izbija žučna svađa koja dovodi u pitanje celu vinariju. Stanje se dodatno pogoršava kad Nikola od Borne otkrije šta je bilo pa odlazi kod Ane i uspeva da joj objasni celu zabunu. Marinko je i dalje kod Nade. Marijana je besna na Igora jer nije platio svoj deo infostana, a on joj obećava da će ga platiti. Dunja pravi konkurs za radnicu u salonu i posle Franjovog navaljivanja na to mesto zapošljava jednu devojku. Kako bi platio svoj deo infostana, Igor ponovo „pozajmljuje” Marijanino odelo i odlazi na put da izigrava saobraćajca, ali doživljava veliki udar kad je zaustavio jedna kola i, na svoje zaprepašćenje, video da su unutra Marijana i njen nadređeni.Prva pojava Andeline Kovač. |                    |                 |                    | |                    |
| 506 | 111                | „Epizoda 3.111” | Mirna Miličić      | Josie Ward, Tomislav Štefanac, Ivana Milković, Ivan Kovač, Milijan Ivezić, Tomislav Hrpka, Inge Privora, Alan Čubrilo, Iva Ilakovac i Ivana Mišetić         | 5. februar 2007    |
| Igor se na voljšeban način izvukao iz gadne stvari, a Marijani je uz pomoć Antuna objasnio da je u pitanju bila opklada. Tina ima teškoće oko pravljenja venčanja pa joj Petra pomaže. Dunjina radnica Angelina u kontajneru pronalazi mačku pa njih dve odlučuju da je zadrže jer im je pomogla oko šišanja jedne devojčice koja ne voli frizere. Nikola sređuje posao sa strankom iz inostranstva, a Borna stranci nudi bolju ponudu (zakup vinarije na nekoliko godina). Kasnije, u vinariju dolazi Janin kolega i donosi Borni i Nikoli nalog za zatvaranje vinarije.Pojava Petre Novak. |                    |                 |                    | |                    |
| 507 | 112                | „Epizoda 3.112” | Mirna Miličić      | Josie Ward, Tomislav Štefanac, Ivana Milković, Ivan Kovač, Milijan Ivezić, Tomislav Hrpka, Inge Privora, Alan Čubrilo, Iva Ilakovac i Ivana Mišetić         | 6. februar 2007    |
| Borna i Nikola su prisiljeni da zatvore vinariju na godinu dana pa im posao sa strancem otpada. Franjo dolazi do Dunje u salon gde dobija nadražaj zbog Angelinine mačke, a mačka umalu završava u veš-mašini jer ju je Angelina sakrila u korpu sa prljavim peškirima. Marinko opkladom uspeva da nagovori Nadu da ode sa njim na ručak. Ivi je sumnjivo to što se Karolina mota oko Jureta dok je Biserka u Australiji. Igor i Antun i dalje varaju Marijanu oko njene uniforme odnosno Antunovog posla. Miljenko dolazi do Zlatka i predlaže mu posao koji bi mu doneo mnogo zarade što Zlatko prihvata pa Tini poklanja muzički studio da ga vodi, ali Tina zbog mogućnosti da će je ogovarati kao sponzorušu kad se uda za njega zahteva da potpiše predbračni ugovor ili se neće udati za njega.Pojava Petre Novak. |                    |                 |                    | |                    |
| 508 | 113                | „Epizoda 3.113” | Mirna Miličić      | Josie Ward, Tomislav Štefanac, Ivana Milković, Ivan Kovač, Milijan Ivezić, Tomislav Hrpka, Inge Privora, Alan Čubrilo, Iva Ilakovac i Ivana Mišetić         | 7. februar 2007    |
| Tina ne odustaje od svoje namere da potpiše predbračni ugovor. Karolina uspeva da reši stvar oko vinarije sa inspektorom koji je doneo Borni i Nikoli nalog o zatvaranju. Jedna mušterija odlazi iz Dunjinog salona besna jer joj je Angelina napravila frizuru koja joj se ni malo nij svidela. Marinko odvodi Nadu na klizanje. U Nadinom kafiću se pravi dobrotvorni prijem na kom Igor i Antun moraju da konobarišu jer su ostali bez posla, a tokom događaja Zlatko daje prilog od 10000 evra u Tinino i ime diskografske kuće koju joj je kupio. Pošto mu je bes dostigao vrhunac, Antun je uzeo mikforon u ruke i usred prijema izjavio da je po Zlatkovom nalogu uništio Borni vino.Pojava Petre Novak. |                    |                 |                    | |                    |
| 509 | 114                | „Epizoda 3.114” | Mirna Miličić      | Josie Ward, Tomislav Štefanac, Ivana Milković, Ivan Kovač, Milijan Ivezić, Tomislav Hrpka, Inge Privora, Alan Čubrilo, Iva Ilakovac i Ivana Mišetić         | 8. februar 2007    |
| Zlatko obrće stvar u kafiću u svoju korist, a Nikola ne može da veruje da mu je rođeni brat uništio posao. Nadu i Marinka čuvar izbacuje sa klizališta, a oni su odatle pobegli kao zaljubljeni klinci. Luka saopštava Juretu da su zaradili 70000 evra od dobrotvorne akcije, a on ne može da se načudi tome. Tina odlazi sa Petrom da proba venčanice tokom čega ju je Petra pitala da li je ono što je antun rekao istina. Karolina odlazi u štedionicu da podigne 50000 evra sa računa za Centar za decu beskućnike, ali u štedionici se iznenada pojavio i Jure.Pojava Petre Novak. |                    |                 |                    | |                    |
| 510 | 115                | „Epizoda 3.115” | Mirna Miličić      | Josie Ward, Tomislav Štefanac, Ivana Milković, Ivan Kovač, Milijan Ivezić, Tomislav Hrpka, Inge Privora, Alan Čubrilo, Iva Ilakovac i Ivana Mišetić         | 9. februar 2007    |
| Karolina ne uspeva da ostvari ono što je zamislila, ali joj biva teže jer je priznala Juretu šta je htela pa je on prekinuo poslovanje sa njom. Antun pronalazi Tinu u prodavnici venčanica i moli je da se ne uda za Zlatka, ali ona ostaje pri svojoj odluci pa on odlazi tužan. Kasnije, Nikola dolazi kod njega da porazgovaraju o vinariji tokom čega mu Antun otkriva da je Ana za to znala, ali ga je molila da ćuti jer je on znao da je ona opštila sa Bornom na Nikolinom sotlu. Jure dolazi kod Borne sa poslovnim predlogom. Tina i Zlatko se pronalaze u gradu i odlaze zajedno, a šal koji je Tini ispao podiže žena koja se vratila u Zagreb – Gabrijela.Pojava Petre Novak. |                    |                 |                    | |                    |
| 511 | 116                | „Epizoda 3.116” | Stanislav Tomić    | Josie Ward, Tomislav Štefanac, Ivana Milković, Ivan Kovač, Milijan Ivezić, Tomislav Hrpka, Inge Privora, Alan Čubrilo, Iva Ilakovac i Ivana Mišetić         | 12. februar 2007   |
| Jure predlaže Borni da otkupi vinariju i pomogne mu da se izvuče iz stečaja, ali Borna besno odbija ponudu i izbacuje ga iz kuće, a posle napada Karolinu misleći da ga je ona nagovorila da kupi vinariju. Angelina donosi Ivi mačku u kafić da joj je pričuva dok radi, ali posle jedne male nezgode Iva joj govori da ne može da joj čuva mačku u kafiću. Zlatko pokazuje Tini sobu za dete koju je napravio zbog čega je Tina briznula u plač. Borna odlazi kod Antuna i navaljuje da mu pomogne tako što će prijaviti Zlatka za uništavanje vina, ali nailaze Marijana i Bruno koji nudi Borni rešenje na koje on pristaje i odlazi. Ana govori Tini da ovog puta Nikola zauvek raskida sa njom. Kad je izašla iz kupatila, Tina je čula dečju muziku iz sobe za dete i pozvala Zlatka da vidi o čemu se radi, ali nije znala da je muziku uključila osoba koja se ušunjala u stan – Gabrijela. |                    |                 |                    | |                    |
| 512 | 117                | „Epizoda 3.117” | Stanislav Tomić    | Josie Ward, Tomislav Štefanac, Ivana Milković, Ivan Kovač, Milijan Ivezić, Tomislav Hrpka, Inge Privora, Alan Čubrilo, Iva Ilakovac i Ivana Mišetić         | 13. februar 2007   |
| Tina se žali Zlatku oko muzičkog dodatka za krevetac jer misli da se sam od sebe kuljučio u toku noći, a spremanje svadbe i dalje traje. Marijana dolazi sa svojim šefom Brunom koji želi da ispita Zlatka o zagađivanju vina Novakovih, ali ne otkrivaju ništa pa odlaze. Kasnije, Bruno se vraća sam kod Zlatka, a on mu nudi mito što ovaj prihvata. Dunja se raspituje o Angelini kod Ive i otkriva da ju je Angelina molila da joj čuva mačku dok je na poslu, a kasnije odlazi da vidi gde ona živi i svedoči trenutku kad je pauk Angelini odneo kola tokom čega otkriva da ona u živi u njima.Pojava Petre Novak. |                    |                 |                    | |                    |
| 513 | 118                | „Epizoda 3.118” | Stanislav Tomić    | Josie Ward, Tomislav Štefanac, Ivana Milković, Ivan Kovač, Milijan Ivezić, Tomislav Hrpka, Inge Privora, Alan Čubrilo, Iva Ilakovac i Ivana Mišetić         | 14. februar 2007   |
| Dunja je pomogla Angelini da uzme stvari iz kola koja je odneo pauk tako što je zamajavala čuvara parking servisa dok se ona šunjala. Franjo je pravio romantičnu večeru za sebe i Dunju, ali je Dunja sa sobom dovela i Angelinu da živi sa njima dok ne nađe stan. Ana je otišla do Nikole u vinariju, ali je na odlasku zapala u blato što je dovelo do šlaofovanja, ali i do pomirenja sa njenim voljenim. Luka je upoznao Marinka sa jednom parohijankom Valerijom što je Nadu počelo da čini ljubomornom. Zlatko je obećao Tini da će uraditi novi snimak sa ultrazvuka. Gabrijela je pogledala snimak koji im je ukrala.Pojava Petre Novak. |                    |                 |                    | |                    |
| 514 | 119                | „Epizoda 3.119” | Stanislav Tomić    | Josie Ward, Tomislav Štefanac, Ivana Milković, Ivan Kovač, Milijan Ivezić, Tomislav Hrpka, Inge Privora, Alan Čubrilo, Iva Ilakovac i Ivana Mišetić         | 15. februar 2007   |
| Borna na svoju žalost otkriva da Majetić neće potuživati Zlatka za uništavanje vina zbog tobožeg Antunovog povlačenja iskaza i odmah shvata da ga je Zlatko podmitio. Besan, od odlazi kod Antuna i započinje sa njim raspravu koju prvo prekida Marijana svojim dolaskom pa Igor svojim i tokom tog susreta zamalo je otkrivena Igorova umešanost u uništavanje vina. Tina odvodi Dunju, Angelinu i Petru na piće jer nisu uspeli da naprave devojačko veče, a Miljenko Zlatka u noćni klub gde sklapaju jedan posao. U tom istom klubu, sve vreme ih je na oku držala Gabrijela kojoj je kasnije došla mušterija.Pojava Petre Novak. |                    |                 |                    | |                    |
| 515 | 120                | „Epizoda 3.120” | Stanislav Tomić    | Josie Ward, Tomislav Štefanac, Ivana Milković, Ivan Kovač, Milijan Ivezić, Tomislav Hrpka, Inge Privora, Alan Čubrilo, Iva Ilakovac i Ivana Mišetić         | 16. februar 2007   |
| Posle saznanja da mušterija ima ženu i ćerku, Gabrijela pušta čoveka i ostaje sama u sobi plačući. Iva razgovara sa Nadom o učlanivanju u crkveni hor jer misli da ona hoće tamo da se učlani samo zbog Marinka jer je ljubomorna. Nikola je isprobao odelo za Zlatkovu i Tininu svadbu i dobio pohvale od Ane. Borna je prodao vinariju Juretu, ali pravi potresa za njega i Nikolu je usledio kad je Jure najavio da menja ime vinarije u „Šarić”. Karolina je potpuno pobesnela kad je čula za to. Biserka se vratila iz Australije. Nikola je od Ane saznao da se Tina udaje za Zlatka zbog deteta koje nosi. |                    |                 |                    | |                    |
| 516 | 121                | „Epizoda 3.121” | Milivoj Puhlovski  | Josie Ward, Tomislav Štefanac, Ivana Milković, Ivan Kovač, Milijan Ivezić, Tomislav Hrpka, Inge Privora, Alan Čubrilo, Iva Ilakovac i Ivana Mišetić         | 19. februar 2007   |
| Nikola je oprostio Antunu za ono u vinariji, ali je iskrsla druga stvar koja je ponovo zategla odnos braći. Zlatko i Tina su ušli u završne radove oko svadbe, a Tija je na jedvite jade uspela da ga ubedi da na svadbu pozove i Nikolu i Bornu. S' druge strane, Jure je Borni, Nikoli i Biserki dao slobodan dan. Biserka je kod Dunje u salonu srela Karolinu što i nije loše prošlo. Angelina je odlučila da pronađe novi stan, ali ju je Dunja ubedila da može da bude kod nje i Franja. Gabrijela je jeftinim fazonom otkazala Tininu i Zlatkovu svadbu. Pošto joj je bilo sumnjivo što je Jure njoj, Borni i Nikoli dao slobodan dan, Biserka je otišla u vinariju i isprva pomislila da je on vara, ali joj je Jure objasnio da je doveo arhitektkinju koja treba da projektuje njihovu novu kuću.Pojava Petre Novak. |                    |                 |                    | |                    |
| 517 | 122                | „Epizoda 3.122” | Milivoj Puhlovski  | Josie Ward, Tomislav Štefanac, Ivana Milković, Ivan Kovač, Milijan Ivezić, Tomislav Hrpka, Inge Privora, Alan Čubrilo, Iva Ilakovac i Ivana Mišetić         | 20. februar 2007   |
| Tina se ponovo rastužila nakon otkrića da je njoj i Zlatku neko otkazao restoran za svadbu pa je Ana smislila da svadbu prebace kod Zlatka u kuću. Marijana je poterala Igora i Antuna da prvo srede posao, a onda da počnu da traže posao. Nada je primljena da peva u crkvenom horu. Jure je počeo da razrađuje planove za izgradnju kuće za sebe i Bibu u blizini vinarije. Kad je čula za to od Borne, Karolina je pobesnela na Jureta. Dok se vraćao kući sa svadbenom tortom, na Zlatka je Gabrijela krenula kolima.Pojava Petre Novak. |                    |                 |                    | |                    |
| 518 | 123                | „Epizoda 3.123” | Milivoj Puhlovski  | Josie Ward, Tomislav Štefanac, Ivana Milković, Ivan Kovač, Milijan Ivezić, Tomislav Hrpka, Inge Privora, Alan Čubrilo, Iva Ilakovac i Ivana Mišetić         | 21. februar 2007   |
| Zlatko je upao kod Dunje u frizerski salon i napao Karolinu da je pokušala da ga pregazi, a Dunji rekao da tina o ovome ne sme ništa da zna. Posle razgovora sa Ivom, Biserka je odlučila da predloži Juretu da žive zajedno kod nje na šta je on pristao, ali joj je rekao da ona više neće moći da radi u vinariji jer ne valja mešati posao i lično. Nada počinje da začikava Marinka tako što se sve više druži sa dirigentom Karlom. |                    |                 |                    | |                    |
| 519 | 124                | „Epizoda 3.124” | Milivoj Puhlovski  | Josie Ward, Tomislav Štefanac, Ivana Milković, Ivan Kovač, Milijan Ivezić, Tomislav Hrpka, Inge Privora, Alan Čubrilo, Iva Ilakovac i Ivana Mišetić         | 22. februar 2007   |
| Marijana je poslala Igora da pronađe Antuna, a on ga je našao kako šutira loptu o ogradu. Marinko, Nada, Karlo i Marinkova prijateljica Valerija su proveli veče razgovarajući, mađutim, Marinko se žali što pričaju samo o pevanju. Posle saznanja da je Tina trudna, Nikola ju je napao zahtevajući odgovor da li je dete koje nosi njegovo, ali je otišao posle odgovora da nije, a Tina je slučajno prolila vino po venčanici pa su Dunja, Biserka, Petra i Angelina bile prisiljene da ofarbaju venčanicu. Venčanje je moglo da počne.Pojava Petre Novak. |                    |                 |                    | |                    |
| 520 | 125                | „Epizoda 3.125” | Milivoj Puhlovski  | Josie Ward, Tomislav Štefanac, Ivana Milković, Ivan Kovač, Milijan Ivezić, Tomislav Hrpka, Inge Privora, Alan Čubrilo, Iva Ilakovac i Ivana Mišetić         | 23. februar 2007   |
| Svadbeno veselje je dobro počelo i lepo je trajalo sve dok Tina i Nikola nisu izašli da porazgovaraju o detetu koje nosi. Njihov razgovor je Zlatko čuo i ostao potpuno potresen istinom koja mu je pukla pred očima. Marinko se posvađao sa Nadom i rekao joj da neće doći u crkvu i poklonio joj stare ključeve koje je napravio u Kanadi jer donose sreću. Posle se predomislio i došao u crkvu. Antun je napravio gužvu između Gabrijele i dvojice čuvara i iskoristio njihovu nepažnju i uvukao se u blizini bazena i ugledao Tinu kako pada sa balkona pored bazena.Pojava Petre Novak. |                    |                 |                    | |                    |
| 521 | 126                | „Epizoda 3.126” | Dinko Paleka       | Josie Ward, Tomislav Štefanac, Ivana Milković, Ivan Kovač, Milijan Ivezić, Tomislav Hrpka, Inge Privora, Alan Čubrilo, Iva Ilakovac i Ivana Mišetić         | 26. februar 2007   |
| Hitna pomoć odvozi Tinu u bolnicu na intenzivno negu, a Antun unezvereno dolazi kući i zove hitnu pomoć kako bi proverio da li su je dovezli u bolnicu. Biserka uspeva da obezbedi Zlatku boravak uz Tinu u bolnici, a Nikola odvodi umornu Petru kući. Karolina je pokušala da dobije Lidiju telefonom kako bi joj rekla šta je bilo sa Tinom, ali je saznala da su ona i Stjepan otputovali na Karibe. Kasnije, Antun je besan došao u bolnicu zbog čega ga je Zlatkovo obezbeđenje izbacili dok se drao. Zlatko je shvatio da postoji očevidac Tininog pada.Pojava Petre Novak. |                    |                 |                    | |                    |
| 522 | 127                | „Epizoda 3.127” | Dinko Paleka       | Josie Ward, Tomislav Štefanac, Ivana Milković, Ivan Kovač, Milijan Ivezić, Tomislav Hrpka, Inge Privora, Alan Čubrilo, Iva Ilakovac i Ivana Mišetić         | 27. februar 2007   |
| Posle razgovora sa Antunom o Tininom stradanju, Marijana preko Bruna započinje istragu, a Zlatku nije bilo drago što policija njuška oko Tininog pada. Igor tera Antuna da potraži stručnu pomoć jer misli da mu nije dobro. Jure je od Karoline saznao nešto iz Biserkine nedavne prošlosti što ga je nateralo na razmišljanje. Zlatko je došao besan kod Antuna i zapretio mu da drži jezik za zubima ili bi Marijana mogla da završi slično kao Tina. |                    |                 |                    | |                    |
| 523 | 128                | „Epizoda 3.128” | Dinko Paleka       | Josie Ward, Tomislav Štefanac, Ivana Milković, Ivan Kovač, Milijan Ivezić, Tomislav Hrpka, Inge Privora, Alan Čubrilo, Iva Ilakovac i Ivana Mišetić         | 28. februar 2007   |
| Antun je posle Zlatkove „posete” promenio priču što je Marijanu još više podstaklo da posumnja u Zlatkovu iskrenost. Jure je vršio pritisak na Biserku da mu prizna zbog čega je dala otkaz u bolnici, a kad je ona konačno popustila i priznala mu zbog čega i što mu nije rekla, on je shvatio sve. Marijana je željna da nastavi istragu o Tininom padu, ali Bruno misli da tu nema šta da se radi pogotovo kad mu je rekla za Antunovo menjanje priče. Marinko je postao sve više ljubomoran i utučen zbog Nadinod sve većeg provođenja vremena sa dirigentom Karlom. Kad joj je Dunja poklonila stare farmerke, Angelina je odlučila da joj se oduži tako što će spremiti kuću i napraviti večeru, ali je zaspala, a večera je počela da zagoreva, a stan da se puni dimom. |                    |                 |                    | |                    |
| 524 | 129                | „Epizoda 3.129” | Dinko Paleka       | Josie Ward, Tomislav Štefanac, Ivana Milković, Ivan Kovač, Milijan Ivezić, Tomislav Hrpka, Inge Privora, Alan Čubrilo, Iva Ilakovac i Ivana Mišetić         | 1. mart 2007       |
| Franjo i Dunja su stigli u stan taman na vreme da spasu Angelini život posle čega je ona zbog nesreće sa rernom odlučila da potraži stan. Iva je došla kod Igora jer je njegov red da uzme Doru iz vrtića i da plati isti, a on je zadatak obavio polovično (samo je uzeo Doru). Marijana je sve živčanija jer Igor i Antun i dalje nisu pronašli posao. Nada se neprijatno iznendila kad je otkrila da Karlo podučava i Valeriju za audiciju. Anu sve više brine Gabrijelino ponašanje. Zlatko i dalje bdi nad Tinom, a kasnije mu se pridružila i Karolina pa je ubrzo po izbacivanju izveštača koji je došao da uzme izjavu od Zlatka isprobala svoje ženske čari u sobi kod Tine pod kojim je Zlatko popustio. |                    |                 |                    | |                    |
| 525 | 130                | „Epizoda 3.130” | Dinko Paleka       | Josie Ward, Tomislav Štefanac, Ivana Milković, Ivan Kovač, Milijan Ivezić, Tomislav Hrpka, Inge Privora, Alan Čubrilo, Iva Ilakovac i Ivana Mišetić         | 2. mart 2007       |
| Tina je i dalje u komi. Nada i Valerija su otpevale deo pesme pred čovekom koji treba da obezbedi put u Rim, a Nada je namerno falširala kako bi ostala u Zagrebu sa Marinkom. Luka je kasnije shvatio da je falširala jer ju je čuo dok je pevala u kupatilu istu pesmu, ali kao slavuj. Gabrijelino stanje je sve loše pa je Ana morala da joj podmetne lek u sok jer nije htela da ga pije. Jure je u vinariju doveo savetnika sa čijim predlozima se Borna i Nikola baš i ne slažu. U frizerski salon je došao stanodavac Dinko kod koga je Angelina trebalo da bude podstanarka i pokušao da je siluje, a onda je naišao Borna i izbacio ga napolje.Pojava Petre Novak. |                    |                 |                    | |                    |
| 526 | 131                | „Epizoda 3.131” | Mirna Miličić      | Josie Ward, Tomislav Štefanac, Ivana Milković, Aleksandar Krištek, Milijan Ivezić, Tomislav Hrpka, Inge Privora, Ivan Delaš, Iva Ilakovac i Ivana Mišetić   | 5. mart 2007       |
| Posle spašavanja, Angelini je Borna počeo polako da se sviđa. Luka je odlučio da pomoću Ive napravi romantičnu večeru za Nadu i Marinka, ali je večeru naglo prekinula iznenadna pojava Valerije. Jure je naterao Karolinu da potpiše izjavu o odlasku iz njegove zadruge. Ana i dalje pokušava da natera Gabrijelu da nastavi da pije lekove. Zlatko još uvek bdi nad Tinom, a ubrzo dolaze i Karolina i Petra. Petri se učinilo kao da se Tina probudila pa je otrčala da pozove bolničarku.Pojava Petre Novak. |                    |                 |                    | |                    |
| 527 | 132                | „Epizoda 3.132” | Mirna Miličić      | Josie Ward, Tomislav Štefanac, Ivana Milković, Aleksandar Krištek, Milijan Ivezić, Tomislav Hrpka, Inge Privora, Ivan Delaš, Iva Ilakovac i Ivana Mišetić   | 6. mart 2007       |
| Posle saznanja od Petre i Ive da je Tina pomakla Antun je odjurio u bolnicu ne plativši račun kod Nade. Dok je tamo bio prerušen u lekara, bolničarka ga je izbacila iz Tinine sobe jer je mislila da je specijalizant nakon čega je on naleteo na Zlatka, ali uspeo da pobegne. Deluje da su se Nada i Marinko pomirili. Borna je doživeo nezgodu kod Dunje u salonu − Angelina mu je malo posekla uvo dok ga je šišala. Dunja je odlučila da ispita kakve devojke Borna voli pa je poslala Franja da to učini kako bi mogla da vidi da li da spoji njega i Angelinu. Kasnije, Antun je priznao Marijani da je Zlatko stvarno gurnuo Tinu, ali se plašio da kaže jer je zapretio da će je ubiti, a onda je Marijana obišla Tinu u bolnici i porazgovarala sa jednom bolničarkom. Videvši šta je bilo, Zlatko je krenuo u akciju da ubije Antuna, ali je Šiba tragično završio.Pojava Petre Novak.Novak. |                    |                 |                    | |                    |
| 528 | 133                | „Epizoda 3.133” | Mirna Miličić      | Josie Ward, Tomislav Štefanac, Ivana Milković, Aleksandar Krištek, Milijan Ivezić, Tomislav Hrpka, Inge Privora, Ivan Delaš, Iva Ilakovac i Ivana Mišetić   | 7. mart 2007       |
| Antun dolazi kući i govori Marijani da je Zlatko ubio Šibu, a ona se obraća inspektoru Brunu za pomoć, ali on odbija da pokrene slučaj jer ga Zlatko plaća. Marinko traži pomoć od Luke i Ive oko izbora nekog romantičnog filma, a Luka mu preporučuje jedan film u kom igra Meg Rajan. Međutim, gledanje filma uz sladoled pada u vodu jer je Nada uzela karte za bioskop. Ana i dalje muku muči sa majkom koja odbija da pije lekove, a nevolja dolazi do toga da ju je Ana uhvatila kako pljuje lekove. Nikola je došao u bolnicu da obiđe Tinu. Franjo je otišao sa Bornom u teretanu kako bi ispitao kakve devojke voli. Posle su otišli kod Franja u stan da gledaju utakmicu i čekali Dunju i Angelinu da dođu, ali su se njih dve zadržale u salonu zbog čišćenja. |                    |                 |                    | |                    |
| 529 | 134                | „Epizoda 3.134” | Mirna Miličić      | Josie Ward, Tomislav Štefanac, Ivana Milković, Aleksandar Krištek, Milijan Ivezić, Tomislav Hrpka, Inge Privora, Ivan Delaš, Iva Ilakovac i Ivana Mišetić   | 8. mart 2007       |
| Borna je pobegao glavom bez obzira posle omanjeg nesporazuma sa Franjom. Nadin i Marinkov odnos cveta. Kad je došao kod Ane, Borna je saznao da se Gabrijela vratila, a Ana je potom otkrila da ona nije kući. Igor je kod Nade u kafiću spasio rođendan jednog deteta jer se čovek koji je glumio šaljivdžiju napio pa je on uskočio umesto njega. Antun je prijavio Zlatka policiji zbog Šibe, ali ne Brunu. Dunja je uspela da objasni Borni da je u pitanju nesporazum, a kasnije je objasnila Franju da Bornu Angelina ne zanima i da treba nekako to da joj objasni. Tinino stanje je polako počelo da se poboljšava jer je počela da se budi iz kome, ali joj je Zlatko isključio aparat za disanje iz struje u trenutku kad je na vrata sobe banula Gabrijela. |                    |                 |                    | |                    |
| 530 | 135                | „Epizoda 3.135” | Mirna Miličić      | Josie Ward, Tomislav Štefanac, Ivana Milković, Aleksandar Krištek, Milijan Ivezić, Tomislav Hrpka, Inge Privora, Ivan Delaš, Iva Ilakovac i Ivana Mišetić   | 9. mart 2007       |
| Zlatko je pozvao Anu iz bolnice i rekao joj da se Gabrijela tamo pojavila. Zbog isključivanja respiratora, Tinino stanje se pogoršalo, ali lekari su uspeli da je spasu, međutim, dete je zbog razdoblja bez kiseonika umrlo. Zlatko je razgovarao sa Karolinom o tom događaju, a Gabrijela sa Anom. Svako je ispričao drugačiju varijantu. Nada je spremila večeru za sebe i Marinka, ali su na polovini iste došli Biserka i Jure. Kada je Biserka shvatila šta Marinko želi da kaže o vrmeenu koje brzo leti, poterala je Jureta da krenu, ali ih je Nada zadržala zbog čega je Marinko ustao i otišao. Kasnije, Jure je upoznao Luku sa svojim dobrim prijateljem Markom, a on je Luki otkrio šta se piše po kanadskim novinama o Marinku. |                    |                 |                    | |                    |
| 531 | 136                | „Epizoda 3.136” | Stanislav Tomić    | Josie Ward, Tomislav Štefanac, Ivana Milković, Aleksandar Krištek, Milijan Ivezić, Tomislav Hrpka, Inge Privora, Ivan Delaš, Iva Ilakovac i Ivana Mišetić   | 12. mart 2007      |
| Posle saznanja od Marka, Luka jako pritiska Marinka da kaže Nadi istinu o svojih 14 godina robije u Kanadi. Marijana i policija pokreću istragu o Tininom pokušaju ubistva i prvo su razgovarali sa Zlatkom koji im je rekao da je ubica u pokušaju Gabrijela, ali je Ana to porekla, rekavši da joj je majka u Argentini. Tina je i dalje u bolnici iako sada sama diše. Igor nastavlja svoj klovnovski posao, ali je zapao u tačku zbog koje ne može da smisli kako više da zabavlja decu. Nada je saznala da nešto nije u redu sa Marinkom. Marinko je otvoreno rekao Luki da neće dozvoliti da bilo šta stane između njega i Nade, pa makar to bio i rođeni sin.Pojava Petre Novak. |                    |                 |                    | |                    |
| 532 | 137                | „Epizoda 3.137” | Stanislav Tomić    | Josie Ward, Tomislav Štefanac, Ivana Milković, Aleksandar Krištek, Milijan Ivezić, Tomislav Hrpka, Inge Privora, Ivan Delaš, Iva Ilakovac i Ivana Mišetić   | 13. mart 2007      |
| Marinka muči razgovor sa Lukom, a Nada priznaje da polako počinju da liče na porodicu. Jure je postao strožiji prema Nikoli i Borni na poslu. Borna je došao kod Ane kako bi joj pomogao oko Gabrijele, ali nije mogao da ostane mnogo jer je morao da se vrati na posao u vinariju. Bruno je bio kod Ane i raspitivao se za Gabrijelu jer je policija dobila dojavu od španske policije kojoj je prijavljen Gabrijelin nestanak od strane Marija Salaja (čoveka koga je Zlatko unajmio kako bi prikazao neverstvo supruge i sa kojim je Gabrijela posle pobegla) i otkrila da je Gabrijela prešla hrvatsku granicu. Kasnije, Ana je ponovo pokušala da natera majku da popije lekove, ali ju je Gabrijela u naletu besa udarila pikslom u glavu. Biserka je došla u vinariju obučena kao bolničarka pa su se ona i Jure „bacili na posao” iza kutija koje treba prebaciti. Ubrzo su Borna i Nikola ušli da ih prebace tokom čega je Jure čuo od Borne nešto što nije trebalo da čuje. |                    |                 |                    | |                    |
| 533 | 138                | „Epizoda 3.138” | Stanislav Tomić    | Josie Ward, Tomislav Štefanac, Ivana Milković, Aleksandar Krištek, Milijan Ivezić, Tomislav Hrpka, Inge Privora, Ivan Delaš, Iva Ilakovac i Ivana Mišetić   | 14. mart 2007      |
| Posle kraće rasprave sa Juretom zbog prisluškivanja, Borna je dao otkaz, a Biserka se naljutila na Jureta jer je otkrila da je bio u sauni sa Karolinom, ali su kasnije stvari legle na svoje mesto kad je Jure uspeo da joj objasni da nije bilo ničega. Ana i Borna su krenuli u potragu za Gabrijelom i stigli je kad je naletela na Marijanu ispred bolnice i zahtevala da joj kaže sve o tome kako je Zlatko isključio Tini respirator pa su je odveli kući gde joj je lekarka dala sredstvo za smirenje. Dunja pokušava da spoji Angelinu sa Nadinim šankerom Robijem, a Franjo ne želi da učestvuje u tome kako se njegovo polno opredeljenje ne bi ponovo dovodilo u pitanje. Jure je otkrio Biserki da je njegov drug Marko iz Kanade video Marinka u crnoj hronici tamošnjih novina i zamolio je da to ne govori Nadi. Kako bi je utešio, Borna je poljubio Anu. |                    |                 |                    | |                    |
| 534 | 139                | „Epizoda 3.139” | Stanislav Tomić    | Josie Ward, Tomislav Štefanac, Ivana Milković, Aleksandar Krištek, Milijan Ivezić, Tomislav Hrpka, Inge Privora, Ivan Delaš, Iva Ilakovac i Ivana Mišetić   | 15. mart 2007      |
| Bornin poljubac je doveo do još jedne svađe sa Anom nakon čega je on besno otišao. Nadin šanker Robi je otišao u Dunjin salon kako bi mu Angelina uradila frizuru i na lukav način pozvao Angelinu na kafu što je ona prihvatila. Nada se sprema na izlet sa Marinkom. Posle razgovora sa Marijanom o Gabrijelinom odlasku u bolnicu i mogućnosti da bude optužena za Tinin pokušaj ubistva, Antun na sve načine pokušava da nabavi pištolj kako bi stvar sa Zlatkom konačno rešio jednom za svagda. Nada je od Biserke saznala za Marinkovu prošlost u Kanadi, a on se neprijatno iznenadio kada je došao po nju da krenu na izlet.Pojava Petre Novak. |                    |                 |                    | |                    |
| 535 | 140                | „Epizoda 3.140” | Stanislav Tomić    | Josie Ward, Tomislav Štefanac, Ivana Milković, Aleksandar Krištek, Milijan Ivezić, Tomislav Hrpka, Inge Privora, Ivan Delaš, Iva Ilakovac i Ivana Mišetić   | 16. mart 2007      |
| Marinko se naljutio na Luku jer misli da je on rekao Nadi za to da je bio u zatvoru u Kanadi. Angelina je objasnila Dunji da nije osetila leptiriće kad je bila sa Robijem na kafi. Antun je naumio da silom odvoji Zlatka od Tine pa je nagovorio Igora da ga istuče kako bi završio u bolnici i mogao da joj se približi. Angelini je mačak pobegao, a ona je srela Bornu dok ga je tražila pa su zajedno nastavili da ga traže i našli ga. Antun je ušao u Tininu sobu i uzeo je u naručje da je odnese, ali se na vratima pojavio Zlatko.Pojava Petre Novak. |                    |                 |                    | |                    |
| 536 | 141                | „Epizoda 3.141” | Bernerda Fruk      | Josie Ward, Tomislav Štefanac, Ivana Milković, Aleksandar Krištek, Milijan Ivezić, Tomislav Hrpka, Inge Privora, Ivan Delaš, Iva Ilakovac i Ivana Mišetić   | 19. mart 2007      |
| Zlatko je uveo Bruna u sobu i prijavio da je Antun prekršio zabranu prilaska pa ga je Bruno uhapsio. Marinko je navalio na Luku da mu kaže zašto je rekao Nadi za zatvor, ali on mu je odgovorio da nije. Kad je Marinko onda pitao ko jeste, Biserka se umešala i rekla da je ona rekla Nadi istinu. Jureta je to naljutilo jer se po njemu ona mešala u njihov odnos. Borna je doneo nekoliko filmova da on i Petra pogledaju. Angelina je došla kod Nade u kafić i sela da sačeka Bornu. Zlatko je razgovarao sa Karolinom o svom odlasku iz zeimlje i o njenom odlasko sa njim, a posle je došao kući gde mu je Ana rekla da pomogne Gabrijeli ako je voli.Pojava Petre Novak. |                    |                 |                    | |                    |
| 537 | 142                | „Epizoda 3.142” | Bernerda Fruk      | Josie Ward, Tomislav Štefanac, Ivana Milković, Aleksandar Krištek, Milijan Ivezić, Tomislav Hrpka, Inge Privora, Ivan Delaš, Iva Ilakovac i Ivana Mišetić   | 20. mart 2007      |
| Posle Zlatkovog otvorenog odbijanja da pomogne Gabrijeli, Ana se odselila kod Nikole. Ivi je postalo dosta da izigrava posrednika Nadi i Biserki pa je naterala Nadu da se pomiri sa Biserkom. Borna je kupio Angelini ogrlicu za mačka Teslu i izvinio se što nije došao na dogovoreni sastanak i izveo je kod Nade u kafić na ručak, ali su im se onda pridružili Franjo i jedna manekenka koja je radila na katalogu za Anino preduzeće koja poznaje Bornu. Angelini je postalo neprijatno zbog očiglednog muvanja njih dvoje. Karolina je od Petre saznala da je Borna dobio otkaz pa je otišla da se sastane sa Juretom u vinariji gde je pokušala da ga zavede, ali je on to odlučno odbio i otišao.Pojava Petre Novak. |                    |                 |                    | |                    |
| 538 | 143                | „Epizoda 3.143” | Bernerda Fruk      | Josie Ward, Tomislav Štefanac, Ivana Milković, Aleksandar Krištek, Milijan Ivezić, Tomislav Hrpka, Inge Privora, Ivan Delaš, Iva Ilakovac i Ivana Mišetić   | 21. mart 2007      |
| Jure se vratio kući. Borna je doveo Inge kod sebe. Kad su se Angelina i Franjo vratili kući, Franjo je prepričao svoje „nezaboravne doživljaje” sa Inge. Zlatko je krenuo da skuplja novac za put. Antun se vratio kući gde je ostao u „kućnom pritvoru”. Igor je odbio posao koji mu je našla jedna od majki kojoj je zabavljao decu kao šaljivdžija. Inge je došla u salon na frizuru, a Angelina je krenula da je usluži, a Dunja je došla posle taman u trenutku da spreči izbijanje bruke. Kada je došao da porazgovara sa ćerkom u njenom preduzeću, Zlatko i Ana su se posvađali na krv i nož zbog Angeline tokom čega mu je ona rekla da ga se odriče kao oca. Kasnije je Ana posetila majku u bolnici. Iva je rekla Luki da joj je žao što je sveštenik.Pojava Petre Novak. |                    |                 |                    | |                    |
| 539 | 144                | „Epizoda 3.144” | Bernerda Fruk      | Josie Ward, Tomislav Štefanac, Ivana Milković, Aleksandar Krištek, Milijan Ivezić, Tomislav Hrpka, Inge Privora, Ivan Delaš, Iva Ilakovac i Ivana Mišetić   | 22. mart 2007      |
| Antun je i dalje u „kućnom pritvoru”. Igor je došao kod Ive jer je tražio crveni nos koji je izgubio, a onda je zvala jedna od majki kojoj je zabavljao decu i rekla da joj je nestala narukvica, a Iva ga je izbacila iz stana misleći da ju je on ukrao, ali je kasnije otkrila da ju je u stvari uzela njihova ćerka Dora. Biserka i Nada su porazgovarale o Lukinom i Ivinom odnosu, a Nada je kasnije porazgovarala sa Lukom o Ivi. Luka je došao kod Ive i rekao joj da bi bilo bolje da se ne viđaju neko vreme. Nikola je došao u posetu Tini u bolnicu, a Zlatko mu je pokazao test očinstva kojim dokazuje da je on otac Tininog pobačenog deteta. |                    |                 |                    | |                    |
| 540 | 145                | „Epizoda 3.145” | Bernerda Fruk      | Josie Ward, Tomislav Štefanac, Ivana Milković, Aleksandar Krištek, Milijan Ivezić, Tomislav Hrpka, Inge Privora, Ivan Delaš, Iva Ilakovac i Ivana Mišetić   | 23. mart 2007      |
| Luka i Iva su odlučili da se više ne viđaju. Iva se pomirila sa Igorom. Pošto Borna i dalje nije našao novi posao, Karolina je otišla u vinariju da zamoli Jureta da ga vrati na posao, a događaji su doveli do toga da njih dvoje razmene poljupce. Nikola je priznao Antunu da je on otac Tininog pobačenog deteta zbog čega se između braće rodilo neprijateljstvo. Kada je došla u posetu majci, Anu je sačekalo neprijatno iznenađenje − Gabrijela je pobegla iz bolnice. Tina se probudila iz i setila da ju je Zlatko gurnuo sa stepeništa zbog čega je on prvo pokušao da je uguši jastukom, a onda je nasrnuo na nju nožem u trenutku u kojem je neko banuo na vrata sobe.Pojava Petre Novak. |                    |                 |                    | |                    |
| 541 | 146                | „Epizoda 3.146” | Dinko Paleka       | Josie Ward, Tomislav Štefanac, Ivana Milković, Aleksandar Krištek, Milijan Ivezić, Tomislav Hrpka, Inge Privora, Alan Čubrilo, Iva Ilakovac i Ivana Mišetić | 26. mart 2007      |
| Ana je zatekla Tinu kako leži na podu sobe. Zlatka nigde nije bilo. Gabrijela se vratila kući gde ju je Ana po povratku iz bolnice pronašla. Antun i Nikola su se vratili svojim kućama sa modricama od tuče. Karolina je u garaži bolnice pronašla Zlatka izbodenog nožem. Kada su bolničari došli, on nije imao otkucaje. Brzo su ga odneli na nosilima. Igor i Iva su lukavstvom vratili narukvicu vlasnici. Borna je od majke saznao šta se desilo Zlatku i u prvi mah je pomislio da ga je ona izbola, ali mu je onda na pamet pala Gabrijela. Karolina je uhapšena zbog sumnje da je počinila ubistvo. |                    |                 |                    | |                    |
| 542 | 147                | „Epizoda 3.147” | Dinko Paleka       | Josie Ward, Tomislav Štefanac, Ivana Milković, Aleksandar Krištek, Milijan Ivezić, Tomislav Hrpka, Inge Privora, Alan Čubrilo, Iva Ilakovac i Ivana Mišetić | 27. mart 2007      |
| Karolina je uhapšena zbog Zlatkovog ubistva i postaje glavna osumnjičena. Tina se probudila iz kome. Svi su potreseni zbog Zlatkove sudbine, a povrh svega Jureta privode kako bi potvrdili Karolininu izjavu da je u vreme kada je Zlatko izboden nožem bila sa njim. Jure je bio potresen pitanjem.Pojava Petre Novak. |                    |                 |                    | |                    |
| 543 | 148                | „Epizoda 3.148” | Dinko Paleka       | Josie Ward, Tomislav Štefanac, Ivana Milković, Aleksandar Krištek, Milijan Ivezić, Tomislav Hrpka, Inge Privora, Alan Čubrilo, Iva Ilakovac i Ivana Mišetić | 28. mart 2007      |
| Policija je porazgovarala sa Biserkom, Ivom i Igorom, ali nisu došli ni do kakvih podataka koji bi ih usmerili u pravcu ubice. Karolina je puštena usled nedostatka dokaza. Kod Dunje u salonu se ponovo pojavila stalna mušterija Patrik. Nešto kasnije mu je Franjo prodao jednu od zbirki iz „Zen kozmetike”. Dunja je dobila konkurenciju jer je još jedan frizerski salon otvoren u blizini njenog, ali se najviše potresla kada je otkrila da ga je otvorila osoba koju poznaje − Patrik.Pojava Petre Novak. |                    |                 |                    | |                    |
| 544 | 149                | „Epizoda 3.149” | Dinko Paleka       | Josie Ward, Tomislav Štefanac, Ivana Milković, Aleksandar Krištek, Milijan Ivezić, Tomislav Hrpka, Inge Privora, Alan Čubrilo, Iva Ilakovac i Ivana Mišetić | 29. mart 2007      |
| Dunja je izbacila Patrika iz salona, ali kada je saznala od Franja da je prodao Patriku kozmetiku iz „Zena”, Franjo je došao na zamisao da počnu da reklamiraju proizvode „Zena” u salonu kako bi povećali pazar. Nikola i Antun su počeli da usklađuju priče da bi mogli da se brane ako ih policija bude privela. Tina je zvala Antuna, ali je on grubo prekinuo vezu. Dok su sedeli u Nadinom kafiću, Biserki i Juretu je prišla Karolina, a događaji su doveli do toga da Biserka postavi pitanje Juretu od kog je ostao zatečen.Pojava Petre Novak. |                    |                 |                    | |                    |
| 545 | 150                | „Epizoda 3.150” | Dinko Paleka       | Josie Ward, Tomislav Štefanac, Ivana Milković, Aleksandar Krištek, Milijan Ivezić, Tomislav Hrpka, Inge Privora, Alan Čubrilo, Iva Ilakovac i Ivana Mišetić | 30. mart 2007      |
| Jureta je oblio hladan znoj, ali za džabe jer je Karolina rekla Biserki nešto što on uopšte nije očekivao. Tina je puštena iz bolnice. Kada je Borna otvorio kofer koji je njegova majka uzela iz Zlatkovih kola kad su ga bolničari odneli na nosilima, Karolina je videla da se unutra nalaze nekakvi spisi, a ne novac koji joj je on obećao. Nada je počela da razmišlja o tome da oprosti Marinku ono što je uradio, ali Luka i dalje ne želi. Igor je ozbiljno ušao u posao zabavljača dece i već ugovara nove nastupe. Kako bi proverili da li je zlatko sakrio novac negde u kući, Karolina je smislila kako će to da urade i to objasnila Borni. Nikola je priznao Ani šta se desilo između njega i Tine u razdoblju dok su bili raskinuli i čije je dete Tina nosila.Pojava Petre Novak. Poslednja stalna pojava Zlatka Fijana. |                    |                 |                    | |                    |
| 546 | 151                | „Epizoda 3.151” | Mirna Miličić      | Josie Ward, Tomislav Štefanac, Ivana Milković, Aleksandar Krištek, Milijan Ivezić, Tomislav Hrpka, Inge Privora, Alan Čubrilo, Iva Ilakovac i Ivana Mišetić | 2. april 2007      |
| Ana je u naletu besa izbacila Nikolu iz kuće. Kada su je Marijana i inspektor ispitali, Tina je saznala sa kim je Zlatko hteo da pobegne u Španiju. U besu je izvređala Karolinu i otišla. Marinko je došao kod Luke na ispovedanje, ali Luka nije hteo da ga sluša. Antun je rekao inspektoru gde je bio u vreme Zlatkovog ubistva. Kada je došla u Zlatkovu kuću, Tina je naletela na Anin gnev.Pojava Petre Novak. |                    |                 |                    | |                    |
| 547 | 152                | „Epizoda 3.152” | Mirna Miličić      | Josie Ward, Tomislav Štefanac, Ivana Milković, Aleksandar Krištek, Milijan Ivezić, Tomislav Hrpka, Inge Privora, Alan Čubrilo, Iva Ilakovac i Ivana Mišetić | 3. april 2007      |
| Posle kraćeg raspravljanja sa Anom, Tina je pobledela kada je na stepeništu ugledala Gabrijelu, a Gabrijela joj je ispričala šta se u stvari desilo u bolnici kada joj je aparat za disanje bio isključen i ko ga je isključio, a Ana je svaku reč potvrdila. Posle otkrića DNK ispitivanja oko toga ko je otac Tininog deteta, Marijana je skinuta sa slučaja Zlatkovog ubistva zbog pristrasnosti. Kada je preslušala kasetu u radiju koji joj je ostavio, Nada je sa Lukom odjurila na železničku ispostavu kako bi sprečila Marinka da ode iz Hrvatske. Njih dvoje su se pomirili. |                    |                 |                    | |                    |
| 548 | 153                | „Epizoda 3.153” | Mirna Miličić      | Josie Ward, Tomislav Štefanac, Ivana Milković, Aleksandar Krištek, Milijan Ivezić, Tomislav Hrpka, Inge Privora, Alan Čubrilo, Iva Ilakovac i Ivana Mišetić | 4. april 2007      |
| Marijana je pokušala argumentima da utiče na odluku svog nadređenog, ali nije uspela. Porodica i prijatelji su se okupili na Zlatkovoj sahrani, međutim, Gabrijela je na njoj napravila ispad. Jure jedini nije došao na sahranu jer mu je iskrsao posao u vinariji. Otkad je razgovarala sa Marijaninim nadređenim pre sahrane, Tinino ponašanje se potpuno promenilo. Dok je po Zlatkovom stanu tražila novac koji je on trebalo da joj da, Karolina je pretrnula jer se na vratima stana sa koferom u ruci pojavila Lidija.Pojava Petre Novak i Lidije Bauer. |                    |                 |                    | |                    |
| 549 | 154                | „Epizoda 3.154” | Mirna Miličić      | Josie Ward, Tomislav Štefanac, Ivana Milković, Aleksandar Krištek, Milijan Ivezić, Tomislav Hrpka, Inge Privora, Alan Čubrilo, Iva Ilakovac i Ivana Mišetić | 5. april 2007      |
| Karolina je otišla iz Zlatkovog stana uz svoj uobičajeni cinizam. Gabrijelu je policija odvela sa Zlatkove sahrane, a u policiji su Ani rekli da će je poslati u bolnicu. Dunja je otišla na poslovni sastanak. Porodica i prijatelji su se okupili u Zlatkovom stanu posle sahrane, a Borna je iskoristio gužvu kako bi malo pronjuškao po Zlatkovoj spavaćoj sobi i tom prilikom je morao da se sakrije u orman kada su Tina i Antun naišli i tada postao svedok nečeg bitnog.Pojava Petre Novak i Lidije Bauer. |                    |                 |                    | |                    |
| 550 | 155                | „Epizoda 3.155” | Mirna Miličić      | Josie Ward, Tomislav Štefanac, Ivana Milković, Aleksandar Krištek, Milijan Ivezić, Tomislav Hrpka, Inge Privora, Alan Čubrilo, Iva Ilakovac i Ivana Mišetić | 6. april 2007      |
| Posle svedočenje Tininom i Antunovom „činu”, Borna je izašao iz svog skrovišta i pronašao novac koji je Karolina tražila, ali je njoj rekao da ga nije našao i zadršao ga je za sebe. Franjo je van sebe zbog Dunjinog sastanka, a kada se ona vratila kući pijana i pokušala da vodi ljubav sa njim, stvar je prerasla u otvoreni sukob. Luka je razgovarao sa Petrom i shvatio da nju nešto tišti, ali ona ni za živu glavu nije htela da mu kaže o čemu se radi. Jakov se vratio u Zagreb.Pojava Petre Novak, Lidije Bauer i Jakova Barišića. |                    |                 |                    | |                    |
| 551 | 156                | „Epizoda 3.156” | Stanislav Tomić    | Josie Ward, Tomislav Štefanac, Ivana Milković, Aleksandar Krištek, Milijan Ivezić, Tomislav Hrpka, Inge Privora, Alan Čubrilo, Iva Ilakovac i Ivana Mišetić | 9. april 2007      |
| Luka je odlučio da otvori središte za mlade pa je pozvao Marinka da mu pomogne oko unutrašnjih radova, a Petra je rešila da mu pomogne oko uređenja. Tina se vratila na posao kod Ane. Dok je Jakov pokazivao Franju, Dunji i Angelini slike iz Beča, na računaru se slučajno pojavila jedna neugodna slika. Kada je sela sa Karolinom da porazgovaraju, Lidija je od nje čula nešto što joj Tina nije rekla.Pojava Petre Novak, Lidije Bauer i Jakova Barišića. |                    |                 |                    | |                    |
| 552 | 157                | „Epizoda 3.157” | Stanislav Tomić    | Josie Ward, Tomislav Štefanac, Ivana Milković, Aleksandar Krištek, Milijan Ivezić, Tomislav Hrpka, Inge Privora, Alan Čubrilo, Iva Ilakovac i Ivana Mišetić | 10. april 2007     |
| Lidija je na sve načine pokušala da razgovara sa Tinom, ali bezuspešno jer ona nije htela da je sluša. Zato se obratila za pomoć Jakovu koga je Tina pozvala da živi kod nje u Zlatkovoj kući. Borna je otišao da kupi kola i u salonu upoznao mladu i zgodnu radnicu. Dok su spavali u sreidštu za mlade, Nadu i Marinka je iz sna probudio provalnik.Pojava Petre Novak, Lidije Bauer i Jakova Barišića. |                    |                 |                    | |                    |
| 553 | 158                | „Epizoda 3.158” | Stanislav Tomić    | Josie Ward, Tomislav Štefanac, Ivana Milković, Aleksandar Krištek, Milijan Ivezić, Tomislav Hrpka, Inge Privora, Alan Čubrilo, Iva Ilakovac i Ivana Mišetić | 11. april 2007     |
| Marinko je uhvatio provalnika, ali kada mu je skinuo fantomku i shvatio ko je, on ga je pustio da pobegne. Jure i Luka su naišli u trenutku kada su Marinko i Nada gledali za provalnikom kako beži. Posle pretresa stana, Antun je dobrovoljno otišao u policiju kako bi dao iskaz u vezi pronađenih pantalona sa krvavim mrljama. Međutim, kasnije se vratio i rekao Marinaji da je pušten zbog nedostatka dokaza. Posle otvaranja Zlatkove oporuke, Biserka je u nasledstvo dobila dedovinu u Zagorju, Ana Zen, a Tina ostalu imovinu. Kada su nasamo ostale sa izvršiocem oporuke, Ana i Tina su od njega čule da je Zlatko napravio dug od 7 miliona evra.Pojava Petre Novak. |                    |                 |                    | |                    |
| 554 | 159                | „Epizoda 3.159” | Stanislav Tomić    | Josie Ward, Tomislav Štefanac, Ivana Milković, Aleksandar Krištek, Milijan Ivezić, Tomislav Hrpka, Inge Privora, Alan Čubrilo, Iva Ilakovac i Ivana Mišetić | 12. april 2007     |
| Tina je uspela da dođe do kakvog-takvog rešenja za dug uz pomoć Zlatkovog prijatelja Miljenka. Pošto mu je Nikola pročitao članak iz novina u kom piše da je Zlatko umro na Karolininim rukama, Jure je priznao Biserki da je on taj poslovni čovek sa kojim je ona bila u vreme Zlatkovog ubistva što je nju jako pogodilo. Borna je odlučio da uloži novac i tako dođe do veće svote za sebe, ali kada je otišao u salon kola i potražio devojku preko koje je upoznao ulagača, shvatio je da je prevaren i opljačkan.Pojava Lidije Bauer. |                    |                 |                    | |                    |
| 555 | 160                | „Epizoda 3.160” | Stanislav Tomić    | Josie Ward, Tomislav Štefanac, Ivana Milković, Aleksandar Krištek, Milijan Ivezić, Tomislav Hrpka, Inge Privora, Alan Čubrilo, Iva Ilakovac i Ivana Mišetić | 13. april 2007     |
| Bornino ponašanje se potpuno promenilo posle otkrića da je pre varen. Juretov i Biserkin odnos se jako zategao zbog njegovog priznanja da je bio sa Karolinom u vreme Zlatkovog ubistva. Međutim, brzo su se pomirili. Igor je odlučio da izvede Doru i Ivu u restoran, ali mu je Dora sakrila ključeve od kola. Marijana je navalila na Nikolu da kaže da je bio sa Antunom u vreme ubistva, ali je Nikola dobrovoljno otišao u policiju gde su mu uzeti otisci prstiju posle čega je poslat u istražni zatvor.Pojava Petre Novak, Lidije Bauer i Jakova Barišića. |                    |                 |                    | |                    |
| 556 | 161                | „Epizoda 3.161” | Milivoj Puhlovski  | Josie Ward, Tomislav Štefanac, Ivana Milković, Aleksandar Krištek, Milijan Ivezić, Tomislav Hrpka, Inge Privora, Alan Čubrilo, Iva Ilakovac i Ivana Mišetić | 16. april 2007     |
| Nikola je u pritvoru, a policija je pretresla Jakovov stan i tamo pronašla Nikolin vojnički nož i pištolj. Lidija je srela Antuna dok ga je Tina ispraćala iz kuće i shvatila ko je on. Franjo se dogovorio sa Dunjom da odu na večeru kod Nade u kafić, međutim, kako se ona nije pojavila tamo sat vremena, on je otišao u salon i zatekao je kako je Patrik frizira. Dok je inspektor Majetić saslušavao Nikolu u zatvorskoj ćeliji i izneo neke delimično tačne činjenice o njemu, Nikola mu je rekao da su vojnički nož i dete koje je Tina nosila i pobacila njegovi.Pojava Lidije Bauer i Jakova Barišića. |                    |                 |                    | |                    |
| 557 | 162                | „Epizoda 3.162” | Milivoj Puhlovski  | Josie Ward, Tomislav Štefanac, Ivana Milković, Aleksandar Krištek, Milijan Ivezić, Tomislav Hrpka, Inge Privora, Alan Čubrilo, Iva Ilakovac i Ivana Mišetić | 17. april 2007     |
| Marijana je obišla Nikolu, a onda je razgovarala sa Antunom o tome zbog čega je on dobrovoljno u zatvoru. Franja sve više hvata pometnja oko novonastalog dunjinog i Patrikovog odnosa. Borna razmišlja da kupi nekretnine na moru pa je tražio novac od Karolina na pozjamicu. Nada je pozvala Jureta i Biserku na ručak kod sebe i Marinka. Biserka je trljala Juretu na nos njegovo davanje pokrića Karolini. Kada se vratio kući i počeo da razgovara sa Marijanom o novonastaloj stvari u vezi Nikole i Antuna, Igora je Marijana iznenada poljubila.Pojava Petre Novak, Lidije Bauer i Jakova Barišića. |                    |                 |                    | |                    |
| 558 | 163                | „Epizoda 3.163” | Milivoj Puhlovski  | Josie Ward, Tomislav Štefanac, Ivana Milković, Aleksandar Krištek, Milijan Ivezić, Tomislav Hrpka, Inge Privora, Alan Čubrilo, Iva Ilakovac i Ivana Mišetić | 18. april 2007     |
| Marijana i Igor su odlučili da ostanu samo prijatelji. Juretov i Biserkin odnos uopšte nije krenuo da se popravlja što se videlo i kada su igrali društvenu igru sa Nadom i Marinkom. Patrik je napunio glavu Ani da je Franjo vara sa njenom čistačicom Tatjanom. Lidija je počela polako da opušta Tinu i da je smiruje, a Tina joj je priznala da je Zlatko pokušao da je ubije. Ana je obišla Nikolu u zatvoru, a posle majku u bolnici. Kasije je inspektor Majetić zakucao Ani i Tini na vrata i obavestio ih da je neko priznao Zlatkovo ubistvo.Pojava Lidije Bauer. |                    |                 |                    | |                    |
| 559 | 164                | „Epizoda 3.164” | Milivoj Puhlovski  | Josie Ward, Tomislav Štefanac, Ivana Milković, Aleksandar Krištek, Milijan Ivezić, Tomislav Hrpka, Inge Privora, Alan Čubrilo, Iva Ilakovac i Ivana Mišetić | 19. april 2007     |
| Ani je rečeno da je Gabrijela priznala Zlatkovo ubistvo. Nikola je pušten iz pritvora posle čega su se on i Antun pomirili. Lidija je pokazala Karolini prsten Stjepanova majke koji joj je on dao. Jure i Biserka su se pomirili. Luka traži pokrovitelja za svoje udruženje za mlade pa je Karolina rešila da mu "nabaci" Jureta. Lidija je rekla Tini da ju je Stjepan zaprosio i da će se udati posle čega se vratila u Francusku. Taman kada je odlučila da se opusti u kupki sa Antunom, Tini je na vrata došao čovek kome Zlatko duguje pola miliona evra.Pojava Petre Novak i Jakova Barišića. Poslednja pojava Lidije Bauer. |                    |                 |                    | |                    |
| 560 | 165                | „Epizoda 3.165” | Milivoj Puhlovski  | Josie Ward, Tomislav Štefanac, Ivana Milković, Aleksandar Krištek, Milijan Ivezić, Tomislav Hrpka, Inge Privora, Alan Čubrilo, Iva Ilakovac i Ivana Mišetić | 20. april 2007     |
| Nakon što je uspela da izbaci mafijaša iz kuće, on je Tinu počeo da progoni po celom gradu u vidu slučajnih susreta. Čak ju je jednom toliko uplašio da je ona brzo pozvala taksi, a kada je u njega sela shvatila je da je ta kola poslao on pre pravog taksija. Bruno Majetić je rekao Marijani da je spreman da zaključi slučaj, ali deluje kao da mu tu nešto ne štima. Petra je pozvala Karolinu da se vrati kući. Od muke zbog prevarom oduzetog novca, Borna je počeo da pije. Dunja je shvatila da je trudna i odmah je radosnu vest podelila sa Angelinom i Franjom. Ana je došla kod majke u bolnicu, ali joj je tamo rečeno da je policija zabranila bilo kakve posete i da će je prebaciti u drugu bolnicu. Kada je otvorio ulazna vrata kuće, Borna je na pragu zatekao Anu.Pojava Petre Novak i Jakova Barišića. |                    |                 |                    | |                    |
| 561 | 166                | „Epizoda 3.166” | Dinko Paleka       | Josie Ward, Tomislav Štefanac, Ivana Milković, Aleksandar Krištek, Milijan Ivezić, Tomislav Hrpka, Inge Privora, Alan Čubrilo, Iva Ilakovac i Ivana Mišetić | 23. april 2007     |
| Ana je ponovo spavala sa Bornom. Tinu je mafijaš Čarli kome Zlatko duguje novac doveo u svoj striptiz bar. Franjo i Dunja su blistali od sreće što će ponovo postati roditelji, ali ta sreća kratko je trajala − test koji je dunja uradila pokazao je negativan nalaz. Kod Iva i Igora je nastala pometnja kada su shvatili da se Antun sa njihovom ćerkom dorom još nije vratio kući. Kada se vratio kući, Igor je pucao od besa, dok je Antun blistao od sreće − dobio je posao dostavljača pice u Nadinom kafiću od Marinka. Karolina je saopštila Borni vest da ju je Petra pozvala da se vrati kući, međutim, Borna i nije bio nešto preterano veseo povodom toga. Posle popijene čaše vode od jedne Čarlijeve konobarica, Tina je pala u nesvest i kasnije se probudila u odeći za striptizete posle čega joj je Čarli rekao da će novac koji mu Zlatko duguje odraditi na "štajge".Pojava Petre Novak i Jakova Barišića. |                    |                 |                    | |                    |
| 562 | 167                | „Epizoda 3.167” | Dinko Paleka       | Josie Ward, Tomislav Štefanac, Ivana Milković, Aleksandar Krištek, Milijan Ivezić, Tomislav Hrpka, Inge Privora, Alan Čubrilo, Iva Ilakovac i Ivana Mišetić | 24. april 2007     |
| Čarli je pustio Tinu uz uslov da mu do petka nabavi novac. Zbog toga je Tina otišla kod Karoline i zapretila joj da će joj poslati njegove uterivače dugova. U njihovu svađu se umešao Borna i shvatio u kakve je nevolje uvalio Tinu. Iva je navalila na Igora da kupi Dori nove cipele, ali je Igor izgubio novac u kladionici i ostao bez prebijene pare. Franjo i Dunja su potišteni zbog toga što je test na trudnoću i ovog puta bio negativan. Borna je rekao Karolini da zna za da je Zlatko stvarno imao novac koji duguje Čarliju. Nikola i Ana su zatekli Antuna u Tinu u veoma čudnom položaju. Luka je preporučio Igora jednoj gospođi da joj zabavlja decu na rođendanu. Kada je završio zabavljanje i kad je gospođa čiju je decu zabavljao otišla po sitno da mu plati, Igor je uzeo novčanik koji je ostavila i iz njega uzeo par krupnih novčanica, ali se u tom trenutku pojavila gospođa.Pojava Jakova Barišić. |                    |                 |                    | |                    |
| 563 | 168                | „Epizoda 3.168” | Dinko Paleka       | Josie Ward, Tomislav Štefanac, Ivana Milković, Aleksandar Krištek, Milijan Ivezić, Tomislav Hrpka, Inge Privora, Alan Čubrilo, Iva Ilakovac i Ivana Mišetić | 25. april 2007     |
| Igor je uzeo od gospođe i novac koji mu je ona dala kao platu. Antun je počeo da radi kod Nade kao dostavljač pica, ali ga je posle nekoliko dana Marinko vratio kući pijanog i zamolio Marijanu da ga otrezni kako bi mogao da se vrati na posao. Kada se požalila na Čarlija, Borna je odlučio da pomogne Tini − Čarliju je u gotovom dao trista hiljada evra, a ostatak duga je otplatio tako što je dogovorio saradnju između njega i Tininog "Adrijatika" kao novi suvlasnik. Biserka, Iva i Jure su došli na otvaranje dobrotvornog uduruženja za mlade koje je Lukino delo. Biserka je bila napeta je je tamo bila i Karolina. Igor se vratio kod gospođe čiju je decu zabavljao i obećao joj da će vratiti novac koji joj je uzeo, a kao nagradu je od nje dobio poljubac. Tokom otvaranja je došlo do napetosti između Jureta i Karoline kada mu je ona otvoreno zapretila poljupcem koji se među njima desio.Pojava Petre Novak. |                    |                 |                    | |                    |
| 564 | 169                | „Epizoda 3.169” | Dinko Paleka       | Josie Ward, Tomislav Štefanac, Ivana Milković, Aleksandar Krištek, Milijan Ivezić, Tomislav Hrpka, Inge Privora, Alan Čubrilo, Iva Ilakovac i Ivana Mišetić | 26. april 2007     |
| Jure je jasno stavio do znanja Karolini da među njima nema ničeg. Kasnije se izdrao na Nikolu jer je zakasnio na posao. Kada je Iva došla kod Igora, on je u Dorinim kolicima pronašao Lukinu brojanicu i napao je da se viđa sa njim. Franjo je smislio plan kako da Dunja sigurno ostane trudna, ali Dunja ne želi više da se muči time jer je jako umorna. Nada je odbila Antunu od plate jer je udario motorom u stub dok je raznosio picu. Jure je Biserki spremio kući iznenađenje, a kada je ona otvorila kutijicu koju joj je ostavio na stolu, umesto prstena pronašle je naušnice.Pojava Petre Novak. |                    |                 |                    | |                    |
| 565 | 170                | „Epizoda 3.170” | Dinko Paleka       | Josie Ward, Tomislav Štefanac, Ivana Milković, Aleksandar Krištek, Milijan Ivezić, Tomislav Hrpka, Inge Privora, Alan Čubrilo, Iva Ilakovac i Ivana Mišetić | 27. april 2007     |
| Biserkin i Juretov odnos se još više zategao posle naušnica, a pogotovo kada joj je on sam priznao da ga je Karolina poljubila u vinariji onaj dan kada je Zlatko ubijen. Tokom začikavanja Jakovljevog dečka Svena, Franjo je pao na Angelininog mačka Teslu i povredio ga zbog čega su on i Sven morali da ga hitno odvedu kod veterinara. Igor je priznao Ivi da je jako ljubomoran kada je vidi u Lukinom društvu zbog čega je Iva saopštila Luki da će biti najbolje da se neko vreme ne viđaju. Posle pijenja kod Nade u kafiću i povratka u stan, Jure je otkrio da je Biserka spremila sve njegove stvari i stavila ih u kofere. Dok je radio za računarom u udruženju za mlade, Luku je neko otpozadi udario u glavu.Pojava Petre Novak i Jakova Barišića. |                    |                 |                    | |                    |
| 566 | 171                | „Epizoda 3.171” | Mirna Miličić      | Josie Ward, Tomislav Štefanac, Ivana Milković, Aleksandar Krištek, Milijan Ivezić, Tomislav Hrpka, Inge Privora, Alan Čubrilo, Iva Ilakovac i Ivana Mišetić | 30. april 2007     |
| Petra je pronašla Luku i obavestila Ivu šta se desilo, a potom su ga odvele kod Marinka i Nade. Lekar je utvrdio da je Luka udaren bokserom u potiljak i prošao sa lakšim potresom mozga. Sumnja za napad je odmah pala na Igora pa je on otišao kod Petre i sukobio se sa njom misleći da je ona raširila priču o tome. Kasnije je uhvatio Marijanu kako mu pretresa stvari u potrazi za bokserom. Jure više ne živi sa Biserkom i Ivom. Franjo je spremio Dunji romantičnu večeru, ali je od Angeline saznao da je ona ostala u salonu, a kada je tamo došao, video je Patrika kako joj objašnjava kako se najbolje prave frizure pa ga je u nastupu ljubomore i besa izbacio iz salona tokom čega mu je priklještio ruku vratima.Pojava Petre Novak i Jakova Barišića. |                    |                 |                    | |                    |
| 567 | 172                | „Epizoda 3.172” | Mirna Miličić      | Josie Ward, Tomislav Štefanac, Ivana Milković, Aleksandar Krištek, Milijan Ivezić, Tomislav Hrpka, Inge Privora, Alan Čubrilo, Iva Ilakovac i Ivana Mišetić | 1. maj 2007        |
| Franjo se izvinio Patriku za to što mu je priklještio ruku i time mu onemogućio da učestvuje na takmičenju frizera. Dunja se naljutila na Franja zbog toga, a Patrik ju je naterao da počne da vežba kako bi se takmičila umesto njega. Marijana je ispričala Brunu za posetu koju je primila pre neki dan i da bi to možda moglo da ima veze sa napadom na Luku. Marinko je počeo da širi spisak osumnjičenih, a prvo stajalište u tome mu je bilo Igor. Biserka je i dalje ljuta na Jureta i ne želi više ni da priča sa njim. Karolina je bila u poseti kod nje i objasnila joj da između nje i Jureta nema ništa i da je ona njega poljubila, a ne on nju, međutim, Biserka je bila odlučna da raskrsti jednom za svagda sa Juretom. Marijana je otišla kod čoveka za koga sumnja da je možda pretukao Luku i tamo pronašla ono što je tražila − bokser kojim je on udaren u glavu s' leđa. |                    |                 |                    | |                    |
| 568 | 173                | „Epizoda 3.173” | Mirna Miličić      | Josie Ward, Tomislav Štefanac, Ivana Milković, Aleksandar Krištek, Milijan Ivezić, Tomislav Hrpka, Inge Privora, Alan Čubrilo, Iva Ilakovac i Ivana Mišetić | 2. maj 2007        |
| Marijana je završila vezana za radijator u rasturačevoj kući. Ivi postaje teško da živi sa Biserkom jer ona samo gleda svoju seriju i ništa drugo je ne zanima. Dunja se sprema za frizersko takmičenje, a u tome joj pomaže Patrik. Kada je od Ive saznao gde je Luka, Igor je odjurio u udruženje i tamo ispitao Luku o rasturaču koga je ranije strpao u zatvor. Kada je dobio potrebne podatke o tome gde rasturač živi, Igor je otišao tamo prerušen u šaljivdžiju kako bi video da li je Marijana tamo. Kada je prilikom prepucavanja od Tine saznala koliko je novca Borna uložio u posao sa muzičkom produkcijom, Karolina se sukobila sa sinom i saznao da je on uzeo Zlatkov novac koji posle ubistva nikada nije bio pronađen. |                    |                 |                    | |                    |
| 569 | 174                | „Epizoda 3.174” | Mirna Miličić      | Josie Ward, Tomislav Štefanac, Ivana Milković, Aleksandar Krištek, Milijan Ivezić, Tomislav Hrpka, Inge Privora, Alan Čubrilo, Iva Ilakovac i Ivana Mišetić | 3. maj 2007        |
| Karolina je bila zatečena Borninim reagovanjem na njeno otkriće o novcu. Igor je uspeo da savlada rasturača i oslobodi Marijanu, a policija je odradila ostali deo posla. Marinko i Nada su bili ljuti što je policije uopšte bila pustila iz zatvora. Igor je zbog svog čina ispao pravi junak. Ana se razbesnela jer njen zastupnik nije uspeo ništa da uradi po pitanju Gabrijelinog boravka u bolnici. Borna je predložio Tini da bi mogla ponovo da peva. Karolina se sastala sa inspektorom Majetićem prilikom čega mu je rekla da se Tina već zabavlja sa Antunom. Nikola je predložio Juretu da pronađu nekoga za Biserkino mesto u vinariji. Luka se učlanio u bokserski klub kako bi naučio da se brani. Biserka i Iva su otišle u Zagorje u porodičnu kuću kako bi je spremili za prodaju. Kada je u toku noći čula neke zvukove u kući, Biserka je uzela očevu lovečku pušku u ruke i zbog trzaja opalila, ali je previ potres usledio kada je videla da je osoba koju je pogodila u ruku bio u stvari Jure.Pojava Jakova Barišića. |                    |                 |                    | |                    |
| 570 | 175                | „Epizoda 3.175” | Mirna Miličić      | Josie Ward, Tomislav Štefanac, Ivana Milković, Aleksandar Krištek, Milijan Ivezić, Tomislav Hrpka, Inge Privora, Alan Čubrilo, Iva Ilakovac i Ivana Mišetić | 4. maj 2007        |
| Iako ranjen, Jure je uspeo da zaprosi Biserku, a ona je pristala. Posle povratka u stan iz bolnice, Jure je bio pomalo čudan zbog dejstva analgetika. Luka je krenuo na časove iz samoodbrane. Franjo se požalio Dunji da mu nedostaje na šta je ona objasnila da nisu deca i da moraju da rade. Dok su kod Nade u kafiću proslavljali Biserkinu i Juretovu veridbu, Biserka je natrljala na nos Karolini da se udaje. Tina je napravila proslavu povodom otvaranja svog novog preduzeća. Kada je Ana za to čula, ona je besna sa Nikolom došla tamo pa se tokom rvanja sa Tinom oko urne sa Zlatokvim pepelom urna otvorila, a pepeo izleteo napolje.Pojava Petre Novak i Jakova Barišića. |                    |                 |                    | |                    |
| 571 | 176                | „Epizoda 3.176” | Bernarda Fruk      | Josie Ward, Tomislav Štefanac, Ivana Milković, Aleksandar Krištek, Milijan Ivezić, Tomislav Hrpka, Inge Privora, Alan Čubrilo, Iva Ilakovac i Ivana Mišetić | 7. maj 2007        |
| Zbog događaja sa Zlatkovim pepelom i svađom sa Tinom, ana je odlučila da se preseli kod Nikole, Franja i Dunje. Nikola je kasnije došao po njene stvari. Petra i Antun su počistili nered, a Tina je kasnije prosula Zlatkov pepeo u šolju. Biserka i Jure su i dalje u ljubavnom zanosu povodom veridbe. Patrik i Dunja su se posvađali oko takmičenja, a kao znak izvinjenja, Patrik joj je doneo cveće i odveo ju je da prošetaju po parku na kom on dobija podstrek za svoje frizure. Franjo ih je pratio tokom celog puta i u parku ih je zatekao kako se ljube.Pojava Petre Novak i Jakova Barišića. |                    |                 |                    | |                    |
| 572 | 177                | „Epizoda 3.177” | Bernarda Fruk      | Josie Ward, Tomislav Štefanac, Ivana Milković, Aleksandar Krištek, Milijan Ivezić, Tomislav Hrpka, Inge Privora, Alan Čubrilo, Iva Ilakovac i Ivana Mišetić | 8. maj 2007        |
| U parko je nastala svađa oko toga ko je koga poljubio, a nakon Dunjinog odlaska se Franjo potukao pa ja policija morala da reaguje. Franjo i Dunja su se kasnije pomirili. Kod Lončarevih je nastala velika zbrka jer je Biserka zvala Ivu pomahnitala jer je izgubila prsten koji joj je Jure dao. Iva je preplašena naterala Igora da odu u hitnu pomoć da provere da ga Dora nije progutala, ali je ispalo da nije. Jure se potresao kada je od Biserke čuo da je izgubila prsten. Marijana i Antun su otišli na večeru u Nadin kafić, ali je Antunu večera "presela" pojavom inspektora Bruna Majetića. inspektor Majetić je razgovarao sa Tinom o Zlatkovom ubistvu, ali je Tina ostala pri svome da se "ne seća" ničega. Juretovu i Biserkinu potragu za prstenom je prekinuo dolazak policajca koji je rekao da je dobio prijavu za Juretovo ranjavanje.Pojava Petre Novak i Jakova Barišića. |                    |                 |                    | |                    |
| 573 | 178                | „Epizoda 3.178” | Bernarda Fruk      | Josie Ward, Tomislav Štefanac, Ivana Milković, Aleksandar Krištek, Milijan Ivezić, Tomislav Hrpka, Inge Privora, Alan Čubrilo, Iva Ilakovac i Ivana Mišetić | 9. maj 2007        |
| Jure i Biserka su uspeli da uvere policajca da je ranjavanje bilo obična nesreća i nesporazum, ali je jednim nesmotrenim potezom Biserka kod policajca izazvala sumnju da se radi, ne samo o nasilju u porodici, nego i o zanemarivanju deteta jer se pucnjava desila pred Ivinom ćerkom Dorom. Tina i Antun su vodili ljubav u muzičkom studiju. Dunja i Patrin su i zvanično prekinuli saradnju i obuku za takmičenje. Kada je shvatila ko je najverovatnije umešan u lažnu prijavu porodičnog nasilja, Biserka je besno odjurila kod Karoline i obračunala se sa njom. Kada je od majke saznala za policijsku posetu i uključivanju Službe za socijalni rad, Iva je zabrinuto zvala Igora. S' obzirom na stanje, Nada je zamolila Luku da pomogne Ivi. Iva je postala jako zabrinuta za stanje oko Dore, a jednim nesmotrenim postupkom je saznala za nešto što joj je Igor prećutao. Borna, Jakov i ostali su se okupili kako bi poslušali Tininu pesmu, ali je posle zvučnog snimka pesme počeo zvučni snimak Tininog i Antunovog vođelja ljubavi pa joj je Borna zapretio da će sve prijaviti policiji.Pojava Jakova Barišića. |                    |                 |                    | |                    |
| 574 | 179                | „Epizoda 3.179” | Bernarda Fruk      | Josie Ward, Tomislav Štefanac, Ivana Milković, Aleksandar Krištek, Milijan Ivezić, Tomislav Hrpka, Inge Privora, Alan Čubrilo, Iva Ilakovac i Ivana Mišetić | 10. maj 2007       |
| Iva je posumnjala da je Igor vara, a on je iz njenog ponašanja shvatio da je Klara na ivici da progovori. Tina je došla kod Antuna da porazgovaraju, ali se razgovor pretvorio u svađu i raskid. Dunja je predložila da joj Angelina bude model na takmičenju frizera. Marijana je ujutru zatekla pijanog Antuna na krevetu. Angelina je zamolila Bornu da pronađe Dunji model za takmičenje. Kada je kod Dunje čula za stanje u "Zen kozmetici", Karolina je otišla kod Ane i ponudila joj svoju pomoć, ali je ova to odbila. Kada je Igor na ulici napao Luku da mu se ne meša u vezu sa Ivom, Luka je rekao da zna za prevaru, ali je Igor počeo da likuje jer on ne može ništa da kaže zbog ispovedne tajne. Likovanje je dovelo do toga da Luka nabije Igora uza zid.Pojava Jakova Barišića. |                    |                 |                    | |                    |
| 575 | 180                | „Epizoda 3.180” | Bernarda Fruk      | Josie Ward, Tomislav Štefanac, Ivana Milković, Aleksandar Krištek, Milijan Ivezić, Tomislav Hrpka, Inge Privora, Alan Čubrilo, Iva Ilakovac i Ivana Mišetić | 11. maj 2007       |
| Luka je shvatio da zbog ispovedne tajne ne može ništa da kaže Ivi. Borna je došao da se izvini Angelini i iskoristio je priliku da je pozove na večeru kod sebe. Tina je dala Jakovu posao marketinškog direktora. Biserka je jako zabrinuta zbog razgovora sa Službom za socijalni rad koji treba da se dogodi. Tina je došla do Borne da porazgovaraju, ali je tamo naletela na Karolinu. Iva, Biserka i Igor su otišli kod Nade da proslave dobijeni prvi set protiv Službe za socijalni rad. Bornino i Angelinino spremanje večere se pretvorilo u nešto više. Jakov je prihvatio Tininu ponudu za posao. Tokom doručka je Angelina načula Bornin i Petrin razgovor i on ju je strašno rastužio.Pojava Petre Novak i Jakova Barišića. |                    |                 |                    | |                    |
| 576 | 181                | „Epizoda 3.181” | Milivoj Puhlovski  | Josie Ward, Tomislav Štefanac, Ivana Milković, Aleksandar Krištek, Milijan Ivezić, Tomislav Hrpka, Inge Privora, Alan Čubrilo, Iva Ilakovac i Ivana Mišetić | 14. maj 2007       |
| Borna je ostao prinuđen da reši ono što je sam zakuvao. Iva je rekla Biserki i Igoru da je dobila ponudu da bude model Dunji. Jakov je pristao da radi Tini omot za CD. Posle su poslušali njenu prvu pesmu posle čega je Jakov izneo na čemu bi trebalo da se doradi. Karolina je počela da popravlja u "Zenu" ono što se popraviti može. Dunja je počela da vežba na Ivi. Jakov i Borna su ostali zatečeni Tininim izborom odeće za slikanje za omot CD-a. Nikola je zatekao Karolinu kako radi u "Zenu" i od nje je dobio jedan koristan savet. Kada je na groblju videla Tinu kako se slika za omot CD-a, Ana ju je oštro napala kako vređa uspomenu na Zlatka.Pojava Petre Novak i Jakova Barišića. |                    |                 |                    | |                    |
| 577 | 182                | „Epizoda 3.182” | Milivoj Puhlovski  | Josie Ward, Tomislav Štefanac, Ivana Milković, Aleksandar Krištek, Milijan Ivezić, Tomislav Hrpka, Inge Privora, Alan Čubrilo, Iva Ilakovac i Ivana Mišetić | 15. maj 2007       |
| Na groblju je izbila žučna rasprava. Karolina je pokrenula novu kampanju za "Zen kozmetiku". Iva i Igor su otkrili da Dora ima vatru pa su krenuli kod lekara. Dora je dobila boginje pa se Biserka zabrinula da ne pređu na Jureta. Jakov je otišao da se izvini Ani, ali se to nije završilo dobro. Antun se požalio Marinku da zbog broja narudžbina ne može da postigne da raznese sve pice. Iva zbog boginja nije mogla da bude model Dunji pa je Dunja počela da traži novi model i prvo se obratila Ani. U kući su počeli da se javljaju neki čudni zvuci pa se Tina požalila Jakovu da misli da je Zlatkov duh proganja.Pojava Petre Novak i Jakova Barišića. |                    |                 |                    | |                    |
| 578 | 183                | „Epizoda 3.183” | Milivoj Puhlovski  | Josie Ward, Tomislav Štefanac, Ivana Milković, Aleksandar Krištek, Milijan Ivezić, Tomislav Hrpka, Inge Privora, Alan Čubrilo, Iva Ilakovac i Ivana Mišetić | 16. maj 2007       |
| Dunja je ponovo zamolila Angelinu da joj bude model. Jure i Biserka su privremeno prešli kod Nade i Marinka dok Iva i Dora ne ozdrave. Kada je videla bele mrlje na svojim slikama koje je Jakov napravio, Tina je postala još više uverena da je Zatkov duh proganja. Nada je priznala Biserki prošlost koju deli sa Marinkom. Dunja i Angelina su odveli Angelinu na takmičenje, a ona je tamo shvatila da je ona taj model. Tina je pozvala Antuna da dođe, ali je on odbio. Kasnije je Antun ipak došao kod Tine. Dunjino takmičenje je počelo i na kraju je pobedila, ali joj je nagrada oduzeta.Pojava Petre Novak i Jakova Barišića. |                    |                 |                    | |                    |
| 579 | 184                | „Epizoda 3.184” | Milivoj Puhlovski  | Josie Ward, Tomislav Štefanac, Ivana Milković, Aleksandar Krištek, Milijan Ivezić, Tomislav Hrpka, Inge Privora, Alan Čubrilo, Iva Ilakovac i Ivana Mišetić | 17. maj 2007       |
| Dunja je diskvalifikovana zbog Patrikove spletke. Marinko je otkrio Nadi i Luki odakle poznaje čoveka koga su nedavno sreli. Borni je postalo čudno Angelinino ponašanje. Tina je i dalje u strahu. Igor je počeo da brine o Ivi i Dori zbog boginja. Petra je dovela Luku da pomogne Tini. Iva se ponovo naljutila jer je otkrila da je Igor usput na putu u apoteku svratio i u kladionicu. Angelina je prihvatila Bornin drugi poziv na večeru. Igor i Iva su se ponovo pomili kada se ona njemu izvinila. Angelina je došla kod Borne na večeru, međutim, Borna je napravio jedan potez zbog koga je dobio koleno u mošnice.Pojava Petre Novak i Jakova Barišića. |                    |                 |                    | |                    |
| 580 | 185                | „Epizoda 3.185” | Milivoj Puhlovski  | Josie Ward, Tomislav Štefanac, Ivana Milković, Aleksandar Krištek, Milijan Ivezić, Tomislav Hrpka, Inge Privora, Alan Čubrilo, Iva Ilakovac i Ivana Mišetić | 18. maj 2007       |
| Dunja i Franjo su dan posle takmičenja odlučili da provedu u krevetu, ali im je idilu prekinuo Jakov koji je pristao da ima napravi sendviče za 50 kuna po komadu. Borna se izjadao Jakovu za svoje neuspelo veče sa Angelinom, a Jakov je rešio da objasni Angelini Bornino ponašanje. Tina je rešila da izgladi odnose sa Anom, ali je nije našla kući jer je otišla u "Zen" pa se odmah zaputila tamo, ali je tamo naletela na Karolinu pa su jedna drugoj udarila šamar pa ju je Ana izbacila na polje. Borna je došao da se izvini Angelini, ali se izvinjavanje pretvorilo u još veću svađu. Nikola je otišao kod Tine i saznao šta je bilo u "Zenu", a njihov topli razgovor je ostao zapečaćen poljupcem.Pojava Jakova Barišića. |                    |                 |                    | |                    |
| 581 | 186                | „Epizoda 3.186” | Dinko Paleka       | Josie Ward, Tomislav Štefanac, Ivana Milković, Aleksandar Krištek, Milijan Ivezić, Tomislav Hrpka, Inge Privora, Alan Čubrilo, Iva Ilakovac i Ivana Mišetić | 21. maj 2007       |
| Nikola je prekinuo poljubac, a po Jakovovom dolasku je uzeo Anin pribor za slikanje i otišao. Tina je posle Jakovu ispričala šta se desilo kada je došla u "Zen" da izgladi odnos sa Anom. Petra je odlučila da odnese neke stare knjige u Lukin klub za mlade. Marinku nije bilo drago što Nada "izrabljuje" Biserku radom u kafiću, ali je Nada objasnila da je Biserka sama htela da pomogne. Karolina i Ana su polako počele da dižu "Zen kozmetiku" na noge. Angelina je napravila Dunji i Franju štrudle pa je otišla u bioskop. Nikola je pokušao da ubedi Anu da je Tini sada najteže jer nema nikoga. Marinko je uzeo film iz video-kluba, ali se ispostavilo da nije onakakav kakav je on mislio da je. Posle "napornog" dana su svi otišli da spavaju, a Marinko je ušao u kupatilo i razmaknuo zavese na tuš-kabini misleći da je Nada unutra. Na opšte neprijatno iznenađenje, unutra je bila Biserka.Pojava Petre Novak i Jakova Barišića. |                    |                 |                    | |                    |
| 582 | 187                | „Epizoda 3.187” | Dinko Paleka       | Josie Ward, Tomislav Štefanac, Ivana Milković, Aleksandar Krištek, Milijan Ivezić, Tomislav Hrpka, Inge Privora, Alan Čubrilo, Iva Ilakovac i Ivana Mišetić | 22. maj 2007       |
| Marinko je postiđen izašao iz kupatila i bilo mu je neprijatno. Ivi nije bilo drago što je Igor kupio namirnice u samoposluzi u kojoj je skuplje. Nada je počela da sumnja da je neko potkrada, a Marinko je ubeđuje da umišlja. Biserka je malo "isekla" Jureta kada mu je rekla da joj je Marinko upao u kupatilo dok se tuširala i kada je dodala da ga je pozvala da joj se pridruži. Borna je došao kod Angeline i Dunje u salon kako bi se izvinio Angelini, a Dunja je uspela da im malo otopli odnos. Iva i Dora su ozdravile pa je Biserka rekla Juretu da mogu da se vrate kući. Angelinina slika je izašla u novinama, ali njoj to nije drago što je postala poznata. Dunja, Franjo i Angelina su krenuli na koncert, ali se Angelina predomislila kada je otkrila da ide i Borna pa je ostala kući, a Borna je ostao sa njom. Kada je kasnije kolima krenuo od nje, Borna je udario nešto, ali mu je laknulo kada je shvatio da nije ništa ozbiljno, ali je taj osećaj kratko trajao kada je Angelina izašla i počela da doziva svog mačka Teslu, a Borna je tada na svoje zaprepašćenje shvatio koga je zgazio.Pojava Jakova Barišića. |                    |                 |                    | |                    |
| 583 | 188                | „Epizoda 3.188” | Dinko Paleka       | Josie Ward, Tomislav Štefanac, Ivana Milković, Aleksandar Krištek, Milijan Ivezić, Tomislav Hrpka, Inge Privora, Alan Čubrilo, Iva Ilakovac i Ivana Mišetić | 23. maj 2007       |
| Borna je uspeo da izvede da Angelina ne shvati da je on zgazio Teslu. Antun je pred Marijanom, Nikolom i Igorom izjavio da je sa Tinom zauvek završio. Ana se sastala sa Jakovovim prijateljem koji je vlasnik ateljea kako bi videla da li će izložiti njene slike i on je pristao. Nada je našla novac koji je nedostajao koji je neko vratio. Posle je otkrila da ga je pozajmio njen konobar, a Marinko je to potvrdio. Angelina i Borna su sahranili Teslu, ali su platili kaznu zbog neovlašćenog sahranjivanja kućnog ljubimca. Antun je upoznao Megi, devojku za koju ne zna kakve sve tajne nosi sa sobom. Tina je odlučila da napravi predstavljanje svoje nove pesme u Juretovoj vinariji, ali Borna misli da on to neće dozvoliti. Franjo je rešio da pomogne u otkrivanju krivca za Teslino gaženje. Dok su sedeli u stanu, svi su čuli mjaukanje pred vratima, a Angelina je na svoju veliku radost tamo zatekla Teslu. Borni je laknulo što je zgazio nekog potpuno drugog mačka. Dok se u kolima ljubio sa Megi, Antunu je na vetrobran zalupalo lice koje mu je dobro poznato, a najveće zaprepašćenje je doživeo kada je shvatio da je to lice Megin otac − Bruno.Pojava Jakova Barišića. |                    |                 |                    | |                    |
| 584 | 189                | „Epizoda 3.189” | Dinko Paleka       | Josie Ward, Tomislav Štefanac, Ivana Milković, Aleksandar Krištek, Milijan Ivezić, Tomislav Hrpka, Inge Privora, Alan Čubrilo, Iva Ilakovac i Ivana Mišetić | 24. maj 2007       |
| Antun se nevoljno rastao od Megi, ali mu je ona rekla da je pozove. Kada je shvatila da je Borna zamalo zgazio Teslu, Angelina ga je izbacila iz stana. Bruno je razgovarao sa Marijanom i upozorio je da Antun i Megi ne bi bili dobra kombinacija zbog svojih problematičnih ponašanja. Jure je pristao da se predstavljanje Tinine pesme održi kod njega u vinariji, ali je u pola pesme Tina izletela iz vinarije, međutim, Borna i Jure su uspeli da izvuku stvar. Igor se vratio kod Antuna i Marijane, a Antun je morao da ga izgura u drugu sobu jer je Megi došla. Tina i Nikola su razgovarali u vinariji posle predstavljanja, a Ana je u kuću svoje babe i dede primila posetu od Jakovovog prijatelja koji je vlasnik ateljea. Kada su bili na ivici da počine preljubu, Nikola se odupreo tome zbog Ane, ali Ana nije mogla da odoli čarima vlasnika ateljea.Pojava Petre Novak i Jakova Barišića. |                    |                 |                    | |                    |
| 585 | 190                | „Epizoda 3.190” | Dinko Paleka       | Josie Ward, Tomislav Štefanac, Ivana Milković, Aleksandar Krištek, Milijan Ivezić, Tomislav Hrpka, Inge Privora, Alan Čubrilo, Iva Ilakovac i Ivana Mišetić | 25. maj 2007       |
| Ana se potpuno promenila odkad se vratila iz Zagorja što su jedino Jakov i Tina primetili, a Tina je to iskoristila kako bi Nikoli natuknula da ga Ana možda vara. Kod Dunje i Angelina u salon je došla jedna devojka, inače učenica Srednje frizerske škole, kako bi joj se napravila frizura kakvu je Angelina imala na "Zlatnom fenu", a kasnije je dovela i još tri svoje drugarice na istu frizuru. Kada je kod Ive i Dore ugledao Luku, Igor ga je posle "posetio" kod Nade u kafiću i besno mu stavio do znanja da mu se ne mota oko nevenčane supruge i deteta. Marinko je kasnije rekao Luki da će kad-tad morati da se uhvati u koštac sa svojom ljubavlju prema Ivi. Bruno i Marijana su razgovarali o Antunu i Megi kod Nade u kafani, a posle su otišli Igora u stan, međutim, tamo je došlo do nečeg što niko nije očekivao − prvo je Megi izletela iz spavaće sobe samo o gaćama i košulji, a za njom Antun u gaćama i njenom grudnjaku. Kada ga je jedan čovek zagradio na parkiranju, Luka ga je posle manjeg prepucavanja izvukao iz njegovih kola i navalio da ga tuče. Marinko je izašao iz kafića taman da vidi šta se dešava pa je pojurio da ih razdvoji.Pojava Jakova Barišića. |                    |                 |                    | |                    |
| 586 | 191                | „Epizoda 3.191” | Mirna Miličić      | Josie Ward, Tomislav Štefanac, Ivana Milković, Aleksandar Krištek, Milijan Ivezić, Tomislav Hrpka, Inge Privora, Alan Čubrilo, Iva Ilakovac i Ivana Mišetić | 28. maj 2007       |
| Marinko je stigao na vreme kako bi sprečio da Luka ne napravi još veću glupost i izvinio se čoveku koga je napao. Megi je posle kraćeg raspravljanja ipak otišla sa Brunom. Franjo je ponovo dobio kijavicu, a Dunja je na jedvite jade ubedila Angelinu da joj dozvoli da joj da povišicu. Posle dve "mukotrpne" kupovine, Angelina je od Dunje dobila slobodno popodne. Kasnije su njih dve otišle kod Nade u kafić gde su videle Bornu, a Dunja je sredila da njih dvoje provedu popodne sami. Kasnije je u Dunjin salon došao izvesni gospodin koji se raspitivao za Angelinu. Antun je nastavio da se viđa sa Megi. Tina je došla kod Nikole pa su zajedno večerali. Kada je Angelina došla u salon Dunji na "raport", u salonu se pojavio isti gospodin koji je rekao da je Angelinin suprug.Pojava Jakova Barišića. |                    |                 |                    | |                    |
| 587 | 192                | „Epizoda 3.192” | Mirna Miličić      | Josie Ward, Tomislav Štefanac, Ivana Milković, Aleksandar Krištek, Milijan Ivezić, Tomislav Hrpka, Inge Privora, Alan Čubrilo, Iva Ilakovac i Ivana Mišetić | 29. maj 2007       |
| Posle neprijatnog naletanja na supruga, Angelina je pobegla kući, a tamo nije ni obratila pažnju na Tinu i Nikolu koji su sedeli na trosedu. Tina je tokom večeri zaspala na Nikolinom krliu. Franjo i Dunja su otišli kod Nade u kafić, ali su na Dunjin nagovor odmah krenuli kući zbog Angeline. I Dunja i Franjo su bili u čudu zašto im Angelina nije rekla za supruga. Ana je ponovo popustila pred čarima Jakovovog prijatelja Dominika. Zbog toga što je uradio, Luka je doneo odluku da napusti svoju službu zbog bruke koju je naneo i njoj i Nadi i Marinku. Marinko je pokušao da se nagodi sa čovekom koga je Luka napao, ali se ubrzo razgovor pretrovio u otrovenu mržnju. Dunja i Franjo su počeli da štite Angelinu od njenog bivšeg supruga. Nikola je došao kod Ane i tamo je pronašao praznu flašu vina, a Ana je svaku njegovu sumjnu uspela da otkloni. Iva je bila malo uzdrmana Lukinom odlukom da napusti službu. Na vratima kafića se pojavio čovek koga je Luka napao i rekao njemu i Marinku da će podići tužbu protiv Luke zbog izgubljenog oka. |                    |                 |                    | |                    |
| 588 | 193                | „Epizoda 3.193” | Mirna Miličić      | Josie Ward, Tomislav Štefanac, Ivana Milković, Aleksandar Krištek, Milijan Ivezić, Tomislav Hrpka, Inge Privora, Alan Čubrilo, Iva Ilakovac i Ivana Mišetić | 30. maj 2007       |
| Marinko i Luka su se posle sukoba rastali od čoveka, a Nadino ubacivanje nije pomoglo. Kasnije se čovek vratio, a Marinko je uspeo da se nagodi i plati mu odštetu. Tina je zvala kafić i Ivi poručila picu samo da bi Antun došao, ali se ona neprijatno iznenadila kada je sa njim došla i Megi i rekla da mu je devojka. Posle Dunjinog i Franjovog odlaska na posao, Angelina je spremila svoje stvari i krenula da beži, ali je na vratima zatekla bivšeg supruga Nina pa je od njega dobila šamar. Ana i Dominik su vodili ljubav u kolima, ali je ona slučajnu dupetom stisnula sirenu što je probuidlo Nikolu pa su morali navrat-nanos da izađu i obukuse. Posle Dominikovog odlaska je i Nikola krenuo nazad za Zagreb, ali kola nisu htela da mu upale pa je zamolio Anu da mu pozajmi svoja. Kada je ona krenula da uzme ključ, na sedišti kola je ugledala svoje gaće koje je zaboravila od večeri ranije. |                    |                 |                    | |                    |
| 589 | 194                | „Epizoda 3.194” | Mirna Miličić      | Josie Ward, Tomislav Štefanac, Ivana Milković, Aleksandar Krištek, Milijan Ivezić, Tomislav Hrpka, Inge Privora, Alan Čubrilo, Iva Ilakovac i Ivana Mišetić | 31. maj 2007       |
| Ana je uspela da sakrije gaće izgovorom da ona odveze Nikolu nazad u Zagreb. Kada je Tina pozvala Megi da sa njom pojede picu, Antun se našao u nezgodnom položaju. Nino je hteo da odvede Angelinu na silu, ali se pojavio Franjo i izbacio ga iz stana. Dunja je Karolini rekla za Angelinino stanje, a od nje je Borna saznao šta se dešava pa je pomogao Franju da oteraju njenog supruga siledžiju iz stana. Dok su bili kod Tine, Megi je shvatila da je Tina Zlatkova udovica, a Tina da je ona Brunova ćerka. Bruno je razgovarao sa Marijanom jer mu se Megi ne javlja i ne zna gde je. Tina je kiptela od ljubomore kada je Megi otišla u kupatilo, a dok je ona bila tamo, Tina je zbog zvonjave telefona uzela Antunu njenu torbicu i u njoj pronašla tabletice zbog kojih se Antun kasnije posvađao sa Megi pošto ih je Megi bacila u lavabo. Posle razgovora sa Brunom, Marijana je rekla Antunu da je Megi opasno bolesna jer ima ugrušak i da može svaki čas da umre. |                    |                 |                    | |                    |
| 590 | 195                | „Epizoda 3.195” | Mirna Miličić      | Josie Ward, Tomislav Štefanac, Ivana Milković, Aleksandar Krištek, Milijan Ivezić, Tomislav Hrpka, Inge Privora, Alan Čubrilo, Iva Ilakovac i Ivana Mišetić | 1. jun 2007        |
| Antun se jako rastužio na vest o Meginoj bolesti, a Igor je zatekao njega u Marijaninom zagrljaju tešenja. Angelina je rešila da da otkaz Dunji i ode iz Zagreba, međutim, Borna je rekao da će ga njegov zastupnik razapeti, a dok se razvod ne završi, Angelina će da se preseli kod njega pa će se posle vratiti kod Dunje i Franja. Antun je posetio Megi kako bi se uverio da li je priča o bolesti istinita. Jure je doneo poklone kući, a među njima je bila i prelepa lutka za Doru. Igor je zbog tog povoda bio vidno ljubomoran. Dok su Borna i Angelina sedeli kod Nade u kafiću, njihov sastanak je iznenada prekinula osoba koju bi Borna najradije izbrisao iz svog života − Čarli, čovek kome je Zlatko dužan novac, a koji je sada Bornin poslovni ortak. Igor je pokušao da zabavi Doru igranjem sa lutkom koju joj je Jure poklonio, međutim, to nije pošlo baš kako se on nadao. Jakov se vratio sa vikenda u Nemačkoj. Franjo je čuo neko šuškanje kod ulaznih vrata pa se "naoružao" tiganjem, ali je Dunjino upozorenje stiglo kasno jer je Franjo shvatio da je udario Jakova. Kasnije je Jakov od Dunje i Franja saznao za Angelinino stanje. Antunova veza sa Megi cveta. Po povratku kući, Borna je otkrio da Čarli ide na sastanak sa Karolinom.Pojava Jakova Barišića. |                    |                 |                    | |                    |
| 591 | 196                | „Epizoda 3.196” | Stanislav Tomić    | Josie Ward, Tomislav Štefanac, Ivana Milković, Aleksandar Krištek, Milijan Ivezić, Tomislav Hrpka, Inge Privora, Alan Čubrilo, Iva Ilakovac i Ivana Mišetić | 4. jun 2007        |
| Kada je čuo da Karolina ide u pozorište sa Čarlijem, Borna je pristao da ide u pozorište sa njima i sa sobom povede Angelinu kako bi sprečio da Čarli započne bilo kakvu priču sa njom. Kada su se vratili iz Zagorja u Zagreb, Nikola i Ana su saznali za Angelinino "bekstvo". Igor je izneo Ivi predlog da ona, Dora i on počnu da žive zajedno, međutim, Iva nije pristala na to zbog novčanog stanja. Istu stvar je i Nikola predložio Ani, međutim, ona se još nije odlučila. Dok su bili u pozorištu, Borna, Karolina, Angelina i Čarli su naleteli na Zlatkovog nekadašnjeg poslovnog ortaka Miljenka, a najveće iznenađenje je bilo to što se on i Čarli poznaju. Dunja i Franjo su mahnito krenuli da traže Teslu jer ga Franjo ceo dan nije nahranio. Marijana je zabrinuta jer Antun još nije rekao Megi da zna zanjenu bolest. Ana i Dominik su bili u kafiću na piću, a Iva je primetila da među njima ima nečega, ali nije ništa rekla Nikoli. Kada se Nikola vratio u atelje sa flašom vina po koju ga je Ana poslala, Dominika i nju je zatekao u nezgodnom položaju.Pojava Jakova Barišića. |                    |                 |                    | |                    |
| 592 | 197                | „Epizoda 3.197” | Stanislav Tomić    | Josie Ward, Tomislav Štefanac, Ivana Milković, Aleksandar Krištek, Milijan Ivezić, Tomislav Hrpka, Inge Privora, Alan Čubrilo, Iva Ilakovac i Ivana Mišetić | 5. jun 2007        |
| Ana je uspela da izvede kao da se radilo o njenim živcima zbog slikanja. Iva je porazgovarala sa Biserkom o Igorovom predlogu da žive zajedno. Iako su Jure i Marijana bili srećni što je Nikola kupio komad zemlje za sebe i Anu, Antun nije bio zadovoljan. Dok je razgovarao sa Čarlijem o poslu, Borna je dobio pesnicom u trbuh, a kada se vratio kući i kada je Angelina videla kakva mu je masnica ostala, zabrinula se da se nije potukao sa njenim suprugom. Marinko je objasnio Nadi da Luka gaji izvesna osećanja prema Ivi. Dunja i Franjo muku muče sa Teslom dok je Angelina kod Borne, a najveća teškoća im je bio sused koji je besan došao jer mu je Tesla oplodio mačku. Biserka je razgovarala sa Juretom o Igorovom predlogu da živi zajedno sa Ivom, a Jure je rekao da je to dobra zamisao jer bi i njih dvoje onda mogli da žive sami. Kada je videla prijateljski zagrljaj Ive i Luke, Iva je imala ispad ljubomore, a tokom istog je izgubila Doru. Karolina je zamolila Miljenka da joj kaže gde se nalazi Čarlijev klub kako bi otkrila kakav je to "poslovni" odnos između njega i Borne, a kada je saznala otišla je tamo da porazgovara sa njim, ali je naletela na njegovog telohranitelja, a potom i pomoćnicu.Pojava Petre Novak. |                    |                 |                    | |                    |
| 593 | 198                | „Epizoda 3.198” | Stanislav Tomić    | Josie Ward, Tomislav Štefanac, Ivana Milković, Aleksandar Krištek, Milijan Ivezić, Tomislav Hrpka, Inge Privora, Alan Čubrilo, Iva Ilakovac i Ivana Mišetić | 6. jun 2007        |
| Karolina je od Čarlija saznala kakav je njegov "poslovni" odnos sa Bornom. Borna je izmislio priču za Angelinu u vezi povrede. Franjo se naljutio na Dunju jer ona želi da odvedu Teslu na štrojenje zbog suseda i njegove mačke. Igor je došao kod Biserke, Ive i Jureta. Jure je tada predložio da im pokloni polog za kredit od banke za stan, a oni sami da ga otplaćuju. Iva nije bila baš za to, ali je Jure bio uporan. Iva je zatkela Igora u očajnom stanju posle njegovog još jednog radnog dana i prizor joj se uoopšte nije svideo. Od njega je tražila da se izvini Juretu. Tina je na lukav načina izvukla od Jakova podatke o Aninoj predstojećoj izložbi, međutim, Jakov ne želi da ona ide na izložbu. Franjo je pomogao Tesli u "bekstvu" od Dunjinog štrojenja. Angelinin suprug se ušunjao u vilu Novakovih, a kada je došao Borna nastala je tuča pa je Angelina supruga gurnula i on je pri padu udario glavu.Pojava Jakova Barišića. |                    |                 |                    | |                    |
| 594 | 199                | „Epizoda 3.199” | Stanislav Tomić    | Josie Ward, Tomislav Štefanac, Ivana Milković, Aleksandar Krištek, Milijan Ivezić, Tomislav Hrpka, Inge Privora, Alan Čubrilo, Iva Ilakovac i Ivana Mišetić | 7. jun 2007        |
| Kada se u vili iznenada pojavila Karolina, Borna i Angelina su zbog Angelininog vriska uspeli da izvedu da je vrisnula zbog pauka. Ivino i Igorovo raspravljanje o ozbiljnosti saživota i izvinjavanju Juretu nastavila. Borna je izvukao od Angeline podatke o njenom bivšem suprugu kako bi mu uterao strah u kosti da pusti Angelinu na miru. Jakov je ipak pristao da povede Tinu na Aninu izložbu, ali pod uslovom da ne pravi ispade. Borna je otišao kod Čarlija i obratio mu se za pomoć oko Angelininog supruga, a za uzvrat mu je ponudio nešto što nije mogao da odbije. Dan Anine izložbe je stigao. Među prisutnima bili su Biserka, Nikola, Franjo, Dunja i Tina. Jedino je Jakov bio u ulozi fotografa. Igor je došao u vinariju da se izvini Juretu zbog svog ispada. Iva je u sobi iznad kafića zatekla Luku i Doru kako igraju žmurke. Tina je na izložbi kipela od ljubomore prema Ani. Megi je došla kod Antuna. Borna je sa Čarlijem i njegovim telohraniteljem doven Angelininog supruga na jedan krov kako bi mu održali jedno predavavanje i naterali ga da potpiše hartije za razvod braka od Angeline, međutim, stanje je zamalo izmaklo kada jer je malo falilo da Čarli baci siledžiju sa krova. Iva se našla u čudu kada su u stan ušli Igor i Jure ponašanja kao da su najbolji drugovi. Angelina je iznenada došlla na krov, ali kada je siledžija već potpisao hartije. Tina je tokom izložbe učinila da izgleda kao da se oglasila protivpožarna uzbuna, a onda je namestila Nikoli da zatekne Anu i Dominika na gomili.Pojava Jakova Barišića.                                |                    |                 |                    | |                    |
| 595 | 200                | „Epizoda 3.200” | Stanislav Tomić    | Josie Ward, Tomislav Štefanac, Ivana Milković, Aleksandar Krištek, Milijan Ivezić, Tomislav Hrpka, Inge Privora, Alan Čubrilo, Iva Ilakovac i Ivana Mišetić | 8. jun 2007        |
| Nikola je besno iz leteo iz ateljea, a ana je u besu skinula sa zida svoj autoportret, bacila ga na pod i izgazila. Angelina se zbog onoga što se desilo na krovu spremila i otišla iz vile Novakovih. Dunja i Franjo su se spremili i krenuli kod njegovih roditelja. Kada se vratila kući, Biserka je zatekla Jureta i Igora polupijane. Od Ive je saznala da je Jure zaposlio Igora u vinariji da bude komercijalni direktor. Ana se posle raskida sa Nikolom preselila kod Lončarevih. Zbog toga što je saznao za njenu bolest a nije joj rekao, Megi je ljuta otišla od Antuna, ali se posle kraćeg vremena vratila da mu se izvini jer joj je jako stalo do njega. Čarli je Borni otkrio šta je bilo sa Nenom. Jakov je rekao Tini da zna šta je uradila na izložbi. Kasnije je Tina otišla kod Nikole. Iako je on bio besan, ipak se prepustio njoj. Luka se ispovedio. Kasnije je razgovarao sa Ivom, a ona je predložila da učine nešto što ne smeju.Pojava Jakova Barišića. |                    |                 |                    | |                    |
| 596 | 201                | „Epizoda 3.201” | Milivoj Puhlovski  | Josie Ward, Tomislav Štefanac, Ivana Milković, Aleksandar Krištek, Milijan Ivezić, Tomislav Hrpka, Inge Privora, Alan Čubrilo, Iva Ilakovac i Ivana Mišetić | 11. jun 2007       |
| Marinko je slučajno naleteo u pravom trenutku kako bi sprečio da Luka i Iva učine nešto što ne smeju. Tina i Nikola su vodili ljubav. Dunja i Franjo su se vratili sa puta i pre nego što su stigli u Bjelovar jer im je otišla lamela. Karolina i Petra su od Borne saznale da je Angelina otišla iz "izbeglištva" u vili. Jure i Biserka su počeli da prave planove za svadbu, a on je njoj prepustio uređenje iste. Angelina se vratila kod Dunje i Franja u stan. Borna je došao kod Čarlija i tamo uhvatio u padu jednu od njegovih igračica.. Marinko je počeo da radi kao direktor jednog od preduzeća njegovog druga Berislava. Jakov je i dalje ljut na Tinu zbog onoga što se desilo u ateljeu. Tina je došla kod Lončarevih kako bi se izvinila Ani, a Ana se razbesnela kao ris kada je shvatila da je ona upalila protivpožarnu uzbunu u ateljeu.Pojava Petre Novak i Jakova Barišića. |                    |                 |                    | |                    |
| 597 | 202                | „Epizoda 3.202” | Milivoj Puhlovski  | Josie Ward, Tomislav Štefanac, Ivana Milković, Aleksandar Krištek, Milijan Ivezić, Tomislav Hrpka, Inge Privora, Alan Čubrilo, Iva Ilakovac i Ivana Mišetić | 12. jun 2007       |
| Tinin i Anin razgovor se završio svađom posle koje je Tina otišla. Tina je posle Jakovu rekla za razgovor, a on time i nije bio zadovoljan. Borna je završio sastanak sa Čarlijem pa je posle rekao Karolini i Petri da sa njim više nema ništa. Iva je zabrinuta jer Igor nema iskustva u komercijali, ali ju je Biserka umirila pa je nastavila da isprobava haljine, a za savet koju da obuče se pvro obratila Ani pa pridošloj Petri. Dok je razgovarao sa Marinkom, Luka mu je ispričao priču o izvesnoj devojci sa kojom se zabavljao u srednjoj školo samo da bi izgledalo da je bio sa ženskom. Nikola se iznenadio kada je u vinariji sa Juretom zatekao Igora, a još više se iznenadio kada je čuo da je Igor novi komercijalni direktor. Zato je dobio zadatak da ga polako uvodi u posao. Petra, Ana i Iva su počele da se smeju kada su videle slike Jureta i Biserke za svadbu pošto je Jure na glavi imao smešni šešir. Luka se ponovo ispovedio. Borna je saopštio Tini da će snimiti spot pa je jedva uspeo da je obuzda iz zanosa. Luka se ponovo ispovedio. Kada je došao kod Čarlija u klub da proslave novu "saradnju" na spotu, Borni je ponuđena neka od devojaka, a njegov izbor je doveo do toga da ga Čarli uhvati za vrat − od svih devojaka je izabrao onu za koju nije znao da je Čarlijeva.Pojava Petre Novak i Jakova Barišića. |                    |                 |                    | |                    |
| 598 | 203                | „Epizoda 3.203” | Milivoj Puhlovski  | Josie Ward, Tomislav Štefanac, Ivana Milković, Aleksandar Krištek, Milijan Ivezić, Tomislav Hrpka, Inge Privora, Alan Čubrilo, Iva Ilakovac i Ivana Mišetić | 13. jun 2007       |
| Borna je uspeo da se izvuče da ne izvuče deblji kraj. Igorov prvi radni dan se završio, a počeo je drugi. Jure je njemu i Nikoli saopštio srećne vesti − jedan veliki lanac trgovina želi da potpiše sa njima ugovor o uvozu vina što samo po sebi znači da će biti dodataka na platu. Karolina nije bila zadovoljna saznanjem da Ane već dugo nema u "Zenu" na vodećem položaju. Tina je počela da razrađuje sve oko svog spota pa joj je Borna za početak sredio da nauči da pleše, a za instruktorku plesa joj je doveo Leu − Čarlijevu devojku zbog koje je zamalo izvukao deblji kraj. Antun je priredio Megi romantično iznenađenje u vidu opservatorijuma. Angelinino ponašanje je postalo čudno pa je Dunja rešila da prokljuvi o čemu se tu radi, ali Franjo nije hteo da se mešaju u to. Dok je "radio", Igor je na računaru pronašao sado-mazo snimke pa je počeo da ih gleda, a prekinuo ga je dolazak Jureta sa budućim poslovnim ortacima. Nevolja je nastala kada je Nikola uključio računar i pustio projektor kako bi pokazao prezentaciju o vinu, a umesto nje se nastavio sado-mazo snimak.Pojava Petre Novak i Jakova Barišića. |                    |                 |                    | |                    |
| 599 | 204                | „Epizoda 3.204” | Milivoj Puhlovski  | Josie Ward, Tomislav Štefanac, Ivana Milković, Aleksandar Krištek, Milijan Ivezić, Tomislav Hrpka, Inge Privora, Alan Čubrilo, Iva Ilakovac i Ivana Mišetić | 14. jun 2007       |
| Igor je svalio krivicu za snimak na Nikolu, a Jure je bio toliko besan da je naredio da se krivac sam javi jer obojici ne može da im da otkaz. Kasnije se sve uspešno rešilo pa su obojica zadržali poslove. Ana je otišla kod Franja i Dunje u stan po svoje stvari dok nije bilo nikoga, ali je na odlasku naletela na Nikolu koji se vratio sa posla, a odlazak nije prošao baš najprijatnije. Dunja je rekla Franju da joj se čini da je u drugom stanju. Tina je izašla da snimi svoj spot, ali je snimanje propalo jer se njoj nije sviđao način na koji bi spot bio urađen. Onda je sa Bornom razgovarala o tome i shvatila da su ljudi koji je trebalo da rade na spotu Čarlijevi ljudi. Iva je od Biserke saznala za događaj u vinariji, ali se kasnije pomirila sa Igorom. Tina je došla kod Marijane i slomila se pred njom i zamolila je da joj pomogne oko Čarlija. Marinkov direktorski posao cveta. Iva je provela noć sa Lukom.Pojava Petre Novak i Jakova Barišića. |                    |                 |                    | |                    |
| 600 | 205                | „Epizoda 3.205” | Milivoj Puhlovski  | Josie Ward, Tomislav Štefanac, Ivana Milković, Aleksandar Krištek, Milijan Ivezić, Tomislav Hrpka, Inge Privora, Alan Čubrilo, Iva Ilakovac i Ivana Mišetić | 15. jun 2007       |
| U toku Marijaninog i Tininog razgovora je naišao Antun, a Tina je namestila da izgleda kao da je razgovarala sa Marijanom o tome da nauči neku borilačku veštinu. Franjo je predložio Ani i Karolini da pokrenu liniju preparata za trudnice i novorođenčad, a Karolina je za sada dozvolila da se to samo istraži. Petra ja došla kod Lončarevih kako bi se napravilo malo slavlje povodom Juretove i Biserkine predstojeće svadbe. Tokom slavlja je Iva napala Petru da joj ne muva Igora. Marijana je rekla Antunu zbog čega je Tina stvarno došla, a Antun je kasnije rekao Tini da je uspeo da nagovori Marijanu da joj pomogne. Karolina je uspela da nagovori Anu da je unapredi iz d.v. direktorke u direktorku što joj je i uspelo. Tina je navalila na Jakova da pođe sa njim kod Franja i Dunje na večeru, a on nije imao kud već da je povede sa sobom. Kada je ostala nasamo sa Nikolom, Tina je ponovo krenula da ga "spopada". Ana je zamalo doživela živčani slom, ali je Karolina bila tu da to spreči. Lea je došla kod Borne po Čarlijevom nalogu u vezi prebacivanja novca. Borna je kasnije otišao u Čarlijev klub da porazgovaraju, međutim, Čarlija je neko u pola razgovora pozvao pa je on otišao. Samo nekoliko trenutaka kasnije je u klub upala policija i napravila raciju.Pojava Petre Novak i Jakova Barišića. |                    |                 |                    | |                    |
| 601 | 206                | „Epizoda 3.206” | Dinko Paleka       | Josie Ward, Tomislav Štefanac, Ivana Milković, Aleksandar Krištek, Milijan Ivezić, Tomislav Hrpka, Inge Privora, Alan Čubrilo, Iva Ilakovac i Ivana Mišetić | 18. jun 2007       |
| Borna je uspeo da izvuče Leu iz "kandži" poicije rekavši da joj je dečko i pokazavši svoju ličnu kartu. Petra je besno otišla iz stana Lončarevih posle svađe sa Ivom. Kasnije se sastala sa Lukom i rekla mu za svađu i da misli da je ljubomorna na njen odnos sa njim. Nakon što mu je Marijana besno rekla da je racija propala, Antun je ljutito otišao kod Tine i sasuo joj u lice šta sve misli o njoj. Karolina je došla kod Lončarevih što su Biserka i Jure dočekali na nož, ali kada su čuli da je razlog posete Ana, predomislili su se. Biserka je onda odlučila da pomogne Ani. Borna je doveo Leu Čarliju kada su se sastali kod Nade u kafiću i tada je saznao da je Čarli saznao da će biti racija unapred. Dok su sedeli kod Nade u kafiću, Antuna i Megi je nada "oterala" da joj kupe neke namirnice, ali su oni prvo naleteli na Bruna i Marijanu i "pobegli" im, a onda su krenuli na kupanje. Pošto su se vratili kasno, shvatili su da je samoposluga zatvorena pa su upali unutra i počeli da kradu. U toku krađe im je izleteo vlasnik.Pojava Petre Novak i Jakova Barišića. |                    |                 |                    | |                    |
| 602 | 207                | „Epizoda 3.207” | Dinko Paleka       | Josie Ward, Tomislav Štefanac, Ivana Milković, Aleksandar Krištek, Milijan Ivezić, Tomislav Hrpka, Inge Privora, Alan Čubrilo, Iva Ilakovac i Ivana Mišetić | 19. jun 2007       |
| Antun i Megi su se izvukli, a kada je čuo šta će se možda desiti čuvaru zbog provale, Antun mu je dao novac koji mu je Nada dala da popravi bravu. U vinariji je zavladalo pravo vanredno stanje jer je Jure saznao da će im doći inspekcija pa je prvo rekao Nikoli da on sačeka inspektorku, a kada je Nikola to odbio zbog radova na zemljištu, zadatak je dobio Igor. Karolina je došla u vinariju da porazgovara sa Nikolom o Ani, a tamo ju je dočekao mrko Jure. Nikola je pristao da razgovara sa Anom. Dok je Karolina odlazila, Jure joj je stavio do znanja da je shvatio njenu igru oko prauzimanja "Zena". Franjo i Dunja su renovirali salon, međutim, Franjo smatra da su ih majstori odrali. Pošto je Brunu rekla da je ona dojavila za Čarlija, Bruno joj je rekao da će zbog toga trpeti posledice. Marijana je došla besna kod Tine i sasula joj sve u lice u vezi racije. Kada se vratio u kafić, Antun je dobio otkaz, a Megi je bila tužna što se sve tako završilo. Borna je razgovarao sa Tinom i ostao je zatečen kada je shvatio da je ona prijavila Čarlija i da je zbog toga došlo do racije.Pojava Jakova Barišića. |                    |                 |                    | |                    |
| 603 | 208                | „Epizoda 3.208” | Dinko Paleka       | Josie Ward, Tomislav Štefanac, Ivana Milković, Aleksandar Krištek, Milijan Ivezić, Tomislav Hrpka, Inge Privora, Alan Čubrilo, Iva Ilakovac i Ivana Mišetić | 20. jun 2007       |
| Bornin i Tinin odnos se zategao zbog otkrića da je ona prijavila Čarlija. Bruno je rekao Marijani da će neko vreme raditi u poslovnici sa papirologijom jer je načelniku rekao da je izvor za raciju bio njegov. Tina je bila kod Antuna i rekla mu da veruje da je neko dojavio Čarliju za raciju. Igoru je uleteo šaljivdžijski posao pre posete inspekcije, a veća nevolja je nastala kada se vraćao sa nastupa u vinariju prilikom čega su mu se kola pokvarila pa je morao da trči nazad u odelu šaljivdžije. Tina je došla kod Nikole kako bi porazgovarala sa njim o svom novonastalom stanju i prošlosti. Kako nije imao ko da čuva Doru, Iva ju je ostavila Franju i Dunji na čuvanje jer ni ona ni Igor zbog posla nisu mogli da je čuvaju. Borna se sastao sa Čarlijem, a Čarli mu je rekao da će preko svojih kanala saznati ko ga je prijavio policiji i time navukao raciju. Igor je stigao u vinariju i tamo je zatekao inspektorku, međutim, uspeo je da uveri inspektorku da je u vinariji sve u najboljem redu. Nevolja je jedino nastala kada je Iva naletela dok se on presvlačio iz šaljivdžijsko u svoje odelo prilikom čega je bio samo u boksericama. |                    |                 |                    | |                    |
| 604 | 209                | „Epizoda 3.209” | Dinko Paleka       | Josie Ward, Tomislav Štefanac, Ivana Milković, Aleksandar Krištek, Milijan Ivezić, Tomislav Hrpka, Inge Privora, Alan Čubrilo, Iva Ilakovac i Ivana Mišetić | 21. jun 2007       |
| Igor je uspeo na jedvite jade da objasni Ivi šta se dogodilo. Iva je bila posle malo odsutna, što su Jure i Biserka primetili dok su gledali svoje slike za svadbu, ali se posle pribrala. Jure je od Ive saznao da je inspekcija dobro prošla. Posle raspravljanja sa Brunom ispred policije, Marijanu je zaustavio jedan kolega i saopštio joj da mu je sumnjivo to što nisu našli Čarlija prilikom racije. Ana je zamolila Karolinu da preuzme "Zen", a Karolina nije bila zadovoljna kada joj je Franjo rekao da je još u oglednoj fazi sa novim proizvodima. Borna je rekao Lei zbog čega joj pomaže oko Čarlija. Kada mu je Igor ispričao za događaj u vinariji, Antun nije mogao da prestane da ga sprda. Ubrzo je kod Nade u kafić došla i Marijana i sela sa njima za sto, a onda je uleteo besni Bruno i počeo da ih ispituje gde je Megi, a onda je ona došla iz kupatila ne znajući da je on u međuvremenu došao. Antun i Megi su uspeli da pobegnu. Čarli je napravio Lei ispit u vidu Brunove ponude njoj da postane zaštićeni svedok, ali je ona prošla, a Borna je kroz njenu priču shvatio da je Bruno Čarlijev čovek. Marijanu je onaj isti kolega pitao da radi za njega jer Bruna plaća Čarli. Ana je posetila Gabrijelu. Kada je video šta je bilo pred crkvom tokom Ivinog odlaska, Igor je napao Luku pa su se njih dvojica potukli, a posle toga je Igor pitao Luku da li je zaljubljen u Ivu, a njegov odgovor ga je zaprepastio. |                    |                 |                    | |                    |
| 605 | 210                | „Epizoda 3.210” | Dinko Paleka       | Josie Ward, Tomislav Štefanac, Ivana Milković, Aleksandar Krištek, Milijan Ivezić, Tomislav Hrpka, Inge Privora, Alan Čubrilo, Iva Ilakovac i Ivana Mišetić | 22. jun 2007       |
| Igor je rekao Luki da pusti Ivu na miru ako je voli. Marijana je ostala odlučna pri odluci da ne pređe na stranu svog kolege Kreša i izda Bruna jer joj je šef. Između nje i Igora su počele da se javljaju varnice sviđanja. Antun se osećao neprijatno dok je sedeo sa Megi kod Nade u kafiću jer ih je Tina sve vreme gledala dok je sedela za šankom sa Jakovom, a kada su na radiju pustili Tininu pesmu, Antun je naterao Megi da odu. Pre odlaska sve raspravljanje sa Tinom pretvorilo u veliku svađu tokom koje se Antun zamalo potukao sa Jakovom, a Nikoli je rekao da ga je Tina sve vreme pravila budalom. Megi je u toku svađe pozlilo pa ju je Antun odveo kući odakle ju je Bruno koji je tamo bio sa Marijanom odveo. Marinko je pomagao Nadi u kuhinji, međutim, Nada je na kraju odlučila da ne posluži umak koji je on skuvao. Igor je besan odlučio da baci šaljivdžijsko odelo i završi sa tim jednom za svagda. Neka nepoznata osoba je iz govornice pozvala Anu na moblini. Kod Luke na ispovedanje je došao neko ko je bio spreman da prizna Zlatkovo ubistvo.Pojava Jakova Barišića. |                    |                 |                    | |                    |
| 606 | 211                | „Epizoda 3.211” | Mirna Miličić      | Josie Ward, Tomislav Štefanac, Ivana Milković, Aleksandar Krištek, Milijan Ivezić, Tomislav Hrpka, Inge Privora, Alan Čubrilo, Iva Ilakovac i Ivana Mišetić | 25. jun 2007       |
| Luka je bio potpuno odsutan duhom nakon razgovora ispovedanja tajanstvene osobe koja je ubila Zlatka. Antun se vratio kući iz bolnice i rekao je Marijani da ga nisu pustili unutra pa je morao da pogađa koji prozor je prozor Megine sobe. Tina je rekla Jakovu za dug koji je nasledila od Zlatka. Dok je sedela sama u svojoj poslovnici u "Zenu", Ana je ostala iznenađenja kada se unutra pojavila Gabrijela i rekla joj da je pobegla i da je policija traži, a onda joj je predložila da se vrate kući u Argentinu. Kada je među poštom video i oglas za prodavanje stanova, Igor je ushićen odjurio kod Ive, međutim, ona je smatrala da je to preskupo. Dok je sedela sa Antunom kod Nade u kafiću, Marijanu je na telefon zvao kolega Krešo i ponovo je pitao da pređe kod njega, a ona je ponovo odbila. Posle toga je rekla Antunu da je Bruno ponovo otvorio slučaj Zlatkovog ubistva. Nakon što ga je Jakov posetio i pošto su razgovarali o Tininom dugu, Borna je besno otišao kod Tine i zapretio joj da ne laje okolo. Ana je spremila svoj kofer i otišla iz stana Lončarevih prethodno rekavši Biserki da ide poslom u Sloveniju. Nikola je saznao za to kada je kasnije došao do njih da porazgovara sa njom. Ana je zamolila Karolinu da kupi "Zen" od nje. Pošto su pustili Megi iz bolnice, ona je došla kod Antuna gde joj je ponovo pozlilo zbog čega je Antun pozvao Bruna, a Bruno mu je po povratku iz bolnice besno zapretio da se okane Megi. Luka se ispovedio drugom svešteniko i rekao mu da mu se ispovedio Zlatkov ubica.Pojava Jakova Barišića.                           |                    |                 |                    | |                    |
| 607 | 212                | „Epizoda 3.212” | Mirna Miličić      | Josie Ward, Tomislav Štefanac, Ivana Milković, Aleksandar Krištek, Milijan Ivezić, Tomislav Hrpka, Inge Privora, Alan Čubrilo, Iva Ilakovac i Ivana Mišetić | 26. jun 2007       |
| Lukino ponašanje se potpuno promenilo posle ispovedanja Zlatkovog ubice. Borna se sastao sa Čarlijem prilikom čega su razgovarali o tome da li ga je Tina prijavila, a Borna je posle besneo na Tinu, a još više se razbesneo kada je saznao da je Jakov prijavio. Stanje između Bruna i Antuna se zbog Megine bolesti zamalo pretvorilo u tuču, ali je Marijana naišla da spreči dalje prerastanje. Ana je prodala Karolini "Zen kozmetiku". Iva se pomirila sa Petrom, a Nadi je bila čudna Lukina povreda na ruci koju je Marinko objasnio povredom dok su njih dvojica "popravljali motor". Biserka je predložila Luki da je namaže nečim. Jakov je odčuio da se odseli zbog svađe sa Tinom. Igor je razgovarao sa Marinkom o poslu kaminodžije, a onda je otišao kući i "pozajmio" Antunovu vozačku dozvolu. Biserka je srela nekoga iz svoje prošlosti − Gorana Vučića koji je dugo bio u Somaliji. Bruno je bio kod Marijane i Antuna i razgovarao sa njima o Gabrijelinom bekstvu, a tamo se zatekao i Nikola. Gabrijela i Ana se i dalje kriju u kući u Zagorju. Bruno je došao kod Tine i otvoreno joj predložio da smeste Antunu Zlatkovo ubistvo. Dok je Biserka sedela sa Goranom u kafiću, iza njih se pojavio Jure.Pojava Petre Novak i Jakova Barišića. |                    |                 |                    | |                    |
| 608 | 213                | „Epizoda 3.213” | Mirna Miličić      | Josie Ward, Tomislav Štefanac, Ivana Milković, Aleksandar Krištek, Milijan Ivezić, Tomislav Hrpka, Inge Privora, Alan Čubrilo, Iva Ilakovac i Ivana Mišetić | 27. jun 2007       |
| Biserka je uspela da izvuče stvar i ode sa Juretom. Razgovor Tine i Bruna je postao još teži jer je Bruno počeo da joj preti požeškim zatvorom. Tina je posle otišla kod Borne gde je bio Jakov i slomila se jer je stiskaju sa svih strana, a posle toga se ponovo posvđaala sa Jakovom i uspela da ga otera. Nikola je bio u "Zenu" i tamo je od Karoline saznao da joj je Ana prodala "Zen" i uzela novac kako bi otputovala. Franjo i Dunja su razgovarali o njenoj trudnoći. Luka je jedno veče šetao sa Petrom, ali je bio vidno odsutan duhom zbog ispovedanja. Biserka je došla kod Nade u kafić gde se sastala sa Goranom, ali je prvo zamolila Karolinu koja je takođe bila tu da sazna kako se zove hotel u koji će Ana otići. Petra i Luka su došli u vliu Novakovih gde joj je Luka objasnio zbog čega se tako čudno ponaša, ali nije otkrio o čemu se tačno radi. Karolina je bila kod Dunje i Angeline kako bi proslavila kupovinu "Zena", a Dunja joj je u tajnosti rekla da je trudna i da proslavlja početak pravljenja frizura za jedan časopis. Tokom razgovora sa Igorom u vinariji, Nikola je odjednom izleteo i otišao kod Ane u Zagorje gde je ispravno zaključio da se i Gabrijela tamo krije. Karolina je odvela Gorana da mu pokaže jedan stan, a on je kasnije rekao Biserki i Nadi da ga je iznajmio. Tina je došla kod Antuna da porazgovaraju, ali ju je on besno oterao. Kada je došla kući, ona se slomila i pozvala Bruna. Bruno se posle pojavio kod Marijane i Antuna i uhapsio ga je zbog sumnje da je počinio ubistvo Zlatka Fijana.Pojava Petre Novak i Jakova Barišića. |                    |                 |                    | |                    |
| 609 | 214                | „Epizoda 3.214” | Mirna Miličić      | Josie Ward, Tomislav Štefanac, Ivana Milković, Aleksandar Krištek, Milijan Ivezić, Tomislav Hrpka, Inge Privora, Alan Čubrilo, Iva Ilakovac i Ivana Mišetić | 28. jun 2007       |
| Antuna su odveli u pritvor, a Marijana mu je obećala da će sve učiniti da ga izvuče. Karolina je bila u vinariji i usadila Juretu crv sumnje oko Gorana, ali je Biserka uspela da mu objasni pravu stvar. Dok se Marijana raspravljala sa Brunom kod Nade u kafiću, njihovo raspravljanje je čuo Luka i shvatio da je Antun nevin u pritvoru pa je Marijani kada je Bruno otišao rekao da je ispovedio pravog Zlatkovog ubicu, ali ne sme ništa da kaže zbog ispovedne tajne. Kasnije ga je Marijana posetila sa Krešom, ali on ni tada nije hteo ništa da kaže. Iva je otišla negde sa Lukom motorom. Igor je pokazao Marinku i Luki sliku stana koji namerava da kupi. Nikola je zamolio Bornu da pomogne Ani da pređe preko granice, a kada su se kasnije sastali da bi im Borna objasnio svoj plan, Nikola je bio kategorički protiv tog plana. Marijana je otišla na tajni zadatak u Čarlijev klub, ali je tamo shvatila da posle prvog kruga audicije postoji i drugi koji se prolazi kod Čarlija lično.Pojava Petre Novak. |                    |                 |                    | |                    |
| 610 | 215                | „Epizoda 3.215” | Mirna Miličić      | Josie Ward, Tomislav Štefanac, Ivana Milković, Aleksandar Krištek, Milijan Ivezić, Tomislav Hrpka, Inge Privora, Alan Čubrilo, Iva Ilakovac i Ivana Mišetić | 29. jun 2007       |
| Ana je pristala na Bornin plan. Iva i Luka su nastavili svoj put motorom, a Biserki i Nadi je bilo čudno to što ih nema. Jedino je Marinko imao tačan osećaj gde su možda krenuli. Kada je otišao do Čarlija po lažne pasoše za Anu i Gabrijelu, Borna je na svoje zaprepašćenje video Marijanu pa je posle rekao Lei da im je policajka u klubu i da bi svi mogli da završe u policiji. Dok su Goran i Biserka sedeli kod Nade u kafiću pojavio se i Jure. Upoznavanje Jureta i Gorana je bilo pomalo čudno. Iva i Luka su stigli na svoje odredište gde su se poljubili. Kada se probudila, Marijana je shvatila da je oteta i da je voze negde kamionom. Antuna je prvo posetila Megi što se dobro završilo, a onda Tina što je njemu bilo kao ružan san. Kada se vratio kući, Franjo je našao Dunju kako plače, a ona se slomila i rekla mu da joj je lekar rekao da možda nikada neće moći da ima decu. Igor je krenuo na svoj prvi kamiondžijski posao. Borna i Nikola su otpratili Anu i Angelinu dok pristaništa. Pre nego što je otišla, Ana je ostavila Nikoli pismo koje je on pročitao i shvatio ko je ubio Zlatka.Poslednja stalna pojava Ane Fijan. Poslednja pojava Zlatka Fijana. Pojava Jakova Barišića. |                    |                 |                    | |                    |